# Parc archéologique européen de Bliesbruck-Reinheim
Vous lisez un « bon article » labellisé en 2021.
Le parc archéologique européen de Bliesbruck-Reinheim (en allemand : Europäischer Kulturpark Bliesbruck-Reinheim) est un parc archéologique situé de part et d'autre de la frontière franco-allemande et partagé entre les communes de Reinheim dans la Sarre et de Bliesbruck en Moselle. Ce projet transfrontalier a été initié en 1989. Il montre au sein d'un espace de soixante-dix hectares les vestiges archéologiques retrouvés sur les lieux. Un musée complète le dispositif.
Les principaux vestiges exposés sont d'une grande diversité : la tombe princière de Reinheim, un vicus gallo-romain et une vaste villa romaine. Avec des restes archéologiques du Mésolithique, de l'âge du bronze, des périodes celtique et romaine, puis des migrations germaniques de l'Antiquité tardive, le site témoigne d'une occupation permanente de la vallée de la Blies sur une période de six mille ans.
En dépit de partis pris différents en France et en Allemagne, qui se nourrissent mutuellement, le caractère unique de la coopération en fait, selon l'archéologue Diane Dusseaux, « une des réalisations majeures du paysage archéologique contemporain ».

## Contextes géographiques

### Localisation

Plan d'ensemble du parc.

Le site est localisé à 75 km de la ville française de Metz et à 15 km de la ville allemande de Sarrebruck,.
Il se situe à proximité du village français de Bliesbruck dans le département de la Moselle et du village allemand de Reinheim dans le land de la Sarre. Une route départementale relie les deux villages.

### Un site de la vallée de la Blies

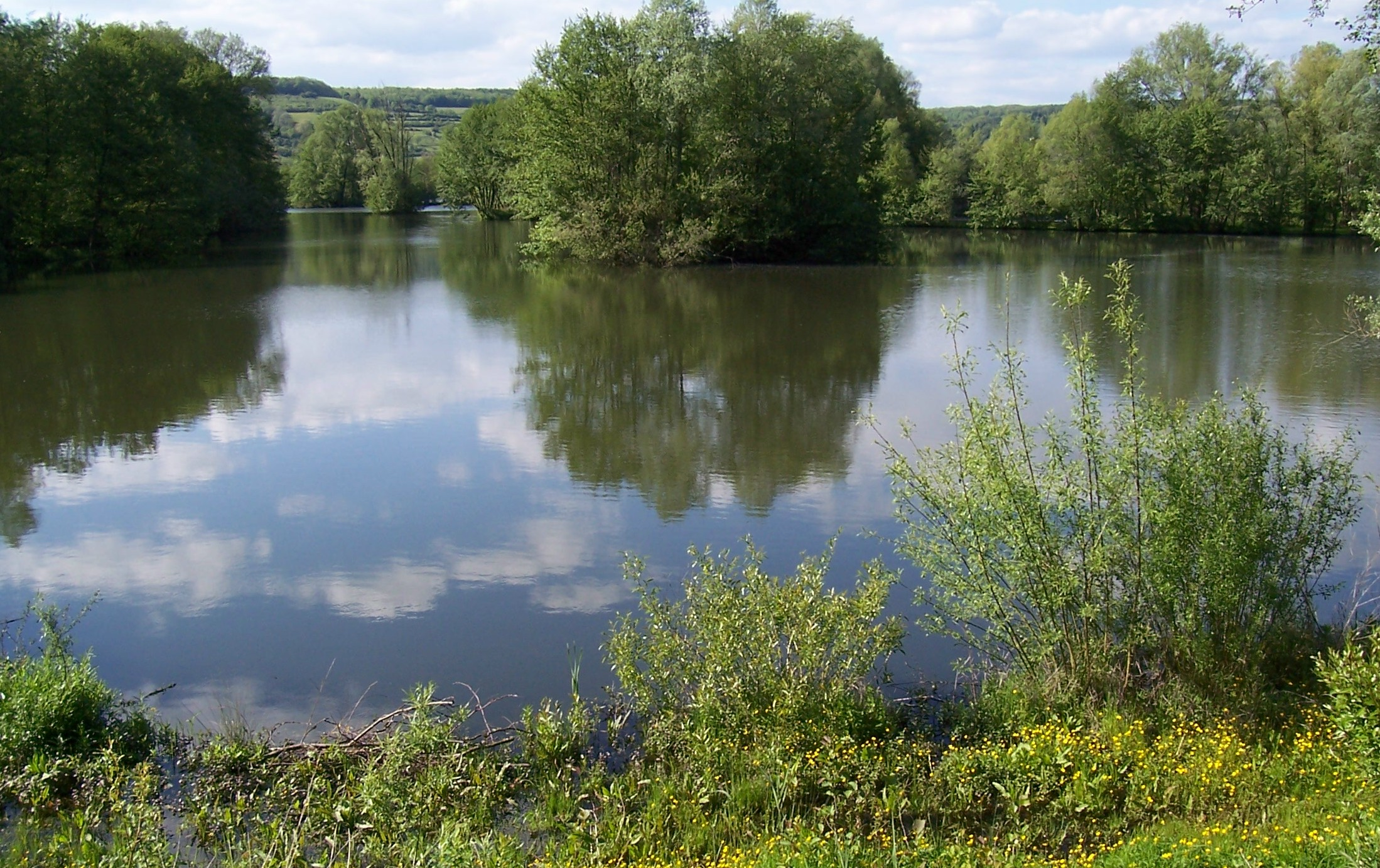
Vue des rives de la Blies près de Bliesbruck.

Au niveau hydrologique, le site est localisé dans la vallée de la Blies, sur la rive gauche. La vallée de la rivière est large sur ce site, qui comporte plusieurs niveaux de terrasses alluviales.
Le site possède des « affleurements calcaires du Muschelkalk » et également du bois en abondance.
Son territoire est partagé entre la ville stricto sensu et une grande villa. Le site possédait non seulement un axe fluvial avec la Blies, affluent de la Sarre, qui permettait le transport de marchandises mais aussi un accès routier avec la voie Strasbourg-Trêves.
Le site est dominé par une éminence, le Homerich, qui a peut-être abrité un sanctuaire.

## Histoire, des origines à l'effacement

### Des origines à l'âge du bronze
Le site est occupé dès le Mésolithique, vers 10 000-9000 av. J.-C. comme peuvent en témoigner des lamelles de silex. Des changements importants s'opèrent au Néolithique, tant au point de vue économique avec « une économie de production », que social avec la sédentarisation, et technologique (pierre polie et céramique). Dans la vallée de la Blies, cette période est attestée uniquement par des découvertes fortuites.
L'âge du bronze moyen voit se développer la métallurgie au niveau local. Deux tumulus de cette époque sont connus, dont un sous lequel est inhumé un homme âgé d'environ 80 ans. L'âge du bronze final, période de changements climatiques importants, voit une occupation de la vallée.
À la fin de l'âge du bronze, la zone est utilisée comme nécropole, puis lieu d'habitat, et devient importante après le Ve siècle av. J.-C.. Ont été retrouvées notamment de nombreuses fosses-dépotoirs ou traces de silos ou greniers, outre des objets du quotidien comme des céramiques. Les nécropoles sont désormais constituées d'incinérations dans des urnes, avec des marqueurs sociaux déposés dans les tombes.
La zone de Bliesbruck-Reinheim est « un centre d'habitat et de pouvoir ». La société est alors très hiérarchisée.

### Âge du fer
Le fer se répand au VIIIe siècle av. J.-C., avec la culture de Hallstatt. Au début de l'âge du fer, l'inhumation est à nouveau pratiquée et les classes dirigeantes sont enterrées avec un riche mobilier. Ces classes sont en contact avec la région méditerranéenne et leurs résidences permettaient de contrôler le passage dans la vallée.
Avec la période de La Tène, la zone des tombes princières se modifie et occupe le Rhin moyen, la Moselle et la Sarre actuelle, ainsi que la Champagne. La tombe de la princesse de Reinheim date de cette époque. L'incinération est à nouveau pratiquée de manière progressive à partir du IIIe siècle av. J.-C.. Au deuxième âge du fer, les tombes princières sont situées vers le Rhin moyen et la Champagne.
Trente-deux tertres sont connus sur les hauteurs environnantes du site, en particulier à Rubenheim-Wolfersheim, les défunts étant accompagnés d'un mobilier plus ou moins riche. Dans certaines sépultures cohabitent des urnes funéraires et des inhumations. Le site périclite à partir du VIe siècle av. J.-C., alors que celui de Reinheim s'affirme comme « centre de pouvoir ». Ce rôle peut être lié à sa position sur la route du sel produit dans la vallée de la Seille, la route servant également à un commerce lointain d'objets destinés aux nécropoles aristocratiques. Une nécropole aristocratique est utilisée de la période de Hallstatt à La Tène ; deux autres nécropoles ont été retrouvées à proximité, et dans l'une des deux une tombe de deux adolescents était richement ornée. Des traces d'habitat ont été dégagées, dont certaines « de statut social élevé ». Un défunt de la nécropole du Furtweg, mort vers 200 av. J.-C. à La Tène moyenne, était peut-être un mercenaire « qui aurait combattu pour le compte des Carthaginois en Sicile ». La fin de la période celtique est mal connue et absente du site dans l'état des connaissances du milieu des années 1990.

### Les Médiomatriques

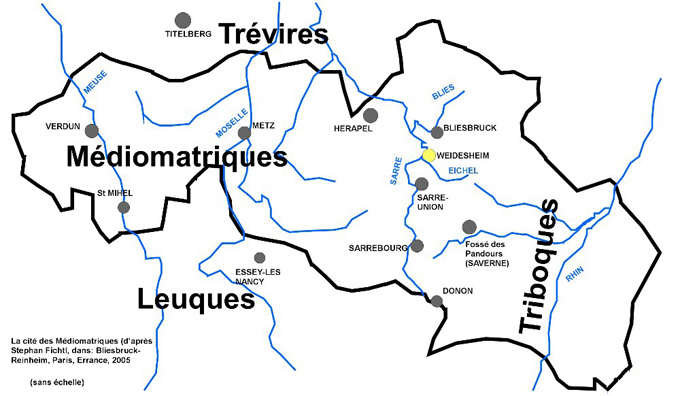
Localisation du site de Bliesbruck-Reinheim sur le territoire des Médiomatriques au, au début de la guerre des Gaules.

Le site de Bliesbruck-Reinheim appartient durant l'Antiquité au peuple celte des Médiomatriques et à la Gaule belgique. Le territoire des Médiomatriques se trouve entre ceux des Trévires et des Leuques.
Les Médiomatriques sont un des peuples celtiques qui se sont installés à partir du VIe siècle av. J.-C. en Gaule, établis entre la Meuse et le Rhin, l’Argonne et la Forêt-Noire. À l'époque tardive et au début de l'Empire romain, leur capitale est l‘oppidum de Divodurum (actuel quartier Sainte-Croix à Metz), qui prend le nom de « Divodurum Mediomatricorum » à l'époque romaine. À la fin de la période de La Tène, l'oppidum principal est peut-être celui du Fossé des Pandours, d'une superficie de 170 hectares, placé sur l'axe reliant la Gaule et le Sud de l'Allemagne actuelle.
Les Médiomatriques sont à leur apogée vers 120-100 av. J.-C.. La fin du Ier siècle av. J.-C. voit une chute des sites germaniques et les installations « placées sur l'axe Rhône-Saône-Moselle » prennent leur essor.
La cité connaît un important développement durant la Pax romana. Le territoire est divisé entre différents pagi comportant un chef-lieu ou vicus.

### Antiquité romaine

#### Haut-Empire romain

Le Nord-Est de la Gaule vers 70 apr. J.-C. avec les frontières provinciales et linguistiques.

Auguste réorganise administrativement la Gaule en 22 av. J.-C. en s'appuyant sur le découpage territorial des cités gauloises, et Agrippa s'occupe du réseau de voies, dont la via Agrippa qui traverse le territoire médiomatrique. Des vestiges d'un pont romain sur la Blies existaient encore au milieu du XIXe siècle et ont fait l'objet d'une description, cependant son emplacement n'est plus connu au milieu des années 1990.
La ville, dont on ignore le nom antique, se constitue à partir de 40-50 apr. J.-C. à l'époque claudienne, parallèlement à la voie romaine reliant Lugdunum à Augusta Treverorum en passant par Divodurum,. La localité est sur deux axes desservant l'espace qui sera à la fin du Haut-Empire découpé entre les provinces romaines de Belgique première et de Germanie première, commandant l'accès à de nombreuses positions fortifiées en Germanie. Elle est donc sur un axe stratégique important. Elle comporte des quartiers artisanaux et commerciaux.
Un édifice polygonal à usage cultuel a été découvert au lieu-dit Horres, à un kilomètre de la villa de Reinheim et sur une surface de dix hectares : ce site est utilisé de la fin de l'époque gauloise à l'époque gallo-romaine, sous la dynastie flavienne ; une certaine continuité existe donc. Dans les trous de poteaux du temple polygonal ont été découvertes des monnaies gauloises interprétées comme un dépôt de fondation. Un vaste sanctuaire gallo-romain prend sa place.
Les édifices mis au jour dans le centre monumental confirment le caractère urbain du site, mais aucune inscription n'en précise le statut juridique,. Le vicus a des « fonctions administratives, commerciales et artisanales » et les villæ ont un rôle de production agricole. Les habitants prennent pour la plupart leurs repas à l'extérieur dans des établissements.
Au cours des IIe et IIIe siècles, la ville se dote de constructions monumentales comme le complexe thermal, qui parvient à son extension maximale, une basilique et une fontaine. L'apogée de l'agglomération romaine est le IIIe siècle et est lié au commerce et à l'artisanat. L'agglomération, orientée nord-sud, s’étend alors sur environ trente hectares.
On ignore si la grande villa qui connaît son plus grand développement au IIe siècle ou dans la première moitié du IIIe siècle a été précédée par un établissement de moindre importance datable de l'époque de Jules César ou Auguste. La villa suit de trente à quarante ans « les premiers développements de Bliesbruck ». Le territoire rural entourant Bliesbruck dans un rayon de dix kilomètres comporte de nombreux sites ruraux des IIe et IIIe siècles, cent quatre-vingt-sept ayant été identifiés, avec une hiérarchie foncière entre métayers et fermiers.
Un vaste lieu de vingt hectares, probablement un sanctuaire datant de la période D de La Tène, se situe à un kilomètre et demi de la villa.

#### Bas-Empire romain
La ville atteint son apogée au IIIe siècle durant lequel la villa est « un véritable palais campagnard », mais la crise de la fin du siècle met un coup d'arrêt à la prospérité de cette agglomération secondaire. L'Empire romain ne peut empêcher les incursions des peuples germaniques, même si persiste « une certaine vitalité au sein de la cité médiomatrique entre le IIIe et le Ve siècle ».
Les quartiers artisanaux sont détruits à la fin du IIIe siècle : le quartier occidental est probablement détruit en 258 et le quartier oriental en 273 ou 275. Les destructions sont sans doute le fait des invasions germaniques de 250-275. Des incendies ravagent le site vers 260 puis vers 275-276. Les thermes et le quartier oriental sont réhabilités à une période ultérieure. La fontaine et la basilique civile sont détruites, et la grande villa est « démembrée ». Les campagnes se transforment de la fin du IIIe au IVe siècle, avec un maintien des sites mais des activités qui changent avec en particulier des ateliers « de récupération et de recyclage » dans la villa du Grosswald.
L'agglomération perd son caractère urbain et le déclin se poursuit jusqu'au IVe siècle, même si des bâtiments sont réhabilités dans la première moitié de ce siècle,. La période 352 à 354 semble être difficile pour les populations du secteur en raison des invasions alamanes, principalement lors du règne de Magnence. Le centre de l'agglomération est peu occupé de même que tous les édifices de la cour de la grande villa, sauf un dans lequel des vestiges ont été retrouvés.
Des céramiques et des pièces de monnaie dont mille cent quarante imitations datant de l'époque de la chute du fort de Niederbieber sont découvertes. Un dépôt et un atelier de frappe monétaire pour la période 256-271 sont également attestés. La voie parcourant la localité reste l'axe structurant entre 275 et 300. À l'inverse, à la fin du IIIe siècle le quartier occidental semble laissé à l'abandon. Les maisons du quartier oriental sont réhabilitées ou réaménagées. Les reconstructions ne sont pas de bonne qualité, l'occupation est moins dense et de nombreuses ruines parsèment alors le site.
Au IVe siècle, le site est réutilisé partiellement; seules les parties centrales et méridionales des thermes sont encore utilisées. Deux bronziers font leur apparition pendant ce siècle dans des parties de l'édifice et de l'habitat oriental supposé. Les vestiges de la basilique sont détruits et ceux de la fontaine servent de carrière de pierres à partir de 320.
À la fin du IVe et au début du Ve siècle, le calme semble être revenu dans la vallée et le quartier oriental est occupé, mais avec une qualité médiocre de construction, un maintien d'un artisanat de récupération métallique et des preuves d'une persistance du site dans les circuits commerciaux lointains. La population semble changer avec de nouveaux apports germaniques dont témoignent des découvertes, en particulier la sépulture d'un officier d'origine germanique sous statut fédéré, trouvée à Wolfersheim, à sept kilomètres de Reinheim, et pourvue d'un riche mobilier funéraire. Le site n'est pas fortifié et les villæ secondaires sont occupées jusqu'au début du Ve siècle.
Au Ve siècle, comme au siècle précédent, les mêmes quartiers sont encore occupés. Une double rangée de trous de poteaux de cette époque permet d'avancer l'hypothèse de la création d'une palissade. Des fours et foyers construits avec des pierres réemployées datent de cette période. De la vaisselle et des objets en fer ont également été mis au jour pour la période 380-400, témoignant d'une « intense activité ». Le déclin se termine au milieu du Ve siècle selon Diane Dusseaux.

### Depuis l'époque médiévale: de la réoccupation à l'effacement
Après la chute de l'Empire romain d'Occident, le territoire est occupé par des populations germaniques et les Francs s'imposent. La région appartient à partir de 561 à l'Austrasie, et les populations franques intègrent des espaces « faiblement occupés par les populations gallo-romaines » entre le Ve et le IXe siècle.
Plusieurs nécropoles mérovingiennes ont été fouillées dans la vallée, dont l'une, fondée au VIe siècle, est fortement utilisée dans la première moitié du VIIe siècle. Le climat devient froid et humide au haut Moyen Âge. Le site de la villa et du vicus n'est pas occupé à l'époque.
Il existe également des traces d'époque mérovingienne sur la colline du Homerich, avec un monument funéraire aristocratique du VIIe siècle pillé par la suite et comportant une fosse avec quatre chevaux décapités et deux chiens, selon un rituel provenant d'Europe orientale, et une nécropole attestée à Bliesbruck,. Quatre tombes seulement d'époque mérovingienne sont connues sur le site, non loin de l'église du village, dont une sépulture de femme, datée de la première moitié du VIIe siècle, au riche mobilier désormais conservé au musée du pays de Sarrebourg,. Ce « noyau primitif » du village de Bliesbruck est situé autour de l'église.
À la fin du Moyen Âge, l'espace entre Sarre et Blies comporte de nombreuses petites seigneuries. Un château est situé sur les hauteurs du village. Les ruines du site sont « un enjeu économique », et une commission se rend sur place, appartenant au territoire des seigneurs de Mauchenheim de Zweibrücken (Deux-Ponts), en 1500.
Les ruines des thermes sont utilisées comme habitat ou élément fortifié aux XVe et XVIe siècles,, autour du frigidarium dans lequel un four est construit. Les sites de la villa et du quartier « est » sont occupés. Des textes régissent les découvertes archéologiques faites sur le site dès le XVIe siècle et indiquent leur appartenance aux seigneurs. Ces dispositions sont rappelées à la fin du XVIIe et au début du XVIIIe siècle.
Toutes les ruines disparaissent aux deux siècles suivants du fait de la présence de fours à chaux. Les terres sont à nouveau cultivées, et le cadastre napoléonien n'indique plus aucun vestige en élévation.

## Redécouverte et mise en valeur du site

### Redécouverte du site et premières fouilles

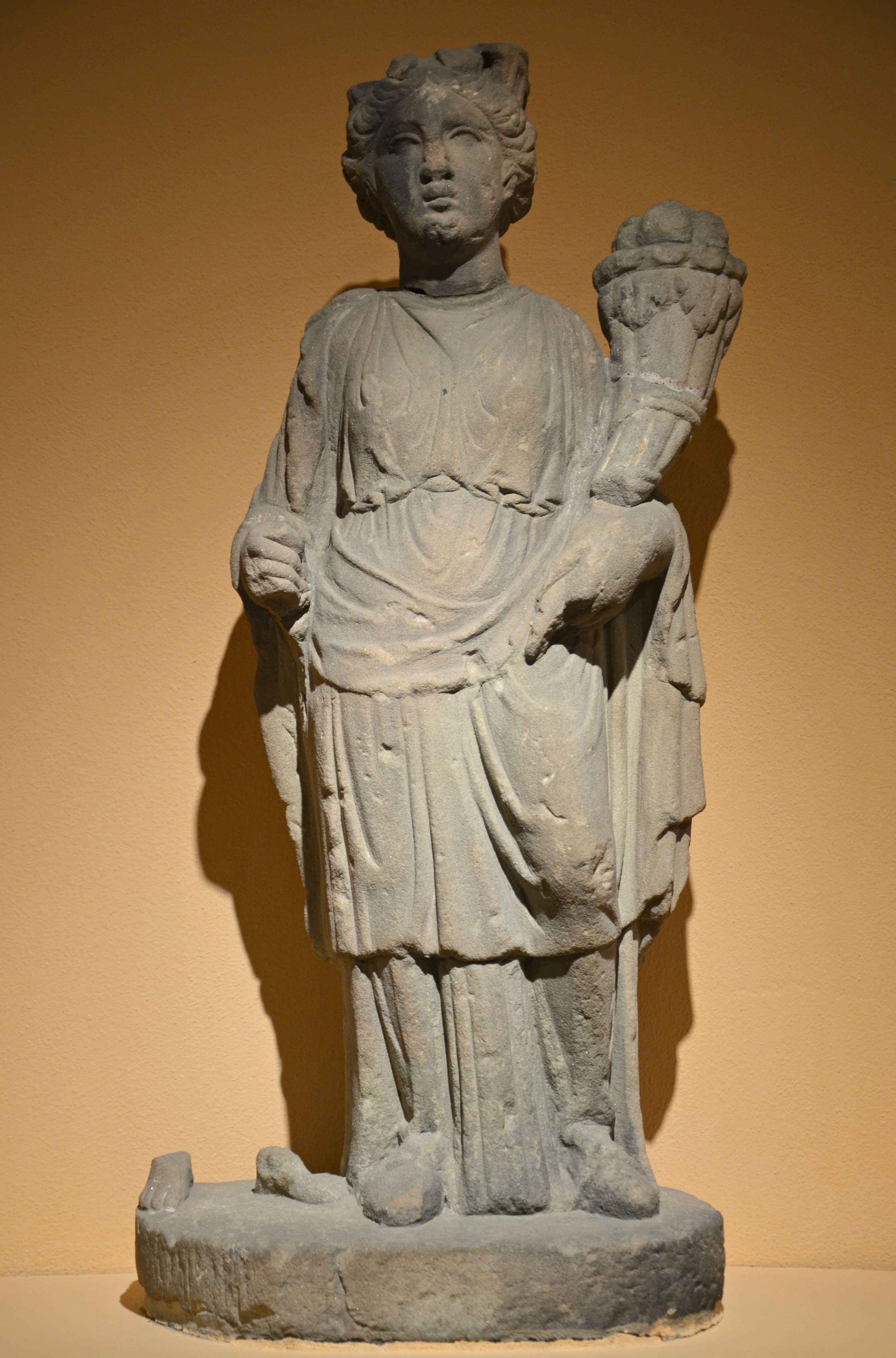
Statuette de la Fortune du, terre cuite, fouilles anciennes de Reinheim. Historisches Museum der Pfalz de Spire.

Le site a livré de nombreuses découvertes fortuites avant les fouilles scientifiques débutées au milieu du XXe siècle.

#### Premières découvertes (XVIIIesiècle-1945)
Les premières découvertes attestées datent de 1760, à la suite d'un glissement de terrain provoqué par un orage : sont découvertes alors des urnes funéraires.
Le bâtiment principal de la villa est fouillé en 1806-1809 : est alors découverte à proximité une statuette de Fortune ou de Cybèle. Un temple dédié à Vénus est également fouillé. L’œuvre est exposée au musée historique de Spire. Les fouilles livrent aussi un petit bronze représentant Mars et un Amour chevauchant une panthère.
Friedrich Schröter évoque des découvertes de monnaies et d'une statuette de Jupiter en 1856. Le sommet voisin du Homerich livre des artéfacts et éléments construits d'époque romaine au même moment, après avoir livré une tombe mérovingienne une trentaine d'années auparavant.
Les travaux liés à la mise en service de la voie ferrée à Bliesbruck sont l'occasion de la découverte d’une nécropole à la fin des années 1880, confirmée un siècle plus tard. En 1879 a lieu la dernière exploration des vestiges de la villa ; avec la création d'un service archéologique en 1923, les recherches reprennent avec une fouille d'une quinzaine de tumulus de l'âge du fer.

#### Après 1945 et jusqu'aux années 1980: des fouilles des deux côtés de la frontière
Après la Seconde Guerre mondiale, des sépultures mérovingiennes sont découvertes à Bliesbruck ; leur mobilier est pillé mais une partie est récupérée par le musée d'Archéologie nationale, puis déposée au musée de Sarrebourg.
L'année 1954 marque la découverte de la tombe de la princesse de Reinheim dans une sablière,, à cent trente mètres de la Blies. La découverte avait été précédée par un premier signalement deux ans auparavant. Les archéologues font le parallèle avec la découverte de la sépulture de la Dame de Vix un an plus tôt.
Des découvertes ont lieu dans les années 1960, des objets du bronze final et une bague romaine en or.
L'exploitation géologique des sablières à Bliesbruck aboutit à des fouilles de sauvetage qui durent une dizaine d'années dans les années 1970, plus précisément à partir de 1972. Les fouilles démontrent « l'importance, du point de vue historique et culturel, [du] site menacé de destruction ». Les recherches deviennent systématiques à partir de 1979 par l'action de Jean Schaub et aboutissent à des fouilles des deux côtés de la frontière, de quartiers d'artisans et d'un complexe thermal du côté français et de la villa romaine du côté allemand.
Le conseil général de la Moselle acquiert une partie du site en 1982. Le quartier ouest est fouillé jusqu'en 1987, alors que la fouille du quartier est débute deux ans plus tard.
Les thermes, « premier monument à être dégagé et fouillé » du côté français de la frontière, sont fouillés en 1982-1983 et entre 1988 et 1992. Les vestiges des thermes les mieux conservés datent de la fin du IIe et du milieu du IIIe siècle.

### Blesa, le projet de parc archéologique européen
La coopération franco-allemande est forte dès le milieu des années 1980 et les fouilles reprennent à Reinheim en 1987 avec la « fouille systématique » de la villa.

#### Projet symbolique de la coopération franco-allemande

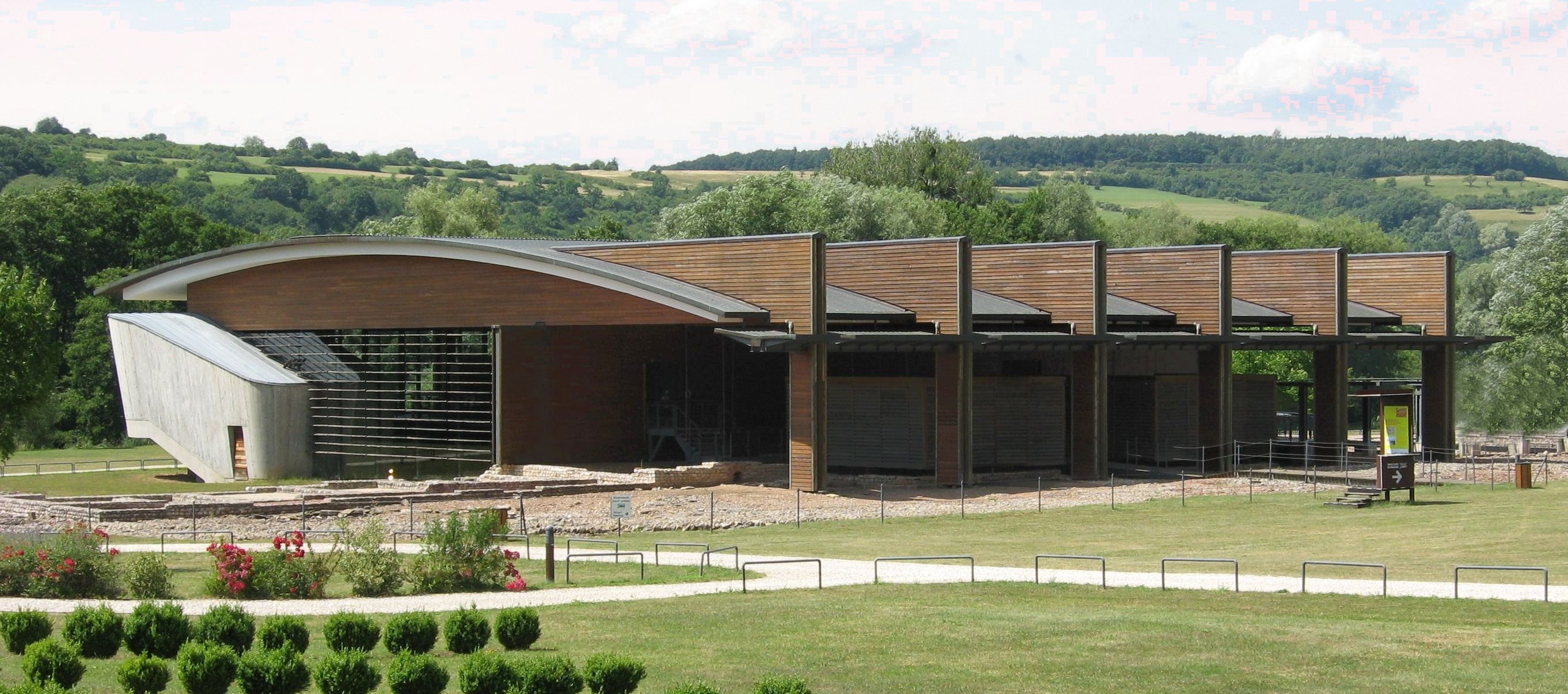
Le pavillon muséal abritant les vestiges des thermes.

Le parc archéologique européen est créé en 1989 sur proposition des archéologues des deux pays et sous l'impulsion de Jean Schaub en particulier, par un projet conjoint du département de la Moselle et du land de Sarre, avec des aides de l'Union européenne. Schaub met en avant l'« intérêt scientifique, culturel et politique » du projet. Celui-ci est perçu en 1988 comme « un symbole de la coopération franco-allemande » devant être considéré comme prioritaire.
Le projet a des finalités de recherche et de développement local. Le projet de mise en valeur du site dénommé « Blesa », lancé en 1988, est adopté en 1991,. Il vise la recherche, la compréhension et la mise en valeur du site. Un zonage est également réalisé sur le site entre un espace disposant d'équipements, le site de la villa et un espace naturel destiné à présenter le paysage de la vallée de la Blies.
Une convention signée en 1999 confirme « le caractère européen et transfrontalier du site ».

#### Des choix de présentation des vestiges différents des deux côtés de la frontière
Les scientifiques français et allemands font des choix différents.
Côté français, les vestiges des thermes de Bliesbruck sont protégés par un pavillon muséal à partir de 1993 ou 1994 ; l'aménagement de l'espace muséographique des thermes est réduit dans le but de « préserver l'émotion ressentie face à l'authenticité des ruines dégagées » : les vestiges sont consolidés, et le pavillon consiste en une « architecture-parapluie » dans laquelle se trouvent des passerelles permettant de visiter le site.
Côté allemand, des travaux de reconstruction d'éléments de la villa de Reinheim ont lieu à partir de 2002. La tombe de la princesse de Reinheim est restituée dès 1999, le financement étant assuré par le land de Sarre, le Saarpfalz-Kreis, la fondation Europäischer Kulturpark, Gersheim et la brasserie allemande Karlsberg. D'autres tombes celtiques sont également restituées : l’objectif est de « rendre les vestiges plus compréhensibles en donnant à voir leurs volumes », par le biais de comparaisons avec des édifices connus. La réfection de la tour-porche s'est faite en comparaison avec des éléments de fortification du limes. Le site ne présente pas les objets originaux qui sont exposés au musée archéologique de Sarrebruck, des copies sont néanmoins exposées sur place.

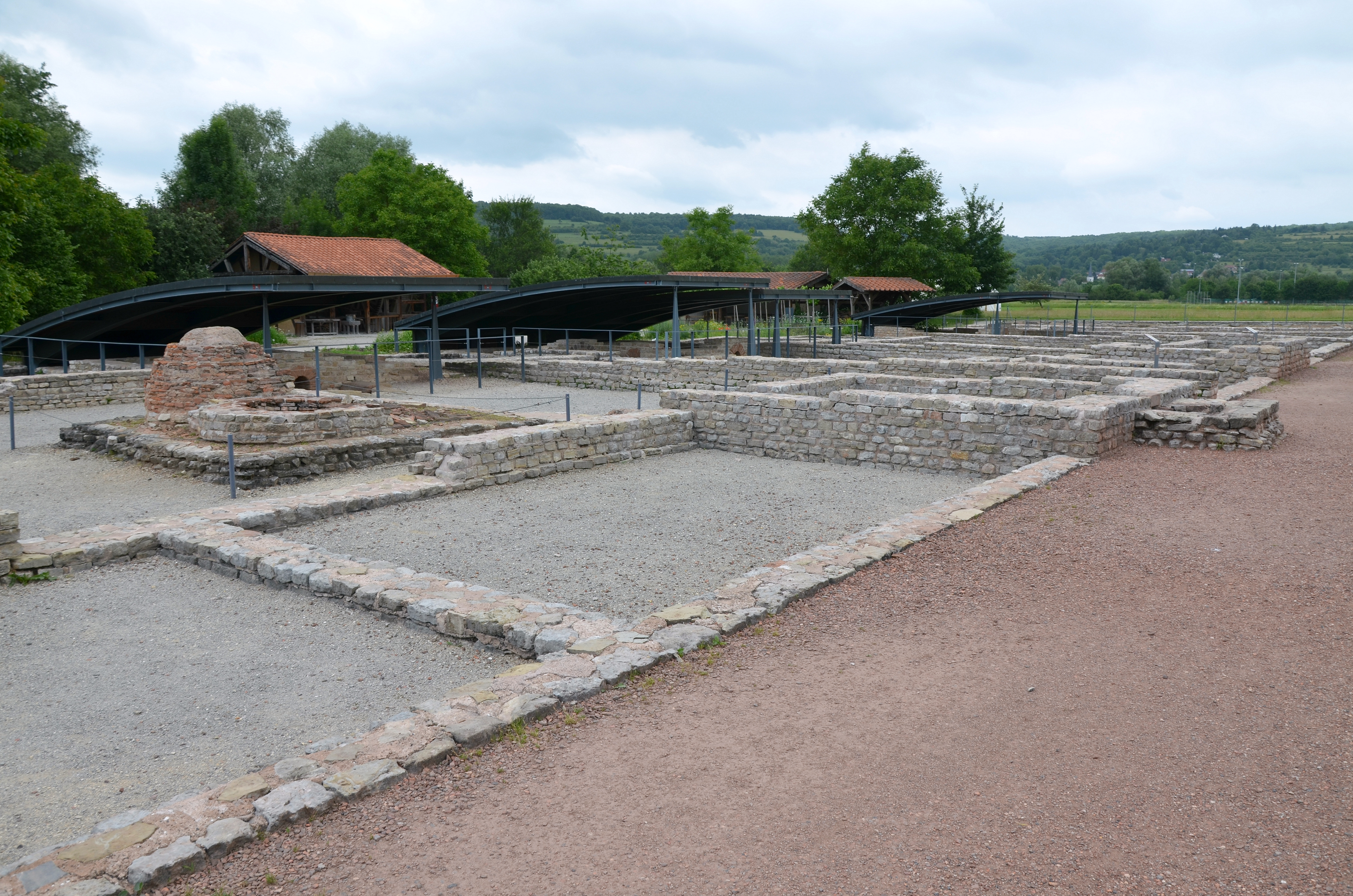
Vue sur le quartier ouest avec la matérialisation des espaces anciennement couverts et extérieurs, avec la grouine grise et le schiste rouge. À l'arrière-plan, les espaces couverts protègent les éléments les plus fragiles, notamment des structures d'hypocauste.

Les quartiers ouest et est ont été fouillés. Ils sont présentés de façon didactique mais sans restitutions de « caractère hypothétique », si ce n'est des protections pour les espaces les plus fragiles et remarquables (caves, hypocauste). Toutefois, des projets de restitution de bâtiments du quartier artisanal existent et ont fait l'objet d'études approfondies. Les vestiges du quartier ouest font l'objet d'une présentation qui permet de distinguer les éléments de voirie, couverts de schiste rouge, et les espaces intérieurs des édifices, couverts de  grouine de Meuse grise. Ce choix de « traitement codifié des sols » est également mis en œuvre dans le quartier est. Les murs en sous-sol sont soigneusement restaurés, en partie remontés et leurs joints refaits. Une assise est ajoutée avec une couche de papier bitumé permettant de distinguer les parties originales.
Les choix effectués en France et en Allemagne sont donc différents, mais la confrontation des deux positions permet de nourrir la réflexion sur le site.
À partir de 2004, des travaux permettent d'approfondir les connaissances sur le « caractère princier celtique de la vallée autour de Bliesbruck-Reinheim ». Entre 2004 et 2006, une section de trente mètres de la voie romaine est fouillée. Les travaux de recherche se développent après 2004 avec notamment des prospections géophysiques. Le centre monumental est fouillé de 2008 à 2011. À partir de 2010, le site de l'ancienne église de Bliesbruck, détruite à l’approche de la fin de la guerre en 1945, est fouillé et ces recherches mettent en évidence trois édifices successifs.

#### Mise en valeur et animation

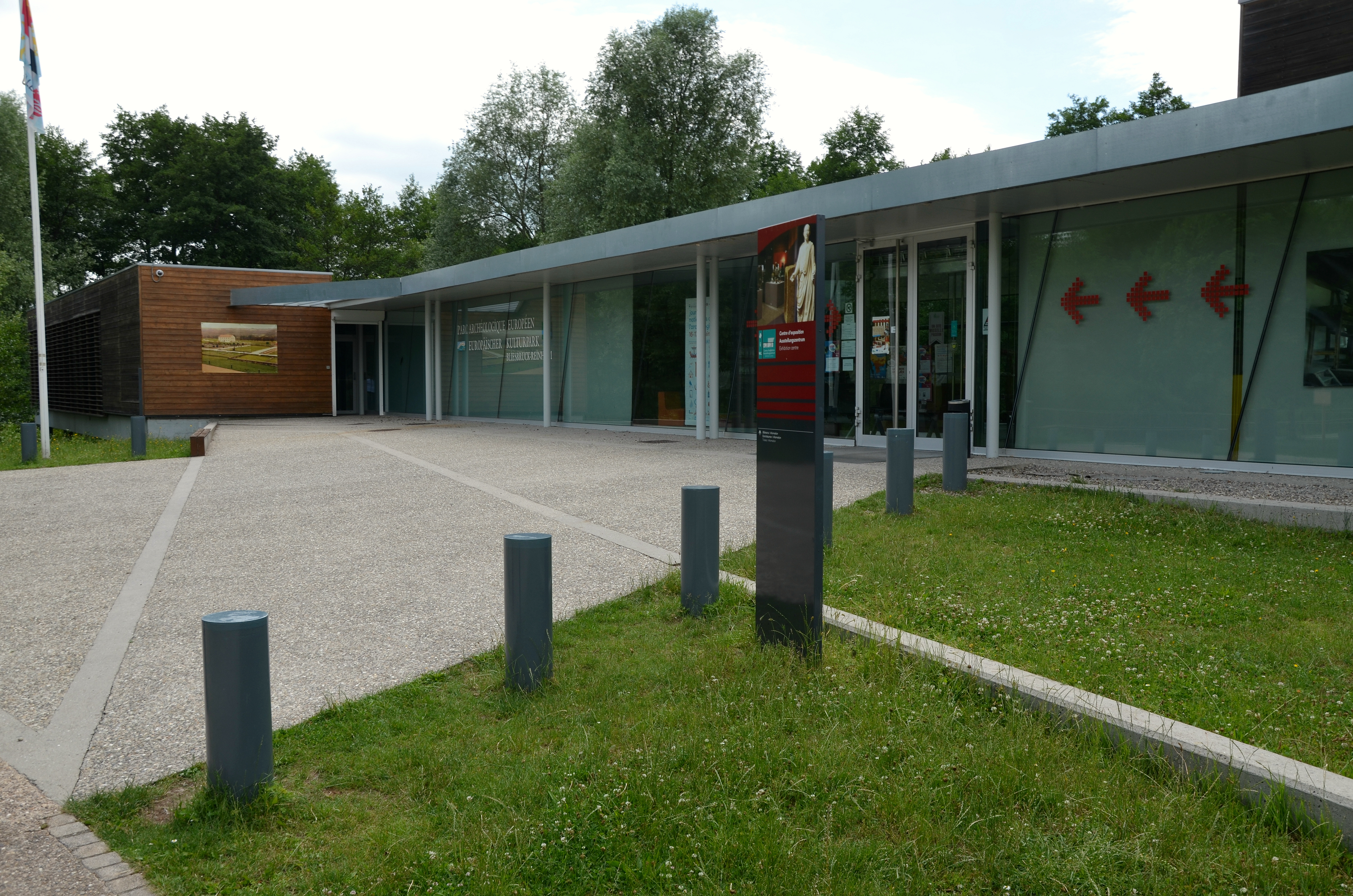
Vue du bâtiment abritant l'espace muséographique.

Le parc est un site unique tant pour la recherche internationale que du point de vue de la mise en valeur. De très nombreuses opérations de recherche ont lieu à partir de 2000, y compris des travaux d'archéologie du paysage. La mise en valeur des vestiges se poursuit avec celle du quartier ouest en 2002 puis est en 2012. En 2013, on estime qu’un cinquième de l'agglomération antique a été fouillé.

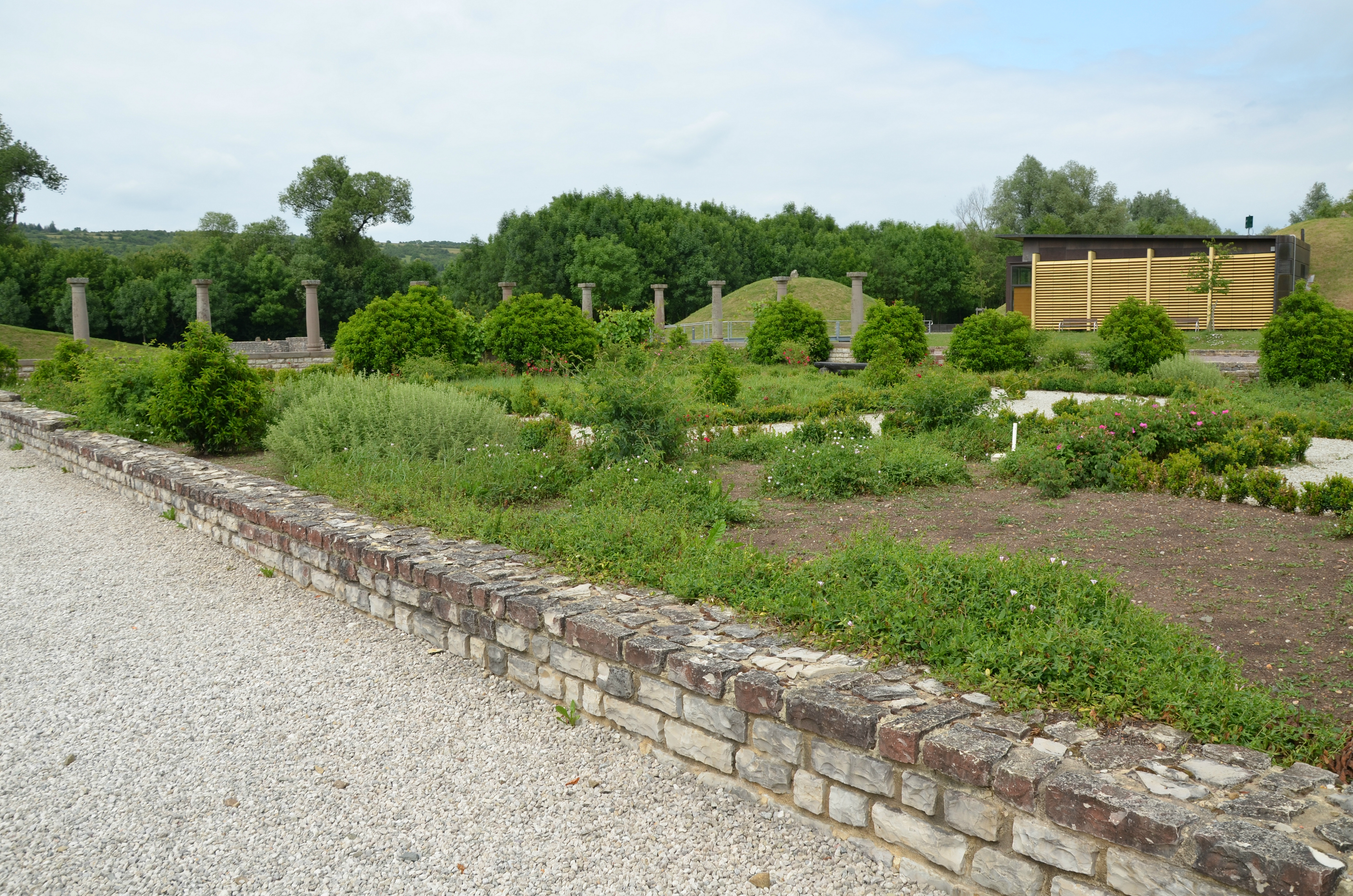
Vue du jardin reconstitué dans la villa de Reinheim.

En 2016, Jean-Paul Petit dirige l'interprétation des résultats des prospectives aériennes et géophysiques dans l'espace situé au sud des thermes qui permettent de constater l'existence de vestiges dégradés datant de l'époque romaine, probablement de la fin du IIe siècle. Ces opérations se déroulent géographiquement entre les fouilles réalisées en 1989 et celles réalisées en 2012. Elles permettent de distinguer des maisons le long de la voie principale et un édifice de quarante mètres de longueur, qui doit être fouillé dans les années suivantes. Une découverte effectuée concerne une monnaie du duché de Lorraine datant de la fin du Moyen Âge.
Sur le site du quartier ouest, se trouve un espace destiné à l'animation lors d'événements et à l'expérimentation : sont restituées une boulangerie et une poterie en bois et torchis ; un jardin a également été restitué à partir de restes végétaux retrouvés dans les puits, comme la calebasse.

## Vestiges visitables

### Tombe de la princesse de Reinheim et son mobilier funéraire

#### Tombe de la princesse de Reinheim

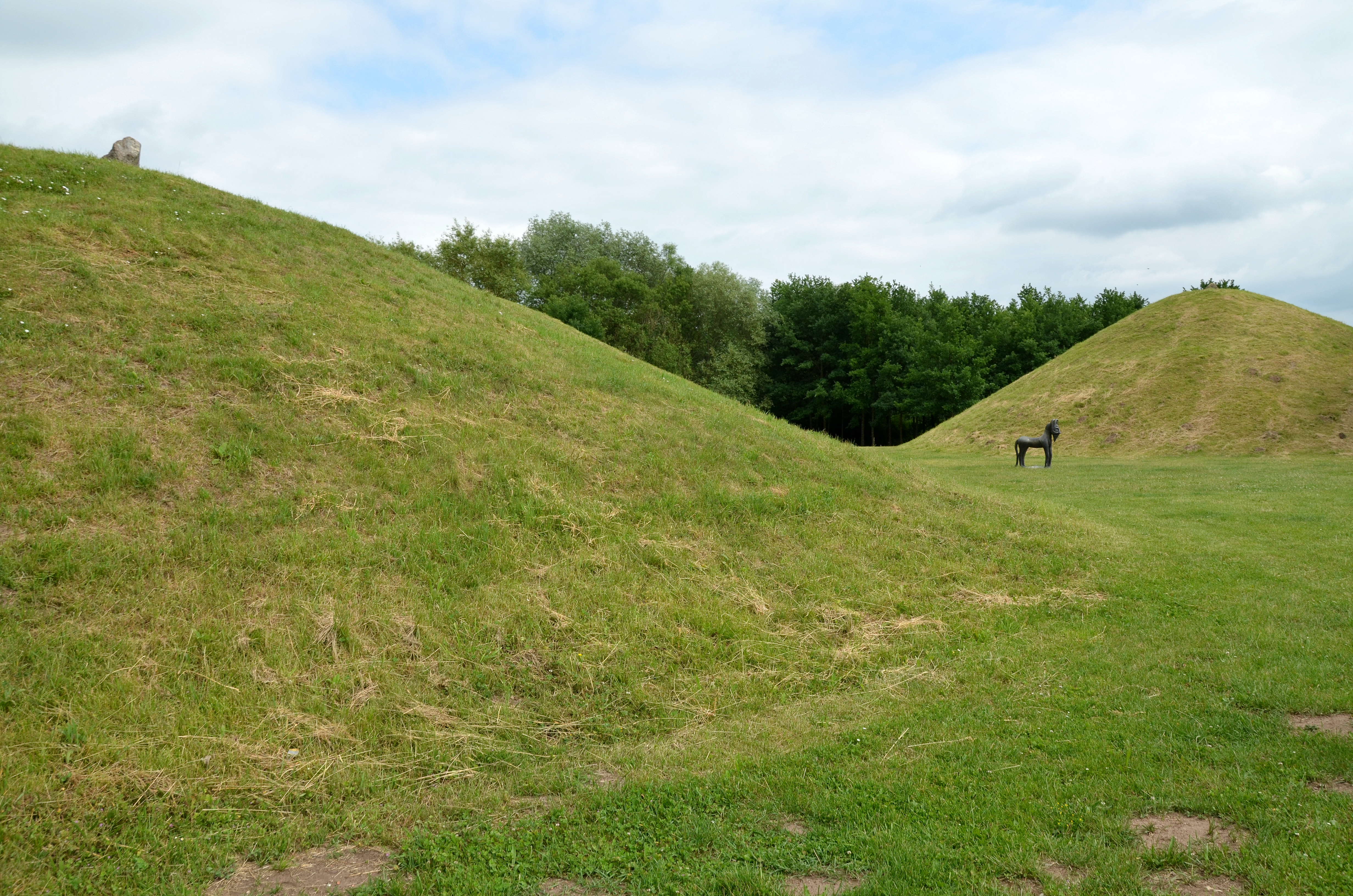
Deux tumulus reconstitués avec une sculpture reconstituée à partir du modèle d'une œuvre retrouvée dans les fouilles de la tombe de la princesse de Reinheim.

Les tumulus actuellement visibles ont été restitués à proximité du lieu originel. La tombe de la princesse de Reinheim a été restituée en 1999. À l'intérieur du tumulus ont été placées des copies d'artéfacts exposés au musée archéologique de Sarrebruck.
Les tombes princières sont répandues de 650 à 400 av. J.-C.. La tombe est située à cent trente mètres de la Blies, et l'enclos des tertres funéraires mesurait au début des années 1950 cent vingt mètres de diamètre et deux mètres de hauteur. La nécropole, comportant plusieurs tombes et au moins trois tumulus, a été arasée dès l'époque romaine. Le qualificatif de « princier » a été utilisé dès le XIXe siècle à la suite des découvertes de riche mobilier mais peut s'utiliser selon le terme latin princeps qualifiant les membres des élites.
Le tertre de la tombe de la princesse de Reinheim mesure à l'origine 23 m de diamètre et 4,70 m de hauteur, outre un fossé circulaire. Il est surmonté d'une stèle.
La tombe de la princesse de Reinheim a été mise au jour en 1954 dans une sablière au lieu-dit Katzenbuckel ; son emplacement a par la suite été transformé en étang. Un miroir de bronze est trouvé par l'exploitant le 7 février 1954, il le signale aux archéologues et la fouille est menée à partir du 4 mars par Joseph Keller. Un des côtés de la chambre funéraire a été détruit lors de l'exploitation de la sablière, et d'autres fouilles ont lieu sur le site entre 1955 et 1957. Le tertre de la princesse est très arasé lors de la découverte, et le tertre le plus grand n'a pas été complètement fouillé. La zone devait contenir d'autres tumulus non repérés qui étaient probablement reliés entre eux par des chemins de procession.

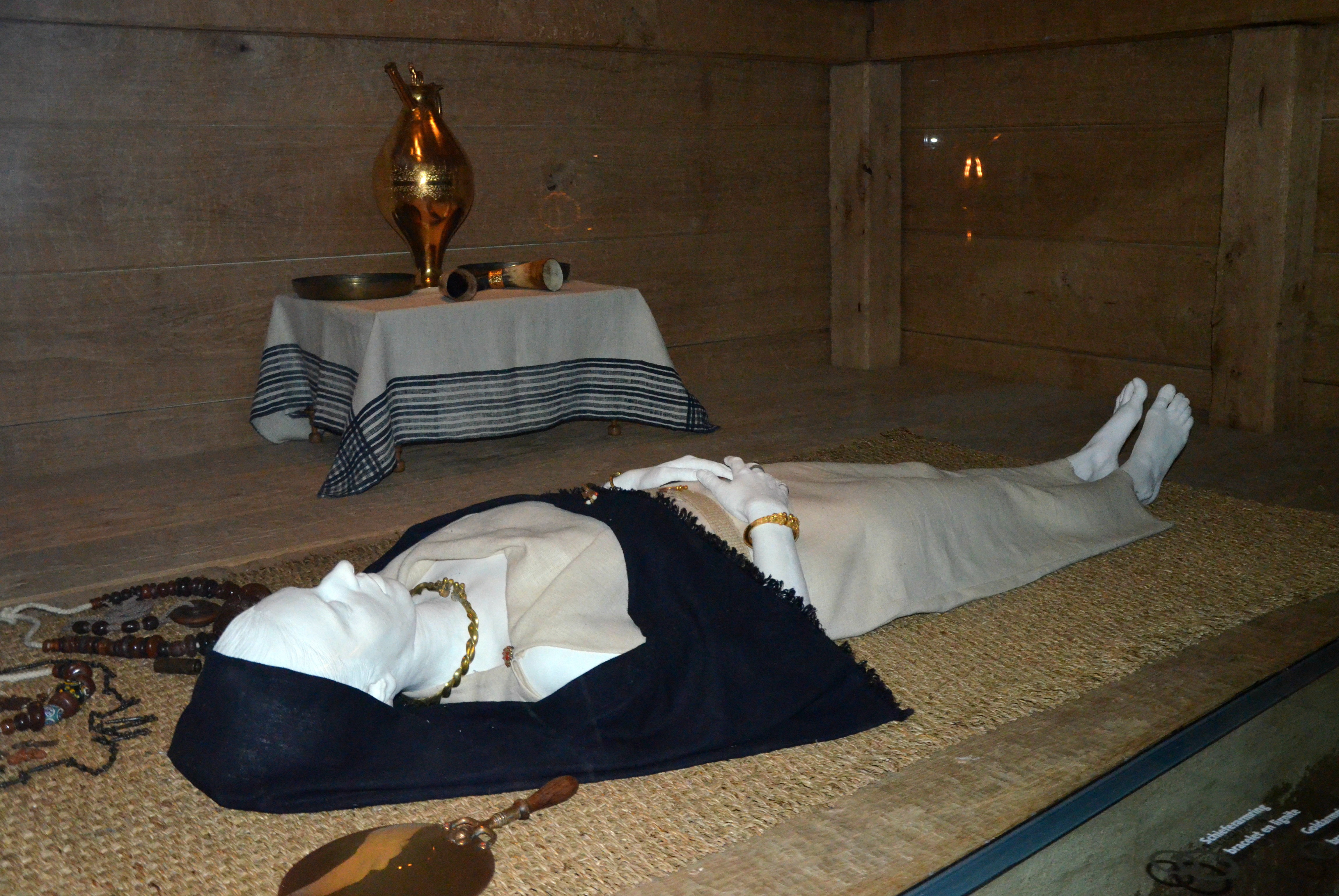
Reconstitution de la tombe de la princesse de Reinheim et du mobilier l'accompagnant au musée de Sarrebruck.

La sépulture est datée de la période de La Tène, au début du IVe siècle av. J.-C., plus précisément vers 370 av. J.-C.. L'occupante de la tombe appartient à la même classe sociale que celle de la tombe de Vix fouillée pour sa part en 1953. Il s'agit d'une femme appartenant à « la classe supérieure de la société fortement hiérarchisée de cette époque ». Elle a été inhumée à l'écart des autres sépultures ordinaires. La femme avait sans doute « une fonction religieuse » et était membre d'« une puissante élite sociale »
L'habitat pour sa part est peut-être situé sur la colline dite « Humarich », fortifiée pour l'occasion.
La chambre funéraire stricto sensu est orientée nord-sud et est faite de chêne, mesurant 3,50 m sur 2,70 m pour une hauteur de 0,90 m. Les ossements ont été détruits par le sol trop acide, mais, selon les archéologues, la princesse mesurait environ 1,60 m, d'après les bijoux qui ont été retrouvés. L'aspect de la défunte a pu être restitué par l'emplacement de ces éléments de parure. Le corps de la défunte est orienté tête au nord, sur le dos, les bras le long du corps et les avant-bras au-dessus du bassin.
On ignore la signification de la construction d'une villa à proximité, en relation peut-être avec des traditions orales perpétuées au travers les siècles, ou la présence d'un « point de repère (...) de nature sacrée ».

#### Mobilier funéraire

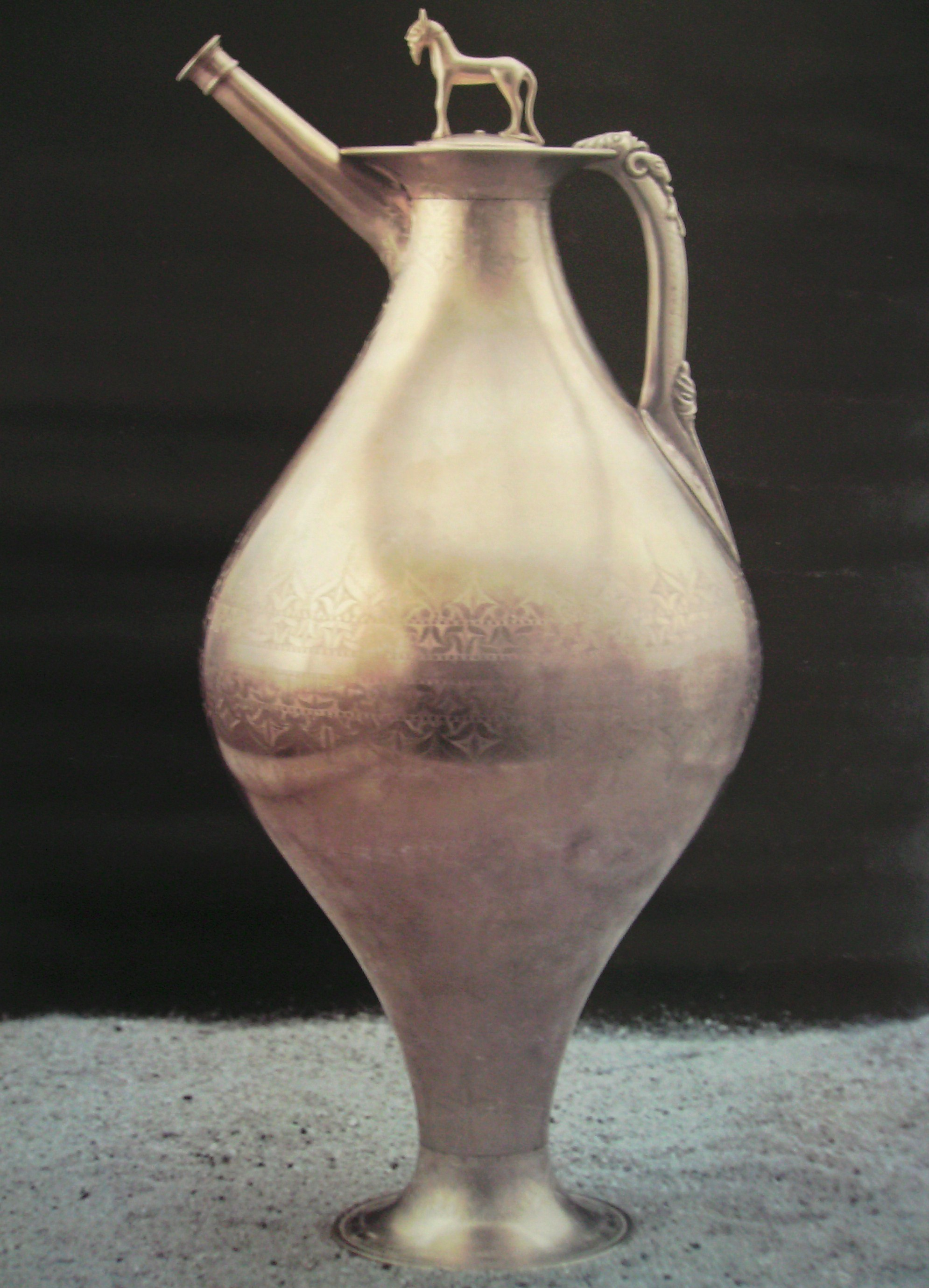
Réplique de la cruche en bronze retrouvée dans la tombe de la princesse de Reinheim.

La tombe de la princesse de Reinheim a livré un très riche mobilier funéraire dont un torque torsadé avec une figure humaine opposée à un rapace. On y a aussi trouvé un bracelet en or, chef-d'œuvre d'orfèvrerie de l'époque laténienne, portant des représentations d'Artémis et Athéna. Des bracelets et des bagues en or, en verre ou en lignite, des fibules et un miroir en bronze, au manche anthropomorphique, sont également découverts lors de la fouille. La richesse du mobilier funéraire retrouvé dans la tombe a contribué à sa notoriété; les bijoux en or sont considérés comme des « chefs-d’œuvre de l'orfèvrerie celtique au nord des Alpes », « autant du point de vue esthétique que technique ».
Parmi les offrandes retrouvées, on peut signaler des plats en bronze étrusques et une cruche en bronze, « un des chefs-d’œuvre de l'art celtique », pourvue de motifs gravés et d'une représentation d'un équidé à tête humaine posé sur son couvercle, avec d'autres décors sur l'anse ainsi que sur la panse. La cruche à vin est d'« un type très rare ». Les personnes chargées de la fouille ont pu déterminer que la cruche avait contenu du vin d'importation,. La présence d'un service à boire dans la tombe d'une femme est exceptionnelle et témoigne du « statut spécial de la Dame de Reinheim dans la société ».
Les fibules en bronze représentent pour l'une un masque et l'autre un coq. Deux autres fibules recouvertes d'une feuille d'or ont été retrouvées, destinées à maintenir fermé un linceul. Une ceinture comportant des pendeloques était également présente à ses côtés.

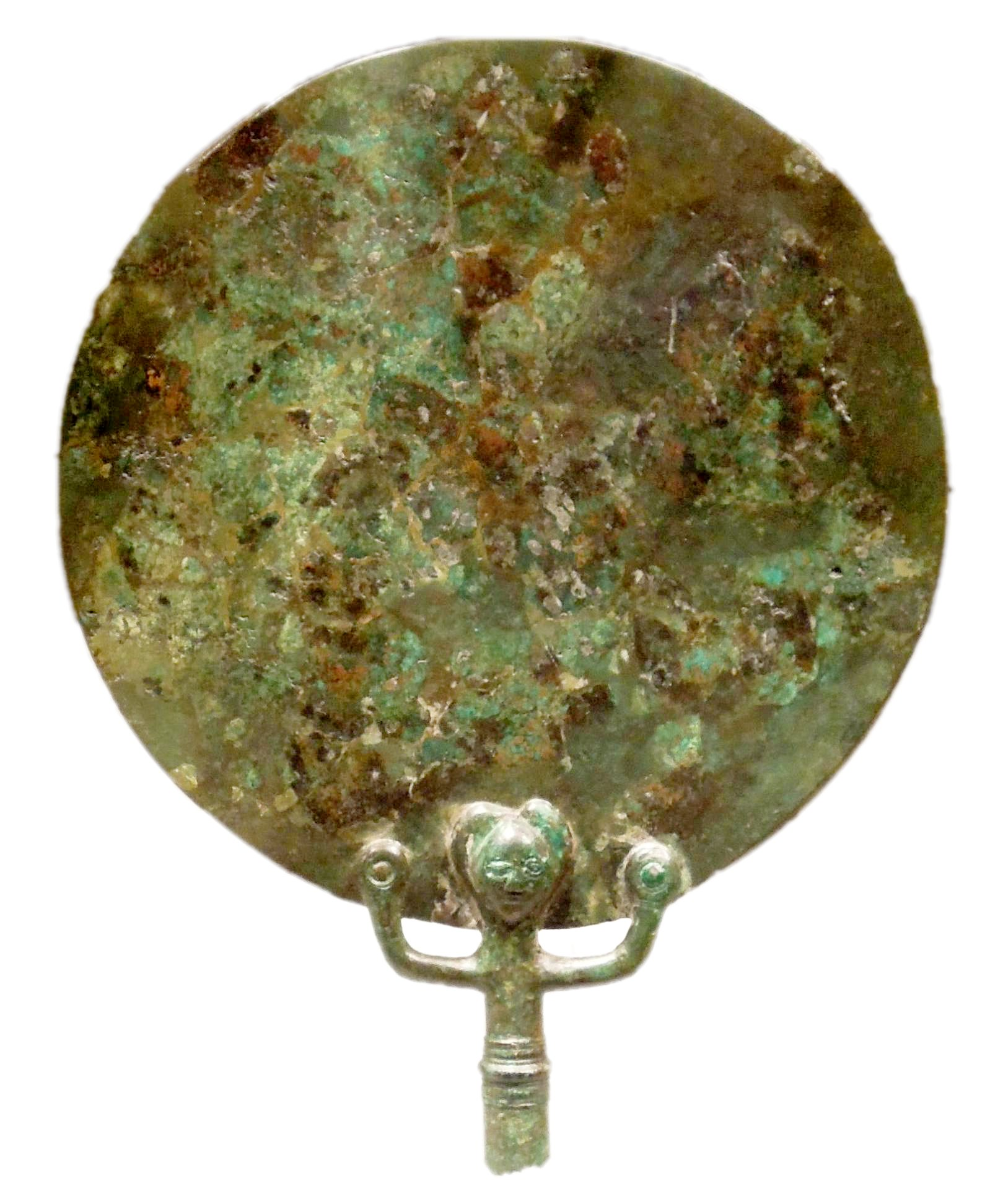
Vue de la partie supérieure d'un miroir en bronze avec un personnage en partie basse qui fait office de poignée.

À proximité du corps se trouvaient divers objets, des offrandes funéraires, qui devaient être originellement conservées dans « un contenant organique ». Un vêtement avec une fibule devait être placé à ses pieds. Les archéologues ont également mis au jour de la riche vaisselle en bronze et en or, probablement enveloppée dans du textile, dont deux cornes à boire pourvues d'un décor en or. Deux coupes en bronze non décorées étaient présentes, destinées à « une fonction sacrée ».
Le miroir de bronze retrouvé près du corps appartient à une série très limitée pour cette période au nord des Alpes, car la coutume de déposer de tels objets dans les tombes celtes n'est connue qu'à partir de 400 av. J.-C. ; il a été réalisé localement et n'avait pas uniquement une fonction pratique mais aussi magique. Sa disposition à droite du corps est importante également : elle est « un symbole du pouvoir liturgique de la défunte » et un « instrument cultuel ».
Un bâtonnet en ambre avait quant à lui aussi peut-être une fonction cultuelle, appartenant à une prêtresse ou un médium.
Dans la première moitié du Ve siècle av. J.-C., un art nouveau se développe, et les représentations figurées remplacent celles géométriques, avec une inspiration puisée dans l'art grec ou étrusque mais qui relève de l'adaptation au contexte culturel local, avec par exemple des représentations d'une divinité féminine qui pourrait être la Minerve celtique.

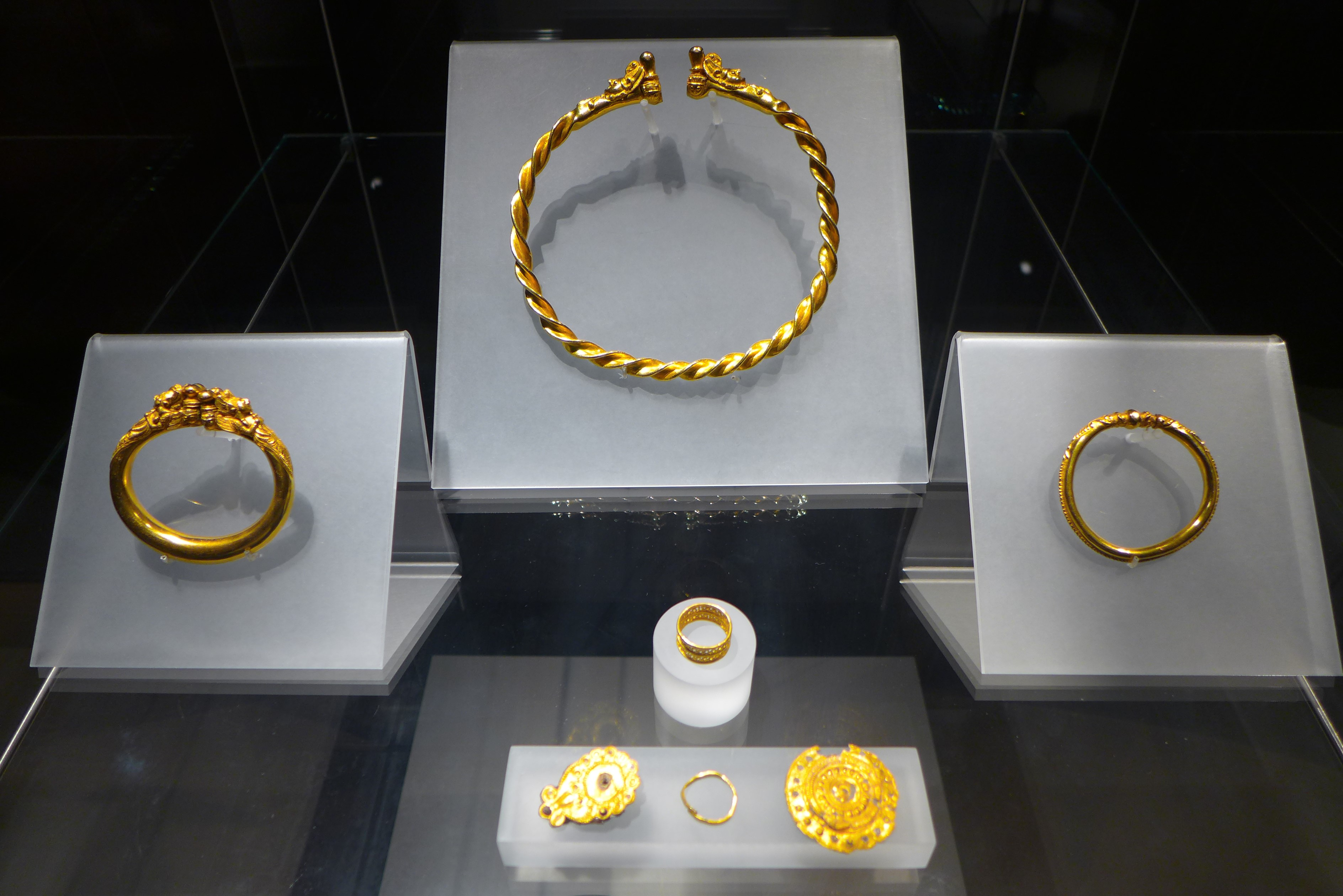
Trésor en or de la princesse de Reinheim.
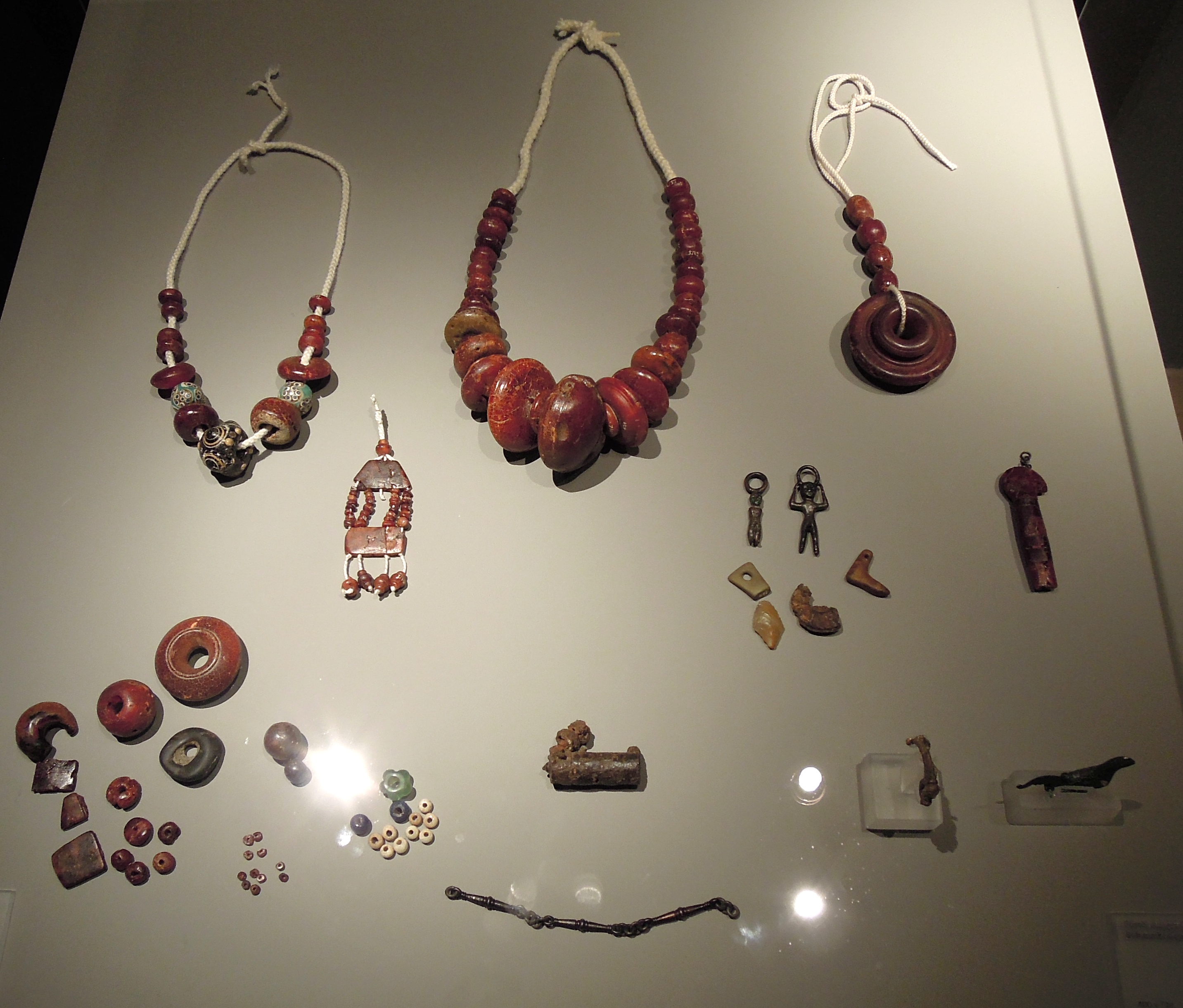
Vitrine de bijoux de la princesse.
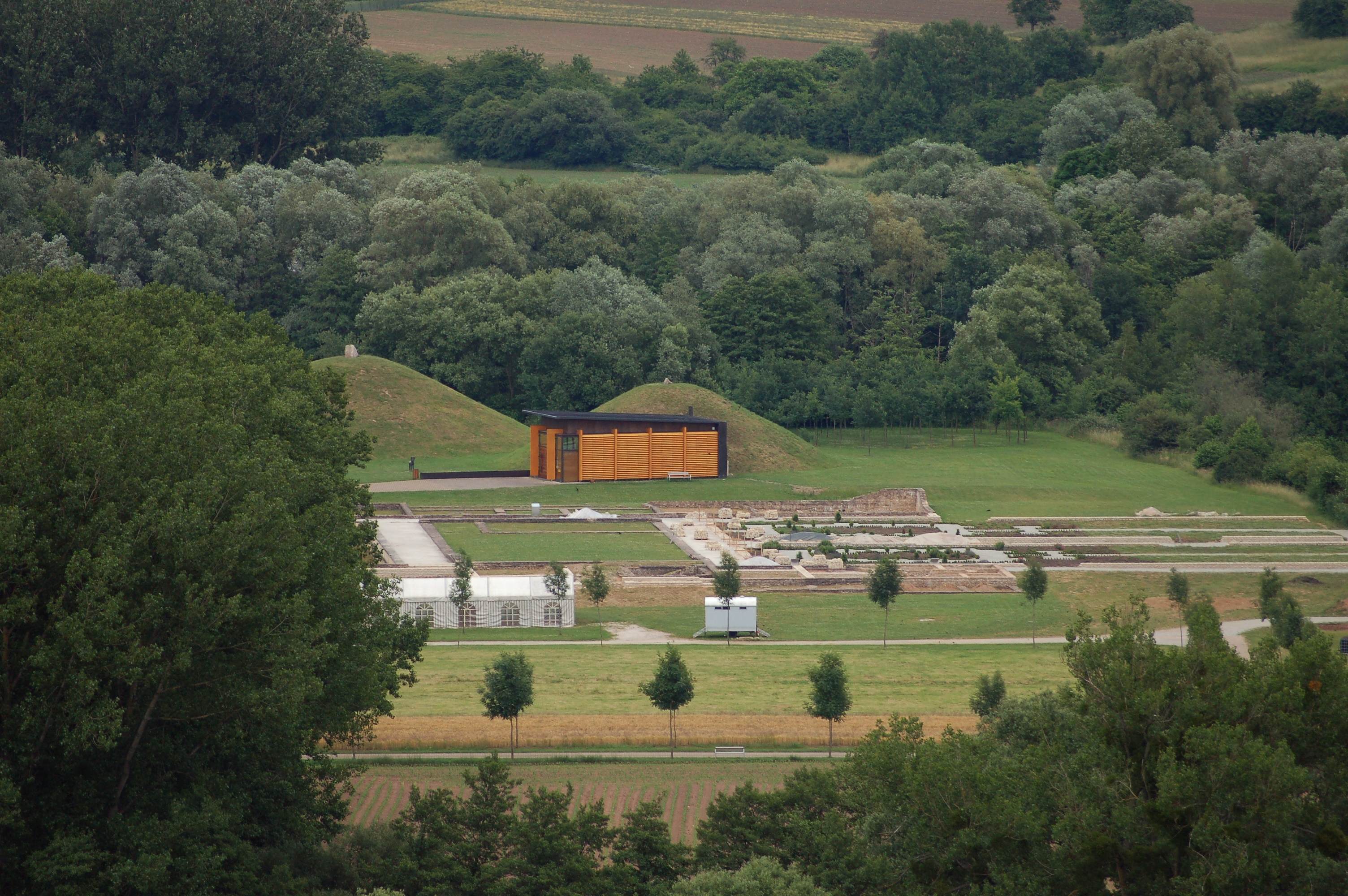
Vue générale des tumulus et de la villa.
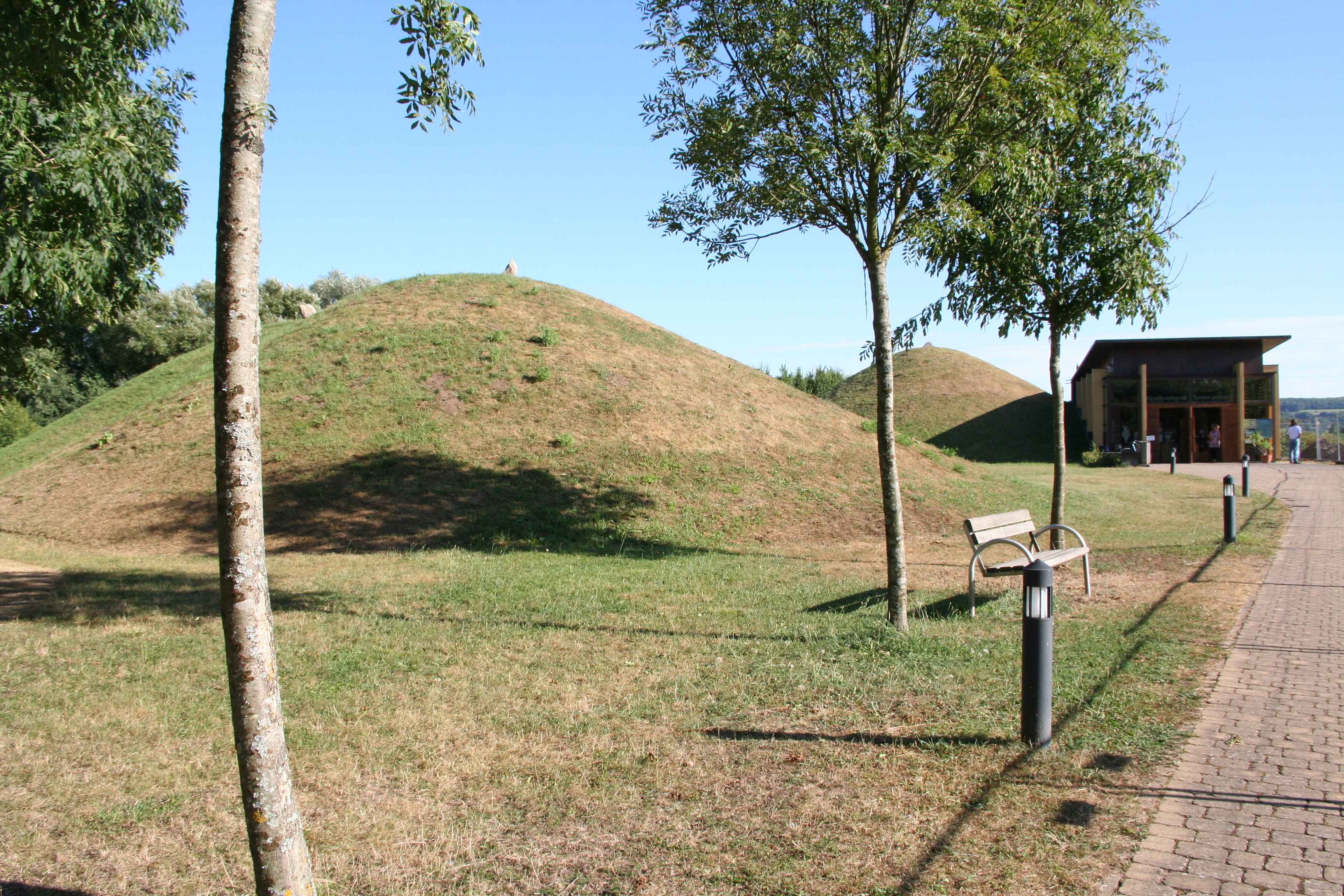
Les tumulus vus du sol.

### Vicus

#### Caractères généraux
Classé MH (1986, lieudit Steinfelder)  Inscrit MH (1995, autres lieudits à Bliesbruck). Une partie des vestiges de l'agglomération gallo-romaine de Bliesbruck (lieudit « Steinfelder ») est classée monument historique depuis 1986, l'inscription de 1995 s'étend aux lieudits « Im Sand », « Unterer Sand » et « Hinterer Sand ».

Plan des différents quartiers du parc archéologique.

L'agglomération est organisée autour d'une rue, et son noyau avait une superficie d'au moins vingt hectares, organisée sur un axe nord-sud d'un peu plus d'un kilomètre entre deux nécropoles,. Le centre comporte un lieu public en son cœur, dont la partie occidentale ouvre sur l'espace thermal. Le cœur comprend également des boutiques, une basilique civile pour les affaires financières et judiciaires et une imposante fontaine. L'espace conservé n'est cependant qu'une petite partie de la bourgade romaine.
Le vicus était rattaché à Divodurum. Le vicus entretenait peut-être des liens de dépendance avec le propriétaire de la grande villa à qui les habitants devaient payer des fermages ou des loyers. La voie principale a été retrouvée sous l'ancienne route départementale; elle a fait l'objet de réfections tout au long du Haut-Empire et a été très utilisée au IIIe siècle.
Deux quartiers artisanaux ont été dégagés: à l'est, quatorze constructions ont été fouillées et, à l'ouest, huit bâtiments,, dix ou douze parcelles. Le quartier ouest a été fouillé sur 140 m de long et quatorze parcelles. Au moment de son apogée, la ville comptait plus de cent maisons et sans doute plus de mille habitants. Les fouilles et recherches géophysiques confirment la densité de l'occupation. La partie nord de la localité ne comprend pas un habitat structuré.
La partie nord du quartier ouest comporte, datant des années 30-40 apr. J.-C. à 70-80 apr. J.-C., des bâtiments de bois et de terre, avec une couverture de tuiles. La partie sud du quartier est occupée de « bâtiments moins élaborés » et dépourvus de cours. Ces édifices sont séparés les uns des autres par des passages larges de 0,80 à 1 m. Les maisons de cette partie sud du quartier ouest possèdent des murs en terre et à pans de bois, recouverts d'enduits.
Le quartier « est » tient son nom de sa localisation par rapport à la voie qui traverse le vicus : occupé à partir du Ier siècle apr. J.-C., son apogée date du siècle suivant. En dépit de graves destructions, il est occupé jusqu'au milieu du Ve siècle, comme en témoignent des monnaies, dont une de Théodose II.
Des changements sont apportés à la fin du Ier ou au début du IIe siècle apr. J.-C. ; les nouveaux édifices sont précédés d'un portique. Ce dernier, large de 3,50 m, possède des piliers de petit appareil. Des boutiques prennent appui sur cet élément au IIIe siècle, qui devient une galerie. Le portique, est un « espace de circulation couvert et continu » et « un lieu voué au commerce et au travail artisanal ». Le dessus du portique est occupé par un étage d'habitations.
Il y a une densification des constructions à la fin du IIe et dans la première moitié du IIIe siècle, avec des ajouts de salles à hypocauste et de caves, ainsi que probablement des pièces d'habitation.
Dans le quartier ouest, le IIIe siècle est celui de l'expansion maximale, avec également des pièces supplémentaires, en sous-sol ou chauffées, et l'ajout d'enduits peints. Trois nécropoles à incinération ont en outre été identifiées.

#### Vicusd'artisans et de commerçants

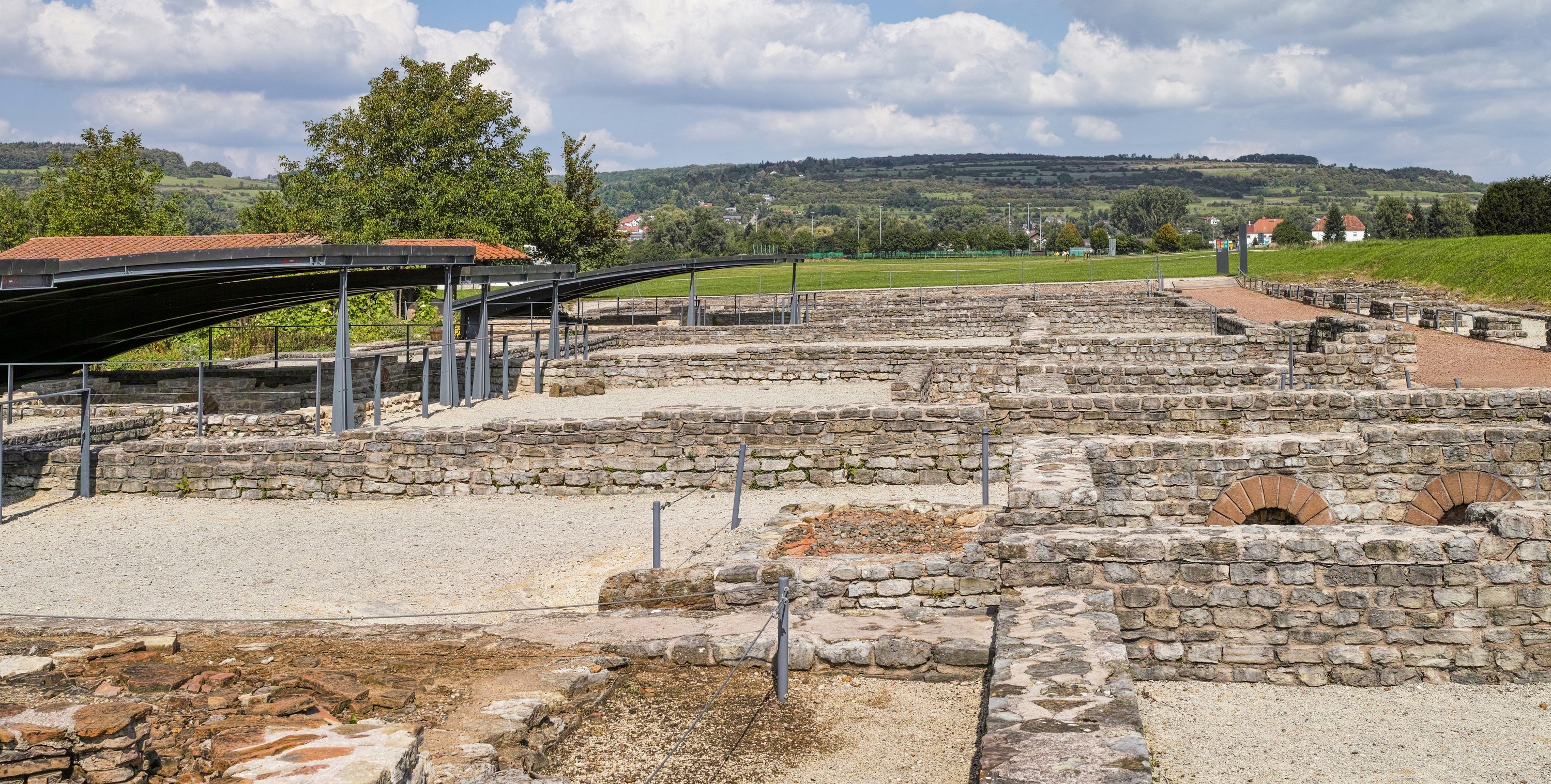
Vue du quartier ouest des artisans de Bliesbruck.

Les fouilles ont permis de mettre en évidence des traces d'un artisanat métallurgique (fer, bronze), de cuisson et de boulangerie, de céramique, d'os et de cuir, et de commerce,, entre le Ier et le IIIe siècle apr. J.-C.. Les activités artisanales ou commerciales sont au cœur des demeures. Face au jardin, utilisé comme verger potager et espace destiné aux animaux domestiques, il y a des entrepôts et des sous-sols.
Les quartiers artisanaux n'ont pas été restitués, mais les ruines ont été consolidées en 2001 pour la zone ouest et en 2012 pour la zone est. Au Ier siècle apr. J.-C., les deux quartiers artisanaux sont constitués de bâtiments en terre et en bois, puis au IIe siècle des constructions en calcaire apparaissent, complétées par du mortier de chaux. Le IIIe siècle est l'époque la plus connue du site, pour les constructions avec des piliers maçonnés ou des poteaux en bois reposant sur de la pierre. Le quartier ouest a fait l'objet d'une reconstruction en pierre ou pan de bois à la place d'édifices en bois.
Les locaux à finalité artisanale ou commerciale sont situés au rez-de-chaussée des édifices, sur la façade donnant sur la rue, l'habitat étant confiné à l'arrière ou à l'étage. Une cloison en bois démontable permet de fermer les boutiques dont l'activité précise est difficile à identifier sauf quelques cas précis liés à du matériel archéologique identifiable. L'augmentation du niveau de vie des artisans au cours de la période a permis à ces derniers d'améliorer la partie habitable en agrandissant leur maison et en installant un chauffage par le sol ainsi qu'un sol composé de béton de chaux décoré par des enduits. Jusqu'au début des années 1980, les archéologues avaient émis l'hypothèse de la présence de vastes cours intérieures. Il est établi aujourd'hui que ces espaces étaient couverts durant l'Antiquité et que les maisons possédaient des étages. Ces habitations faisaient entre 200 m2 et 500 m2 et ne permettaient pas de communiquer entre elles de manière latérale.

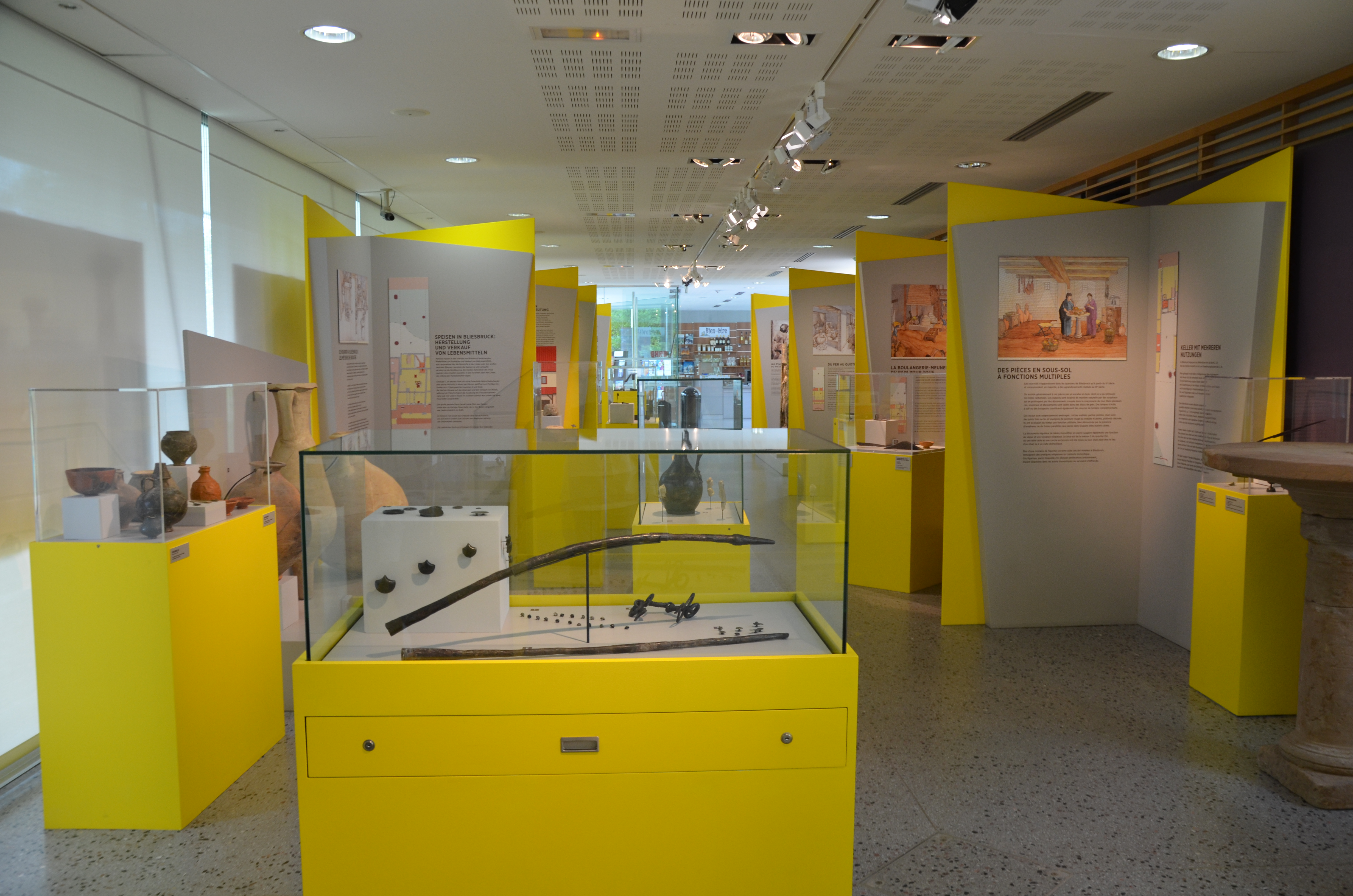
Vue générale d'une exposition avec au premier plan des vestiges d'activité métallurgique et à gauche une vitrine exposant des céramiques.

Une activité métallurgique a pu être déterminée du fait de la présence de scories de fer, de foyers ouverts et de fosses contenant des résidus de fourneaux. La métallurgie du métal sur le site a été analysée par le Laboratoire d'archéologie des métaux, qui a identifié des opérations allant de l'épuration des minerais jusqu'aux différentes étapes du forgeage. Des petits lingots servant à faire des clous et des outils ont été retrouvés; ils servaient à une production locale. La métallurgie de bronze est également attestée dans le quartier ouest, mais aussi dans le quartier est et dans les thermes au IVe siècle, par des vestiges d'installations (fours et foyers) ou des déchets de travail (fragments et godets de fusion),. Pour le bronze, la technique utilisée semble celle de la cire perdue à partir d'un moule en argile détruit lors de l'opération. Les éléments réalisés en bronze concernent la serrurerie et les fibules.

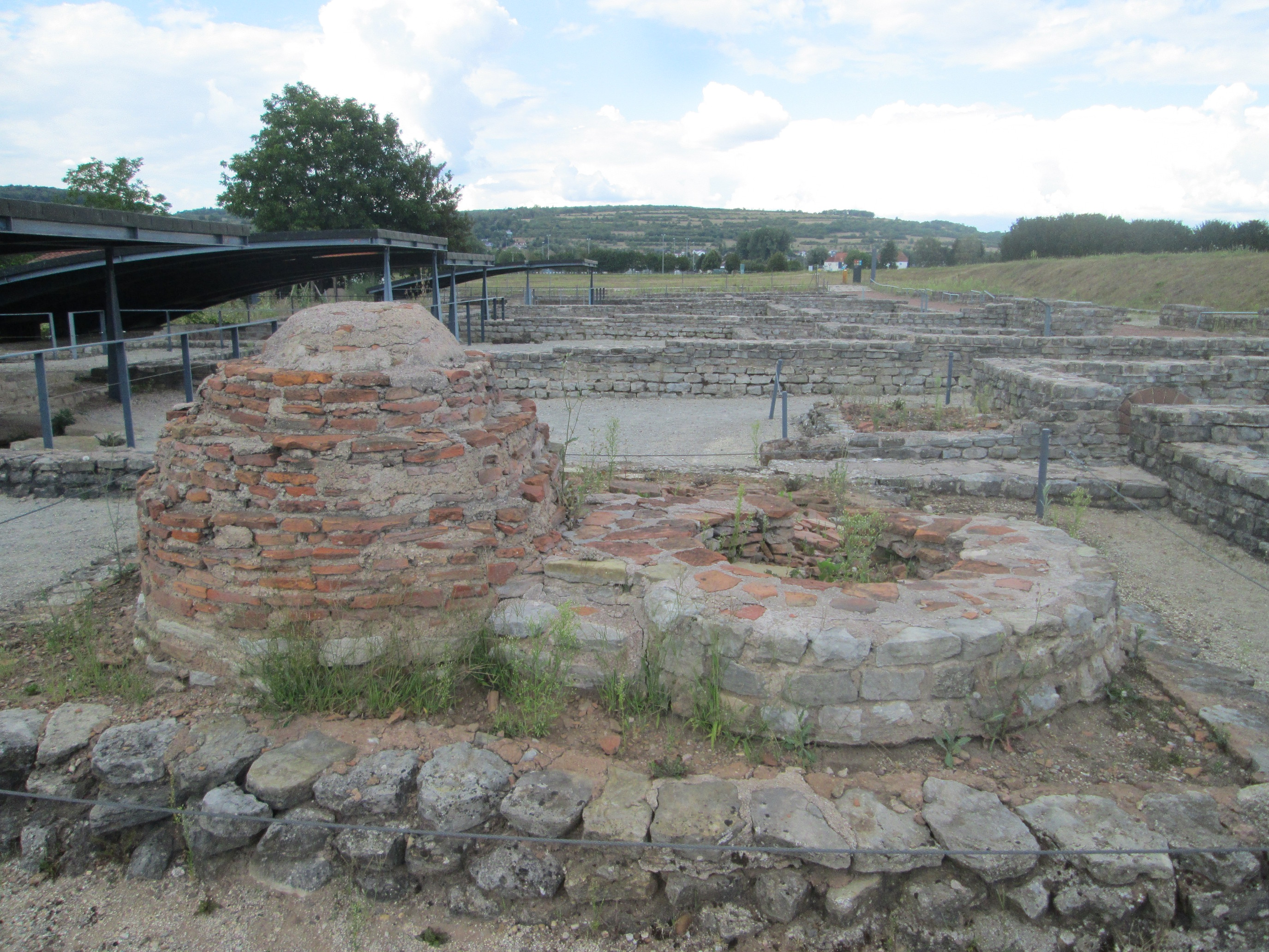
Vue de deux fours de cuisson permettant une cuisson simultanée de deux fournées, dont l'un a été reconstitué, l'autre étant dans l'état de la découverte.

Le site a livré également les vestiges de trois fours destinés à la cuisson de différents produits alimentaires. Ces fours étaient fabriqués en tuiles, briques et en terre glaise. Dans les ateliers ont également été dégagés des fragments de meules à grains en tuf volcanique,. Une hypothèse sur la présence de moulins est émise par Jean-Paul Petit. Dans la partie orientale, ce dernier émet l'hypothèse de l'usage de fours pour le séchage du grain ou pour servir de fumoirs. Ce quartier est destiné à la production alimentaire comme en témoignent les vestiges de « structures de combustion ». Les vestiges conservés datent pour la plupart du IIIe siècle.
À l'exception de trois petits fours de la fin du Ier siècle, il n'y a pas de traces de production de céramique dans le vicus. En revanche, des vestiges du travail du bois, de la pierre et le tissage sont attestés.
Dans le portique se situaient des activités commerciales : en effet des poids et mesures ont été découverts sous les portiques, ce qui montre que les artisans vendaient directement leur production.
Le secteur nord-ouest des thermes a été détruit mais possédait un port et des halles, structures importantes qui ont sans doute joué un grand rôle dans l'histoire de la cité. Le vicus importe des produits provenant de tout l'Empire romain. Des pièces des bâtiments sont destinées au stockage, et dans des caves ont été retrouvées des amphores. Le commerce était lointain car a été découverte une étiquette d'épices et un élément d'amphore ayant contenu du vin égyptien : ces produits lointains étaient des aromates, des épices, de l'huile, des salaisons et des vins provenant de l'Afrique du Nord, de l'Égypte, de la Grèce et de l'Italie.

#### Parcellaire et édifices
Les parcelles sont larges de 7 à 12 m, et les façades des bâtiments sont étroites. Des fontaines publiques se trouvent dans la rue. Certaines maisons sont pourvues d'un portique du côté de la rue. Les parcelles du quartier est sont larges de 9 à 13,5 m et profondes de 100 à 120 m et sont pour la plupart séparées les unes des autres par un passage étroit. À l'arrière des demeures se trouvent une cour avec puits, potager, verger ou espace destiné à l'élevage.
Les édifices possèdent des fonctions d'habitation et également de travail, production ou de commerce. Les pièces donnant sur la rue et le portique étaient des boutiques ou ateliers comprenant également parfois des caves. Un des édifices dégagés dans le quartier est interprété comme pouvant être « le siège d'une association professionnelle ou religieuse ».
Les premières maisons bâties au début de l'histoire du vicus sont bâties de terre et de bois, avec des ajouts ultérieurs en pierre ou avec des pans de bois, et les toits sont munis de tuiles. Même si les édifices en matériaux périssables ont été remplacés par des édifices en dur, certaines parties restent en matériaux légers ainsi que certaines cloisons.
Les maisons sont larges de huit à seize mètres et les pièces arrière munies d'enduits peints et d'équipements comme des cheminées ou des hypocaustes. De nombreuses maisons ont été dotées par la suite de petites pièces à hypocauste de 3 m sur 3 m, ce qui tend à démontrer une certaine aisance des habitants, au moins dans une phase d'agrandissement. Les hypocaustes ne sont présents dans les maisons du vicus qu'à partir de la fin du IIe siècle et répandus une cinquantaine d'années après dans les habitations des quartiers artisanaux. Les pilettes mesurent 50 cm et les foyers sont construits en tuiles.

##### Quartier ouest

Quartier ouest.

Le quartier ouest a été fouillé sur 140 m selon l'ouvrage publié au milieu des années 1990. Le quartier se trouve à l'ouest de la voie antique qui a précédé une route départementale. Il est occupé de 30 ou 40 apr. J.-C. et jusqu'au troisième quart du IIIe siècle.
Les édifices du quartier possédaient des dépendances. Les pièces à usage d'habitation de la partie nord du quartier ouest se situent à l'étage, au-dessus du portique ; elles sont bâties en matériaux périssables. Les maisons de la partie sud du quartier ouest ont connu une phase d'agrandissement au IIIe siècle avec l'ajout de pièces chauffées ou d'habitation à l'arrière.
| Numéro des bâtiments quartier ouest | Activité principale              | Observations |
| ----------------------------------- | -------------------------------- | --- |
| 4                                   | Bronzier                         | La fouille a mis en évidence des aménagements et des creusets. Un agrandissement, peut-être un bain privé, a été réalisé à pans de bois dont deux pièces à hypocauste. |
| 5                                   | Boulangerie-Meunerie             | L'édifice, le plus grand du quartier, possède une cave et un puits. Les deux pièces antérieures sont destinées à la vente et ne sont pas aménagées. Deux fours ont été découverts pour « un fonctionnement en continu ». Des meules de basalte de 80 cm ont également été découvertes.                                                       |
| 7                                   | Artisanat alimentaire            | La partie antérieure, accédant au portique, est divisée en deux pièces et un couloir d'accès à l'arrière de l'édifice. Les fouilles ont livré des poids et des crocs de boucherie, des déchets de cuisson et des fours de tuiles ainsi qu'un gril. Le soubassement d'une citerne a été identifié, ainsi qu'un espace de stockage d'amphores. |
| 8                                   | Habitat ?                        | La pièce ouvre sur un portique, avec des colonnes en ordre toscan. La maison possède un étage et a été agrandie au IIIe siècle, avec une pièce chauffée. |
| 10                                  | Entrepôt de denrées alimentaires | L'édifice mesure 14 m sur 18 m et doit soutenir des murs à pans de bois. Une pièce semi-enterrée est présente à l'arrière, pourvue d'un étage, et une pièce chauffée avec des enduits peints. Des amphores ont été retrouvées. |
| 13                                  |                                  | L'édifice comporte sur sa façade un portique, transformé en galerie dans un second temps. Deux fours et un foyer ont été retrouvés. Un agrandissement a permis d'ajouter une cave et un espace chauffé. La cave comporte un fossé destiné à contenir des amphores.                                                                           |

Un bâtiment à portique composé de quatre pièces a également été dégagé dans le secteur, interprété comme ayant eu des fonctions publiques. Un bâtiment à bassin a également été dégagé entre le secteur ouest et la rivière, peut-être à vocation rituelle mais malheureusement dégradé par l'exploitation de la sablière.

##### Quartier est
Les maisons du quartier est sont soit étroites et profondes d'environ 20 m soit larges de 10 ou 12 m et profondes de 35 à 40 m.
| Numéro des bâtiments quartier est | Activité principale                                            | Observations |
| --------------------------------- | -------------------------------------------------------------- | --- |
| 2                                 |                                                                | L'édifice est en matériaux légers ; il comporte une pièce chauffée et une cave en sous-sol bien conservée qui est éclairée par des soupiraux. Un socle de table de pierre y a été trouvé . |
| 5                                 | Lieu de réunion d'une association professionnelle ou cultuelle | L'édifice est « exceptionnel au sein de l'agglomération gallo-romaine » et comporte trois éléments : un bâtiment principal de 380 m2, un bâtiment carré et une cour empierrée. Le sous-sol est aménagé et possède des sources de lumière. L'édifice est en matériaux légers (bois, torchis) et devait servir à des banquets. Des espaces destinés au stockage des denrées sont présents ainsi que de production de cervoise. Le bâtiment résidentiel, de 144 m2 comprend quatre locaux et possède un étage. Une des pièces a été identifiée comme destinée à réchauffer les repas et une autre était peut-être destinée à abriter les archives. La cour contient trois puits. L'édifice a livré des éléments d'instrument de musique et des figurines en bronze. |

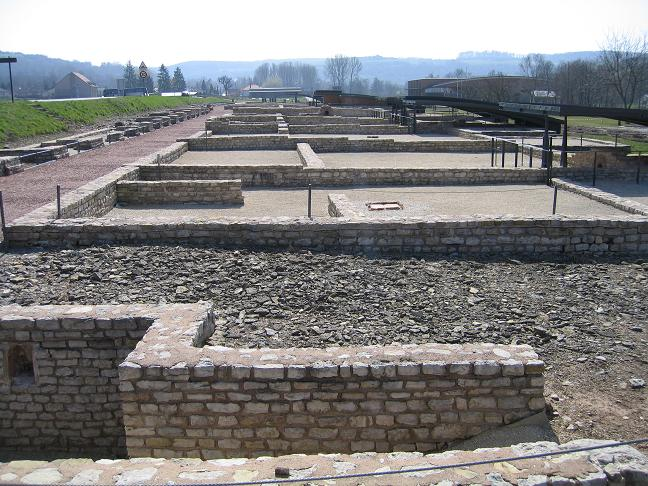
Vue du quartier artisanal.
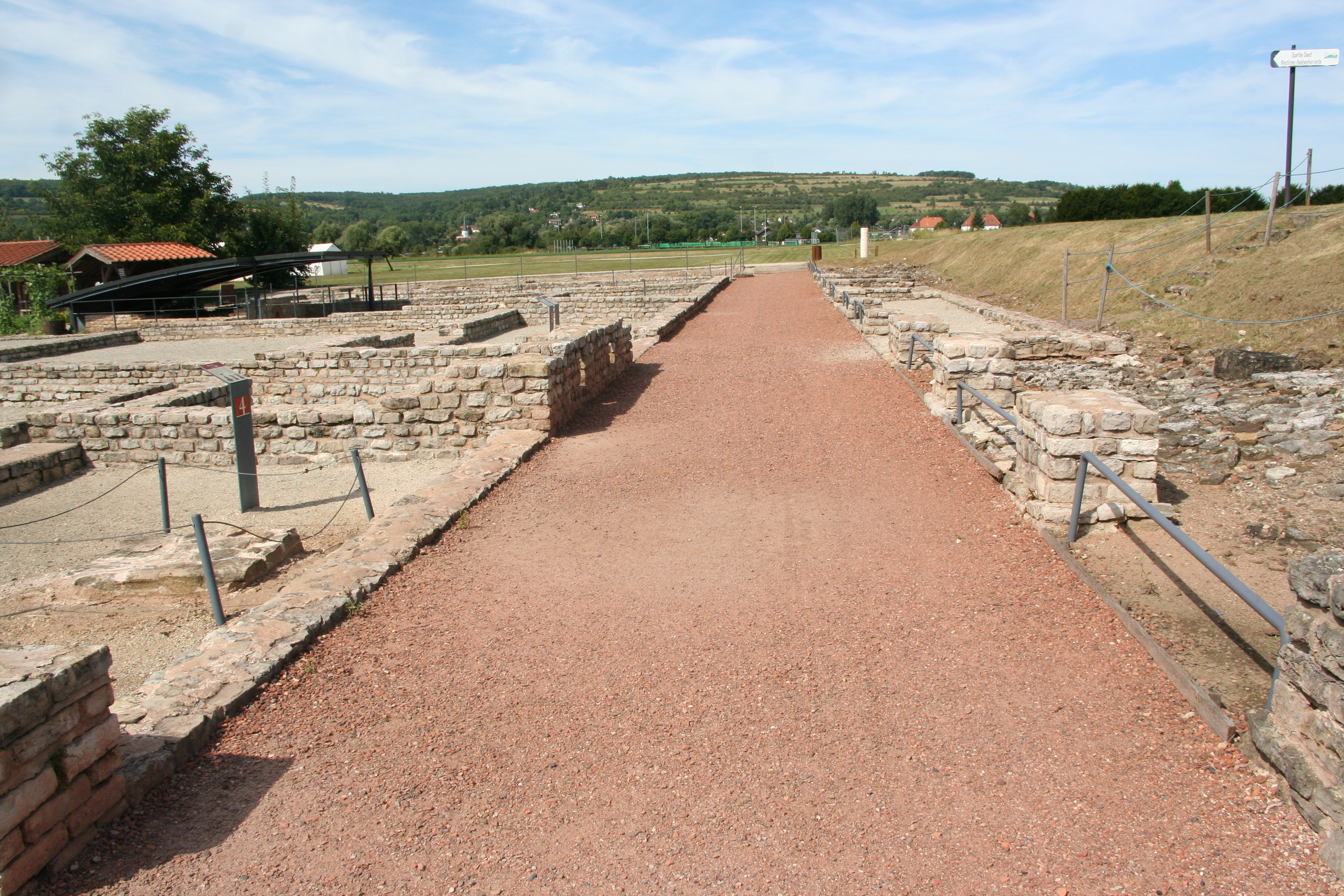
Vue générale de l'axe du vicus.
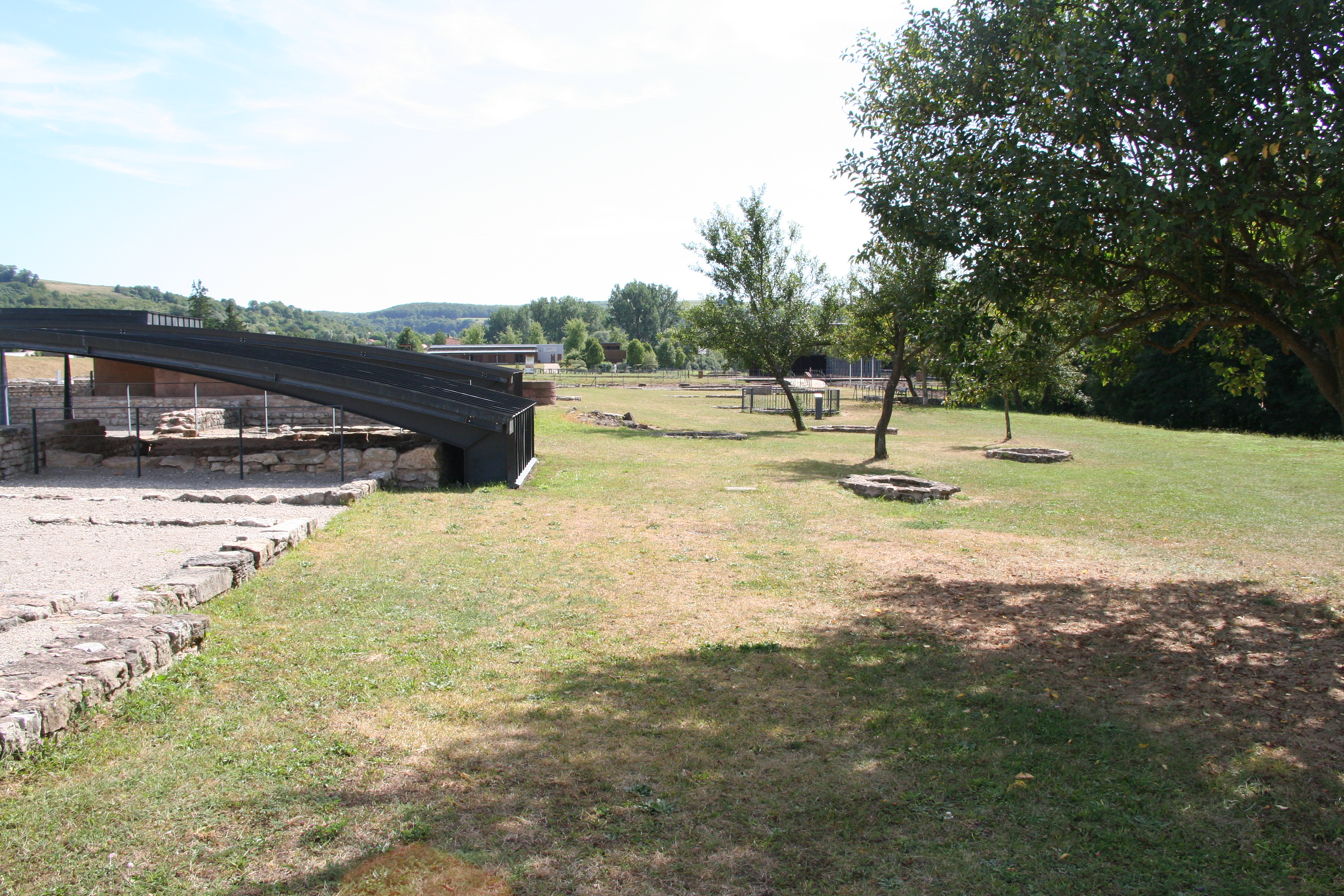
Arrière des bâtiments avec présence de puits.
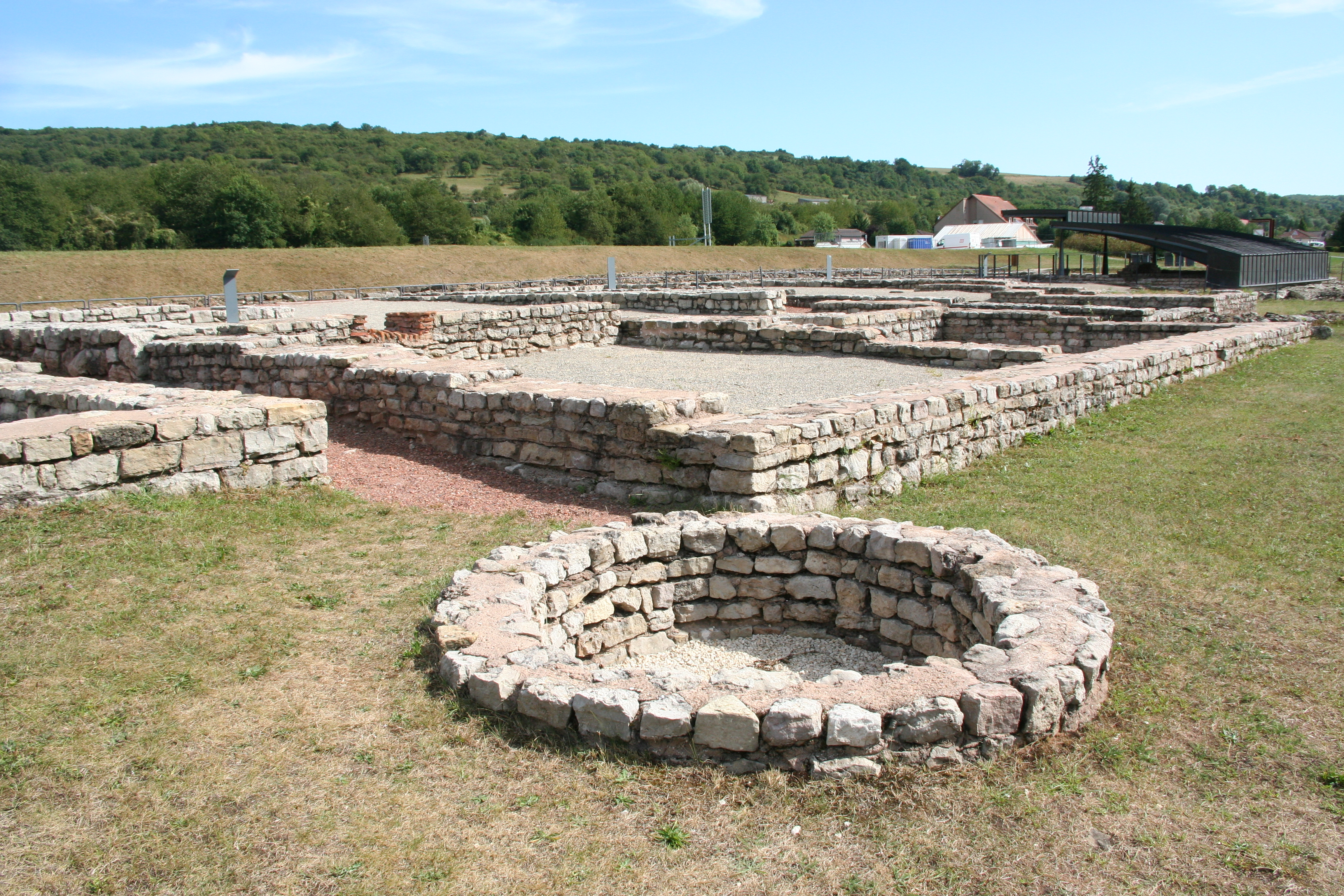
Maison avec puits.
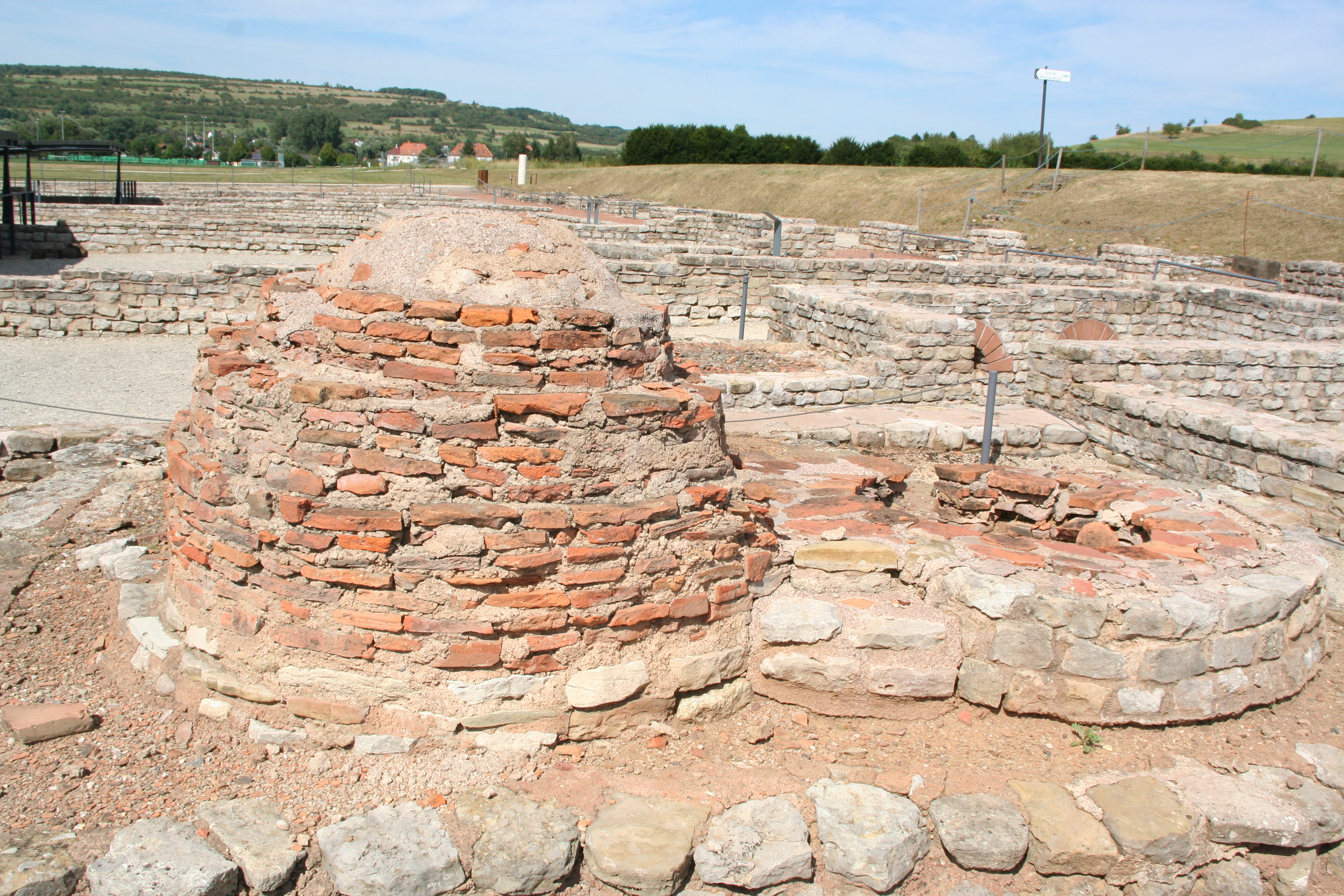
Deux fours dont l'un a été restitué.

### Place publique et complexe thermal

#### Aspects généraux
Le centre monumental du vicus a été constitué progressivement et acquiert son caractère définitif au début du IIIe siècle. La configuration du site au Ier siècle est inconnue.
Un marché à ciel ouvert de 140 m sur 90 m constitue le centre de la ville avec une fontaine monumentale en hémicycle et le vicus dispose de bâtiments publics. Les thermes situés à l'ouest du marché sont entourés de boutiques sur ses côtés ouest et sud, « dans lesquels les baigneurs pouvaient se restaurer ». Au nord des thermes, on trouve un grand bâtiment long de 31 m, la basilique, identifiée comme un bâtiment civil. Les bâtiments situés autour de la place ne sont pas tous identifiés au début du XXIe siècle. Les maisons situées à proximité de la place sont d'une taille supérieure aux autres maisons de la ville. Aucun bâtiment religieux n'est connu en 2013. À l'est se trouve la voie principale.
L'espace comporte « une scénographie urbaine fortement structurée ». L'aménagement de l'espace témoigne d'une « véritable mise en scène architecturale, fonctionnelle et visuelle au cœur de l'agglomération » et d'une adaptation locale des modèles urbains. À Bliesbruck, nous sommes dans un espace urbain secondaire mais structuré et structurant pour cette portion du territoire des Médiomatriques. Cependant, au IIIe siècle, des installations en bois troublent l'« homogénéité visuelle initialement voulue ».

#### Divers éléments de la place publique
Le secteur a fait l'objet de recherches entre 2008 et 2011 et les éléments découverts sont situés dans un rectangle de 90 m sur 55 m.
Le centre public du vicus subit de « violentes destructions » dans le troisième quart du IIIe siècle : la basilique est partiellement restaurée puis détruite dans la première moitié du IVe siècle. Un nouvel édifice prend place à côté des boutiques et la fontaine se voit dépouillée de ses matériaux. L'espace n'est peut-être plus occupé avant la fin du IVe siècle.

##### Basilique
La basilique borde le côté nord de la place. L'édifice mesure 31,60 × 15,60 m et est daté du IIIe siècle. Les murs sont en petit appareil avec un enduit. Huit piliers de bois posés sur des supports de grès sont présents et rythment l'intérieur du bâtiment, qui comporte trois nefs. Il y a un déambulatoire large de 2,90 m. L'édifice comporte une entrée en appentis sur sa façade est et une autre sur sa façade sud. La construction de la basilique a perturbé les couches archéologiques antérieures et cela rend difficile la connaissance du secteur avant cette date. Les bas-côtés sont en appentis et la partie centrale de l'édifice en lanterneau.
Une basilique est un édifice aux fonctions diverses, « civiques, de justice, commerciales et sociales ». L'édifice de Bliesbruck donne des précisions car dans le IIIe siècle une pièce est aménagée, qui possède des foyers et dont les fouilles ont livré des poids en fer et en plomb. Cette pièce était peut-être une boutique nécessitant un pesage, ou un bureau (ponderarium) affecté à la surveillance des poids et mesures. La « fonction administrative et politique, caractéristique du chef-lieu de cité, doit néanmoins être exclue ». Une boutique est installée sur son angle nord-est au IIIe siècle.

##### Boutiques
L'édifice présent au sud de la place est mal connu et comporte des boutiques dont une a été fouillée, mesurant 3 m sur 5,50 m. Ces boutiques ferment la place publique. Les boutiques comportent des activités diverses dont celles de tavernes, artisanales et financières. La fouille du secteur est incomplète.

##### Fontaine monumentale
La fontaine ou nymphée située au centre de la place et bordée par la basilique et une aile de boutiques existe dès le début du IIe siècle,. Elle est agrandie au IIIe siècle pour en faire un édifice monumental, dans l'axe des thermes. La fontaine comporte alors deux avant-corps pourvus d'enduits peints et un hémicycle de 12 m de diamètre.
L'édifice est en petit appareil de pierre calcaire, et les deux éléments présents de chaque côté de l'hémicycle génèrent un « caractère monumental marqué ». Les fouilles suggèrent un système de canalisation en bois. Devant la fontaine se trouvent des plantations ou des piliers avec des statues. De telles installations hydrauliques existent rarement isolément, et sont plus souvent intégrées dans des complexes thermaux ou en liaison avec de tels édifices. Les fouilles ont mis au jour des vestiges très arasés mais l'ensemble devait ajouter à la monumentalité du complexe thermal. Les archéologues évoquent une utilisation de l'ordre toscan et un toit à double pente, une fontaine « à exèdre avec bassin central, (...) type monumental et révélateur de la puissance publique ». Dans le vicus existe ce qui a été appelé un « axe de l'eau » : l'eau a une fonction idéologique et politique en particulier au temps de la dynastie des Sévères, les édifices liés consistent en un symbole visible « de l'action civilisatrice de l'Empire romain ».

#### Thermes
Les thermes sont situés à proximité de la rivière.
Le complexe thermal avait « un rôle majeur de sociabilité » outre l'aspect de « parure monumentale » ; à Bliesbruck, il est situé à l'ouest du centre monumental, et il fait 90 × 40 m, ce qui est très grand pour un petit vicus. Son plan est « classique en enfilade ». L'édifice a peut-être été offert par un des propriétaires de la villa aux habitants du vicus.

##### Histoire
La construction est datée de la fin du Ier siècle ou du début du IIe siècle et orientée nord-sud. Elle possède le plan classique des édifices thermaux, avec un aspect monumental accentué par les ailes des boutiques munies de portiques qui l'encadrent. Parmi ces boutiques, des tavernes ont été identifiées, sans doute pourvues d'un étage.
Le complexe thermal est agrandi dans la seconde moitié du IIe siècle et au IIIe siècle, tout en gardant un plan similaire. Il fait alors 90 m de long sur 40 m de large.
Il est « mis hors d'usage » au IIIe siècle, vers 250-276, mais l'espace est partiellement aménagé en atelier de travail du bronze au siècle suivant. Dans la seconde partie du IIIe siècle, le chauffage par hypocauste est conservé, mais le système de production d'eau chaude est détruit.
Un four à pain ou poêle est aménagé à la fin du Moyen Âge dans le frigidarium, haut de 75 cm. Au début du XVIe siècle une ferme fortifiée occupe le site,.
Le complexe a été fouillé de 1987 à 1993 et de 1988 à 1992 avec l'intention dès la fouille de présenter l'édifice au public, en protégeant les parties les plus vulnérables. Le public dispose de passerelles pour accéder aux diverses parties de l'édifice. Lors de la fouille a été découverte une fosse à chaux, témoin du chantier de construction. De nombreux objets destinés à la parure ont également été découverts : bagues, bracelets, perles, épingles à cheveux et environ deux cent fibules.
Les fouilles ont également livré des monnaies médiévales en argent datées du XVe siècle, des céramiques et des objets en fer datés des XVe siècle et XVIe siècle,.
|                                         |
| Plan d'ensemble à la fin du Ier siècle. |

|                                                       |
| Plan d'ensemble dans la seconde moitié du IIe siècle. |

|                                           |
| Plan d'ensemble au milieu du IIIe siècle. |

|                                |
| Plan d'ensemble au IVe siècle. |

|                                          |
| Plan d'ensemble aux XVe et XVIe siècles. |

##### Installations et disposition
Une rue empierrée de 3,50 m contourne l'édifice.
Les installations techniques de l'édifice possèdent un accès empierré destiné aux véhicules, en particulier pour acheminer le combustible. Les autres chemins connus dans le secteur sont piétonniers.
L'édifice est couvert de tuiles. Les murs de la partie balnéaire du complexe étant larges de 0,90 m et ceux des boutiques de 0,50 m, les archéologues en déduisent que les murs de la première partie étaient plus hauts. Les murs de la partie balnéaire sont couverts d'enduit de tuileau rouge-rose.

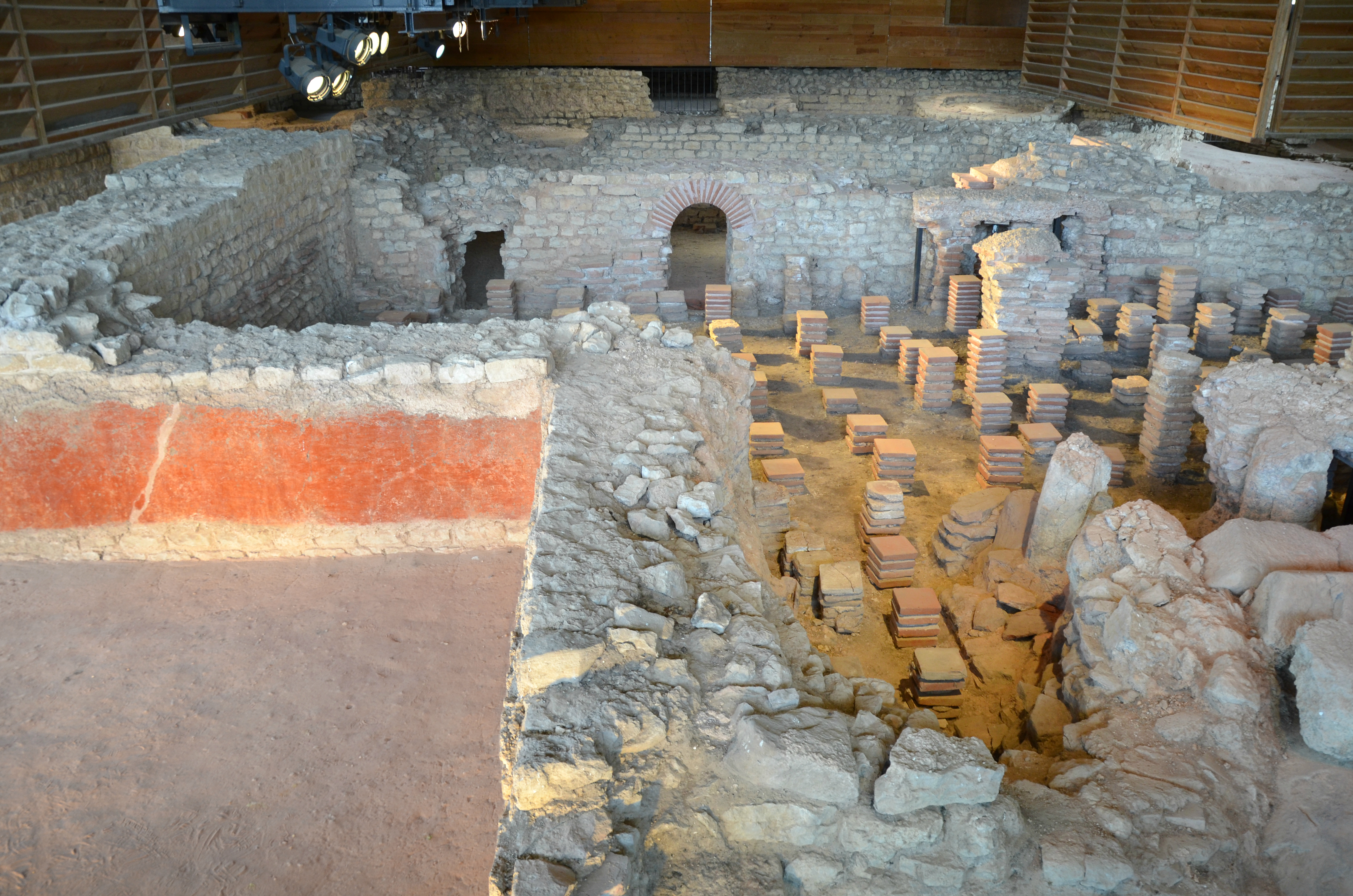
Vue générale du caldarium.

Les pièces traditionnelles sont présentes dans le complexe selon un axe est-ouest : salles froides (frigidarium), tiède (tepidarium) ou chaudes (caldarium). Le passage par les différentes étapes est obligatoirement progressif et entraîne une « codification » du « programme architectural ». Cependant, à Bliesbruck, la configuration de l'édifice rend obligatoire un retour sur ses pas.
L'entrée de l'édifice se situe à l'est et deux rangées de boutiques sont présentes, une cour de 20 m sur 20 m étant placée derrière les boutiques et comprenant au milieu un bassin de 7,85 m sur 4,40 m. Le frigidarium comprend un espace de repos et un bassin localisé près de l'abside, d'une superficie de 15 m2. Le tepidarium, salle tiède, est localisé entre la salle froide et la salle chaude et est un espace intermédiaire où les personnes peuvent s'installer sur des meubles en bois. Les thermes possèdent des latrines pouvant accueillir 11 ou 12 personnes simultanément. Ces latrines sont situées au sud-ouest d'une cour. Le caldarium est pourvu d'un riche décor de fresques et de placages de marbre, la température devant dépasser les 40 ou 50 degrés Celsius. Le mur extérieur est couvert d'un enduit rose peint en rouge. La baignoire chaude se trouve dans une exèdre proche de la salle de chauffe. La température dans le tepidarium devait être de l'ordre de 25 degrés Celsius. Une autre salle chaude, qui avait conservé ses tubulures au moment des fouilles, était pourvue d'un décor peint. Les eaux usées sont évacuées dans la rivière.
L'édifice est modifié au cours du temps et de nombreuses pièces chauffées sans fonctions thermales laissent supposer une place croissante des activités de loisir, d'otium. La palestre et la natatio, situées dans une cour de 20 m de côté, sont supprimées à la fin du IIe siècle alors que les bassins, les salles chauffées augmentent en superficie ainsi que l'accueil : l'édifice prend un aspect social plus marqué au IIIe siècle, l'otium prenant le pas sur les activités de bains. Les changements sont peut-être liés à des « coûts disproportionnés » en particulier d'entretien de la piscine extérieure. Les dernières modifications antiques datent de ce siècle. Une pièce, peut-être un gymnase couvert, est construite au nord du tepidarium, munie d'une chambre de chauffe et d'un décor peint.

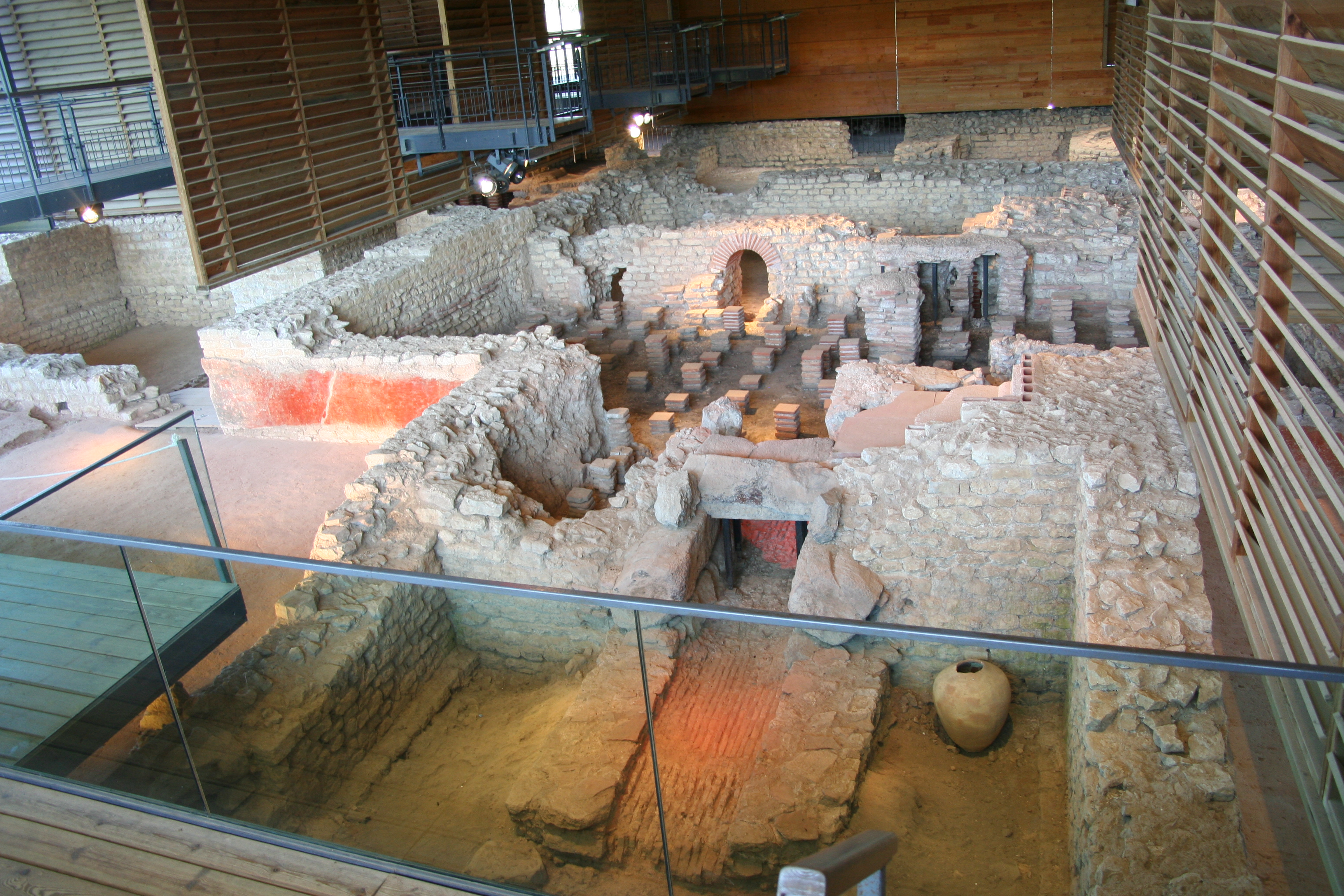
Vue du complexe thermal avec hypocauste.
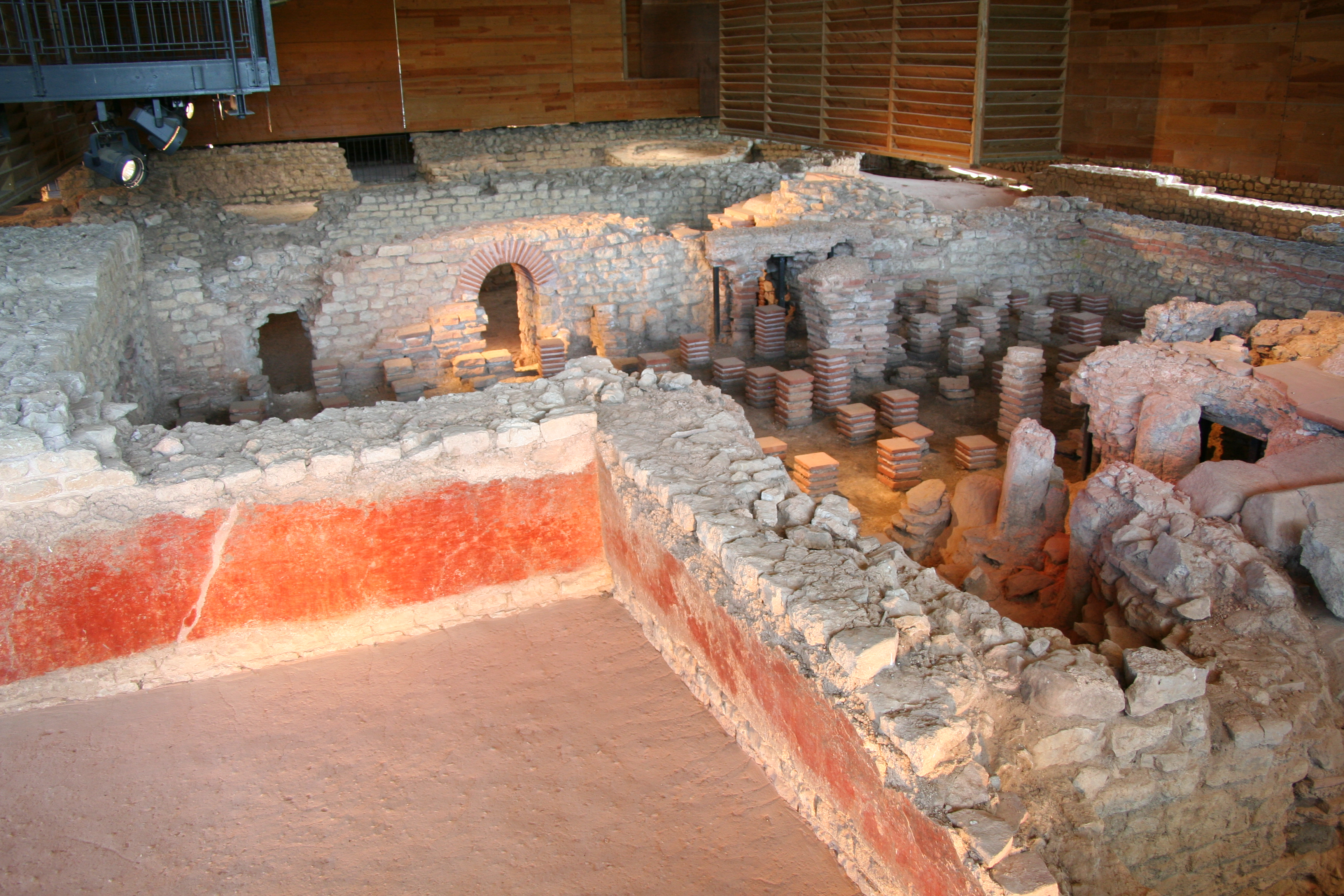
Vue du complexe avec vestiges d'enduits peints au premier plan, murs extérieurs du caldarium.
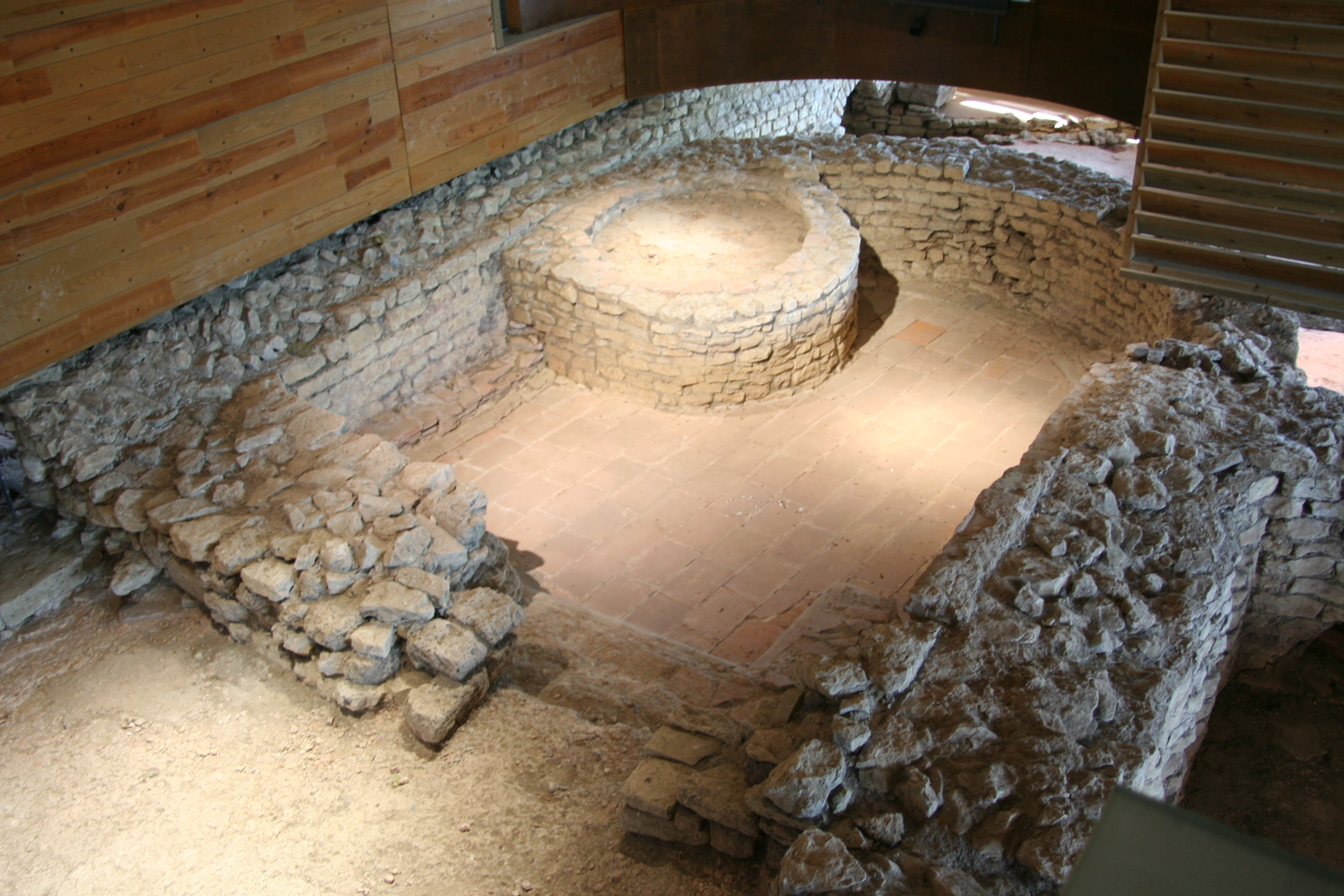
Vue du complexe thermal, le frigidarium avec les restes du four domestique d'époque médiévale.

##### Boutiques

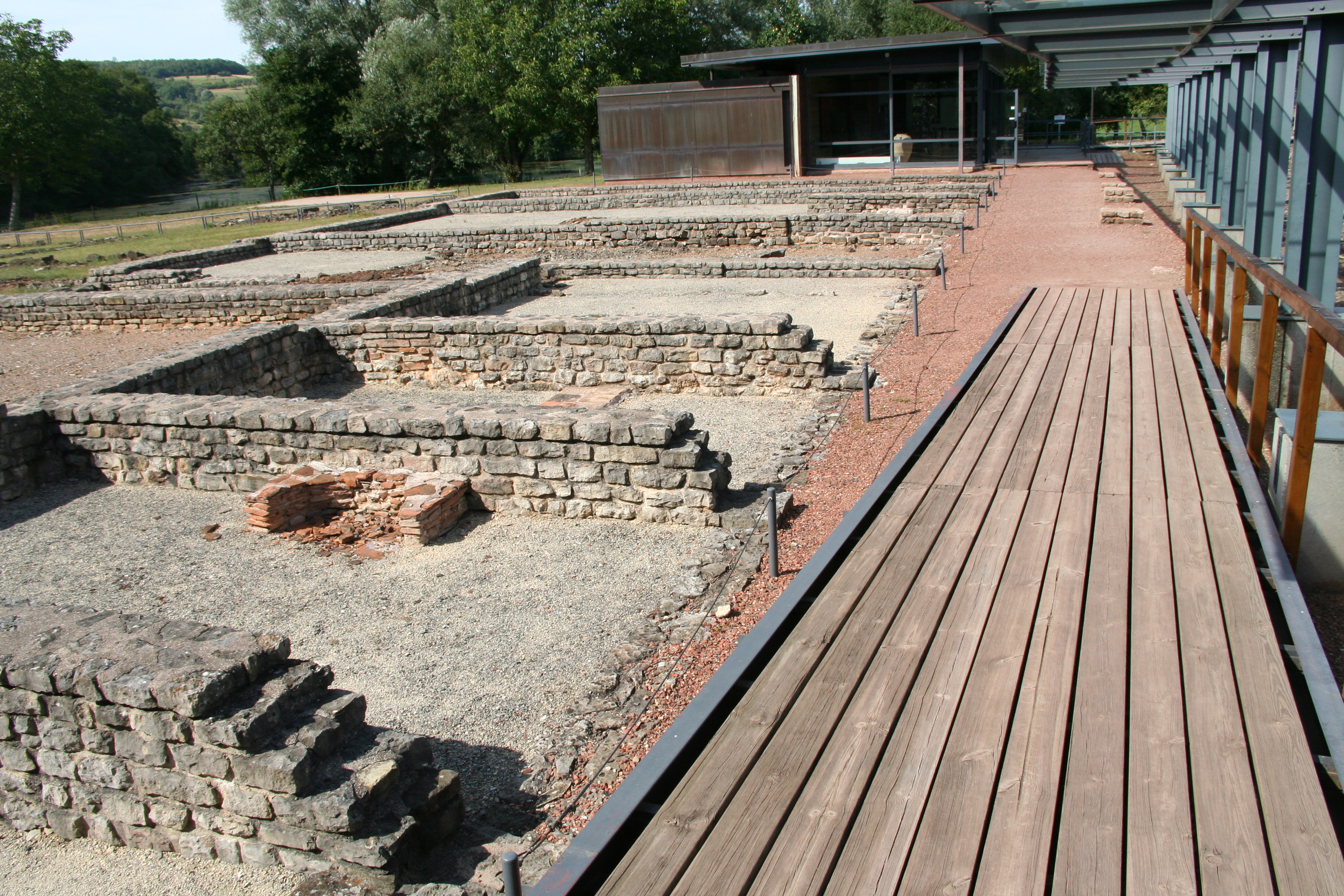
Boutiques à proximité des thermes.

Le complexe thermal possède deux ailes de boutiques. Les boutiques de l'aile nord comportent un portique de piliers en bois. Cette aile est modifiée au IIIe siècle, avec un agrandissement du portique, l'installation d'un four sous la galerie et des pièces complémentaires à son extrémité, destinées également au commerce. L'aile sud des boutiques possède un étage et certaines possèdent un système de chauffage.
Les boutiques sont initialement de mêmes dimensions (5 m sur 2,80 m) et comportent des façades en bois donnant sur le portique. Certaines ont été réunies. Des vantaux servent à fermer les boutiques et les comptoirs sont en bois, avec un sol en terre battue. Certaines de ces boutiques ont pu servir de tavernes.
L'organisation avec les boutiques est conservée jusqu'au troisième quart du IIIe siècle.

### Villa

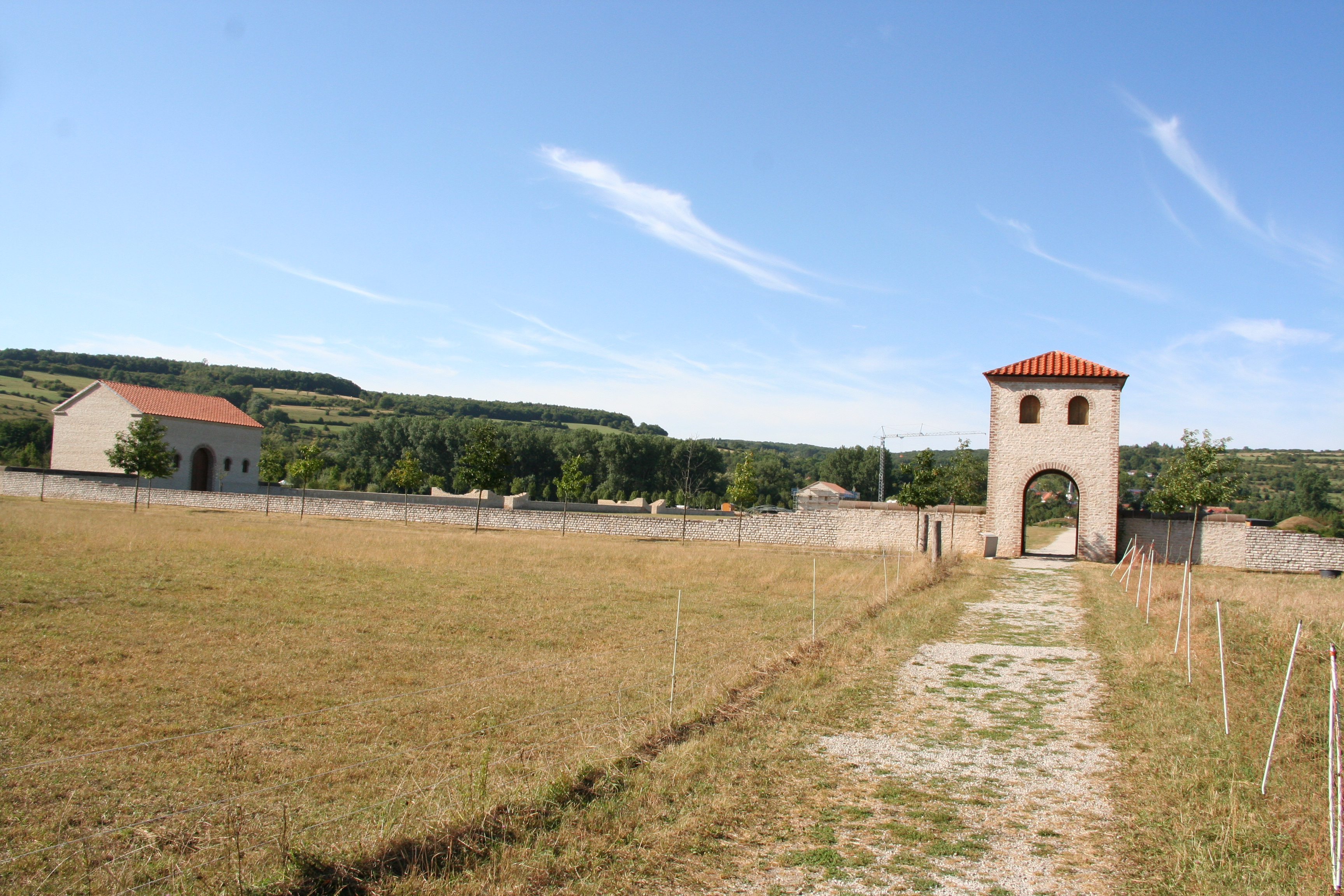
Vue générale de la villa de Reinheim avec la tour-porche.

#### Caractères généraux
La grande villa s'est étendue sur presque 10 ha depuis la fin du Ier siècle et est située à seulement 300 m du vicus ou 800 m au nord-ouest de l'agglomération. Le toponyme est Heidenhübel (butte des païens).

##### Histoire de lavilla
Le complexe a été bâti dans son premier état pendant la seconde moitié du Ier siècle. Plusieurs phases d'agrandissements importants ont eu lieu par la suite,. L'apogée de l'édifice est le début du IIIe siècle.
Sa destruction a eu lieu vers le milieu du IIIe siècle, « probablement lors des invasions germaniques ». Cette destruction au IIIe siècle n'est pas certaine selon Diane Dusseaux, qui note une réduction de l'espace occupé et une perte du caractère résidentiel de l'édifice. Selon elle, les bâtiments de la pars rustica sont utilisés pour des fonctions artisanales ou d'habitation.
La destruction est due à un incendie au début du IIIe siècle selon Jean-Paul Petit, Jean Schaub et Philippe Brunella, et la villa reconstruite partiellement, mais avec de grands changements. Le bassin est supprimé et des galeries à portiques et colonnades sont ajoutées, en plus des restructurations des deux ailes. Les murs vers le sud contenaient peut-être une pergola, le jardin étant sans doute agrémenté de statues et de fontaines.
Après le milieu du IIIe siècle et des troubles, la villa perd son « caractère palatial ». Des ateliers sont installés dans la pièce principale du bâtiment d'habitation du maître et dans la maison de l'intendant : l'atelier est sans doute destiné au travail du bois dans la première et au travail du bronze dans la seconde. D'autres activités ont été établies dans l'enceinte de la villa : une boulangerie, un atelier de bronzier et une forge.
Un grand incendie détruit l'ensemble de l'édifice au milieu du IVe siècle ; les témoignages d'une utilisation ultérieure sont modestes et les annexes ne sont plus utilisées : quelques objets dans la partie ouest de la villa et dans une annexe. La monnaie la plus récente découverte sur les lieux est datée du règne de Théodose.

##### Site partiellement fouillé auXIXesiècle

Vestiges de la villa.

Elle fait l'objet de fouilles programmées depuis 1987, mais les fouilles du XIXe siècle ont fortement endommagé les vestiges, ce qui est d'autant plus regrettable que c'est sans doute à l'emplacement le plus endommagé qu'il faudrait rechercher les traces de l'établissement primitif datable du début de notre ère, déduit en partie de la découverte d'un casque de parade d'auxiliaire de l'armée romaine daté du milieu du Ier siècle et retrouvé avec d'autres objets datés pour leur part du IIIe siècle. Les objets découverts lors des fouilles anciennes ont été déposés soit au musée de Spire, soit dans des collections particulières.
Les vestiges sont fort arasés au moment des fouilles et la décision a été prise de les restituer en partie afin de faciliter la compréhension par le visiteur. Ainsi, le mur de clôture, le pavillon d'entrée et des bâtiments annexes ont été remontés par analogie avec d'autres sites existants dans la région proche, comme la villa de Saint-Ulrich, celle de Nennig ou celle de Borg.

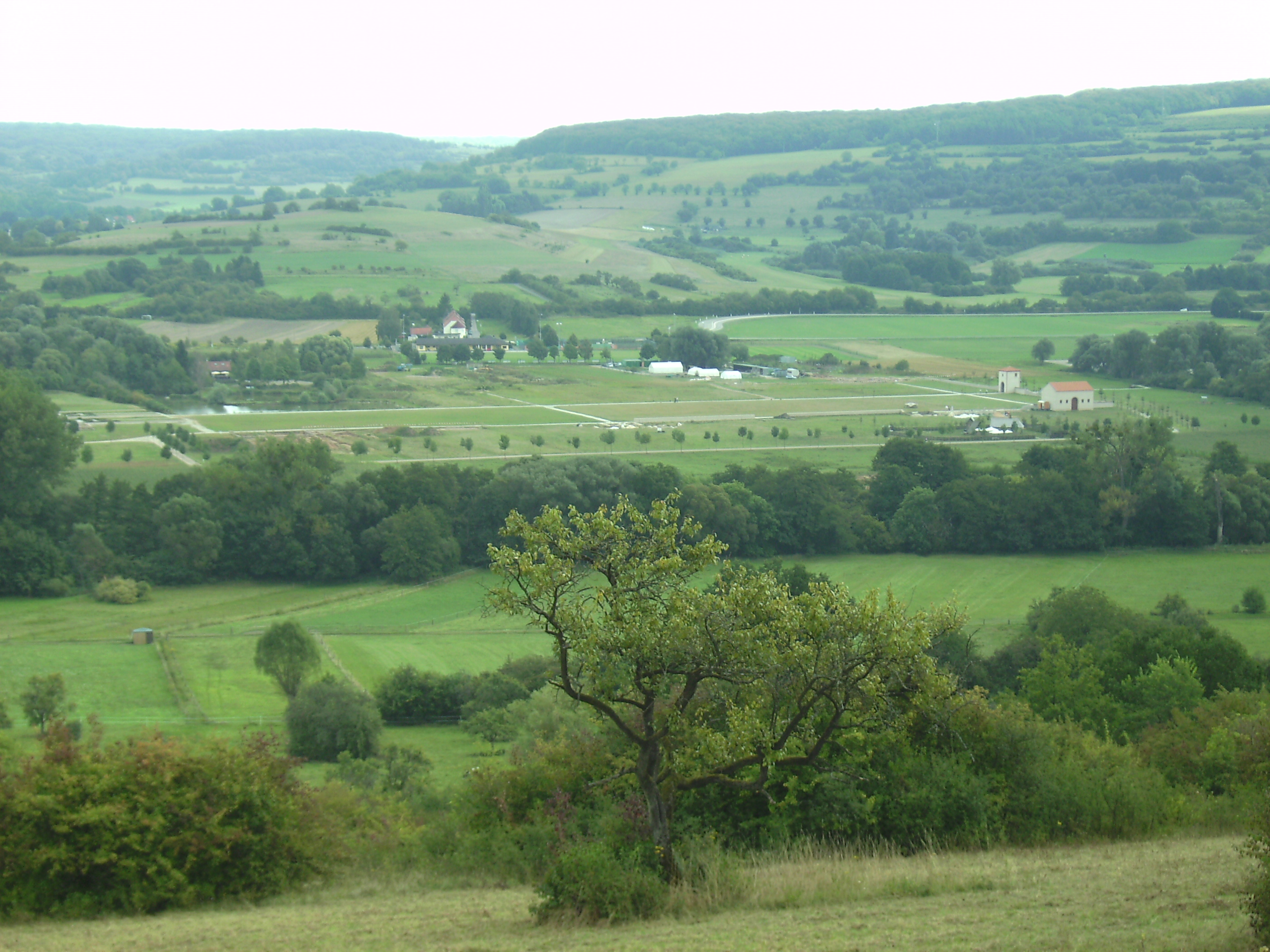
Vue générale du site de la grande villa de Reinheim en 2009.

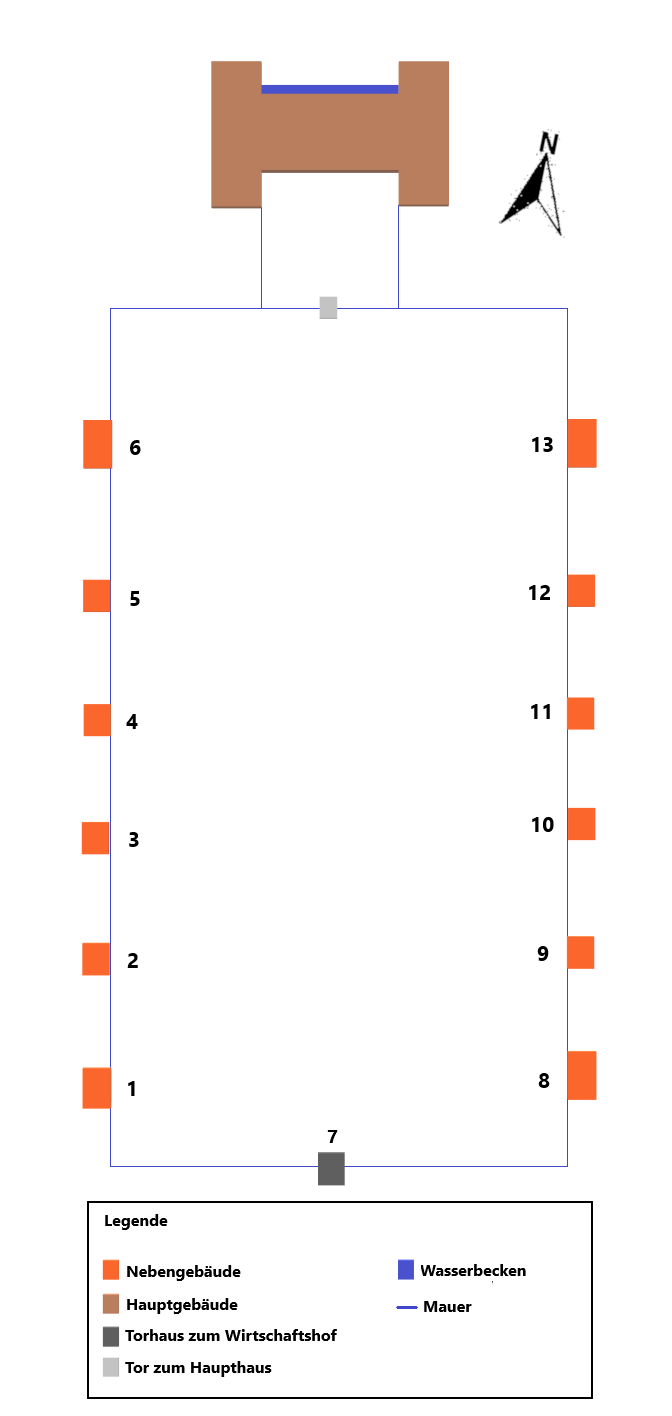
Plan de la villa avec l'ensemble des bâtiments de l'exploitation et l'édifice destiné au maître en haut.

##### Villa d'un type connu mais à l'environnement spécifique
La villa appartient à une catégorie de villa romaine dite de « plan axial longitudinal » ou dite « à pavillons multiples alignés », répandue en Gaule Belgique et en Germanie, avec cours et pavillons latéraux, et est l'un des établissements les mieux connus de cette catégorie. Elle mesure 400 m sur 150 m et la superficie fouillée couvre 5 ha.
Le bâtiment destiné à la résidence mesure 80 m sur 70 m avec deux ailes en saillie. Une pièce fouillée au XIXe siècle a livré une installation sur hypocauste, la partie centrale de la pars urbana, de 44,70 m sur 19,20 m, possède un portique. La pars rustica comprend un mur d'enceinte de 300 m sur 170 m avec des bâtiments « répartis à intervalles réguliers ». L'entrée s'effectue par une tour-porche.
La situation de la villa se distingue des autres cas connus : d'habitude, la villa est le centre d'un domaine rural, mais à Reinheim ce n'est pas que cela vu la taille de la cour et la présence à proximité d'un vicus qui semble en dépendre. Selon Diane Dusseaux, des fermes sont liées à la villa, assurant des fonctions d'élevage ou de cultures, la villa étant en outre le lieu de vie d'un notable ayant « probablement » un rôle politique dans la cité voisine. Ces fermes secondaires sont de tailles différentes. La villa de Furtweg fouillée à 600 m de la grande villa, de 22 m de long sur 17 m de large, a été utilisée au IIe siècle et au IIIe siècle, et une petite nécropole est située à proximité. Le statut social des occupants de ce dernier édifice est inconnu.
La proximité du vicus et de la voie commerciale permet d'assurer des débouchés aux productions locales. L'accès à la villa à partir du vicus se fait sur une voie de 4 m de large perpendiculaire à l'axe principal de l'agglomération. La voie part ensuite vers la Blies.

#### Présentation des éléments de lapars urbana

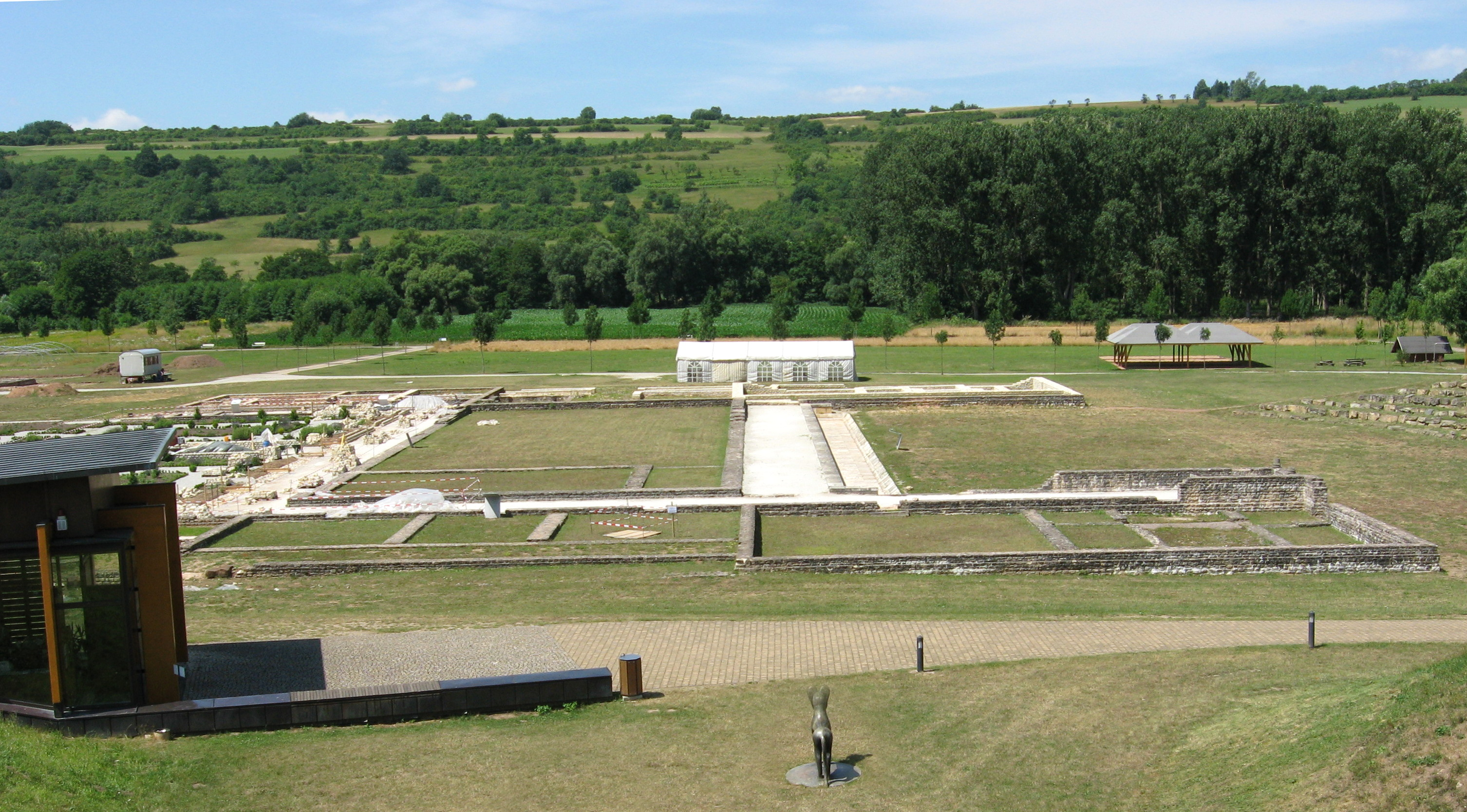
Vue générale des ruines de l'édifice ayant abrité le propriétaire du lieu.

##### Présentation générale
La résidence stricto sensu mesure 80 m sur 70 m, avec un bâtiment central et deux ailes en saillie donnant au plan de l'édifice une forme de H. Les fonctions des pièces de la villa ne sont pas toutes identifiables du fait des destructions,.
La cour a une fonction publique et économique et permet d'accéder à un espace privé. Un porche d'entrée sépare la partie résidentielle de la partie économique du domaine, elle permet d'accéder à une grande cour close de 300 m sur 135 m pourvue de six bâtiments sur chaque côté et d'une allée menant à la villa stricto sensu. Le personnel est logé soit à l'étage soit dans les bâtiments de la cour.
Deux murs permettent l'accès au bâtiment principal et un jardin est situé au sud. Un autre jardin est présent à l'est.

##### Bâtiment central et les deux ailes

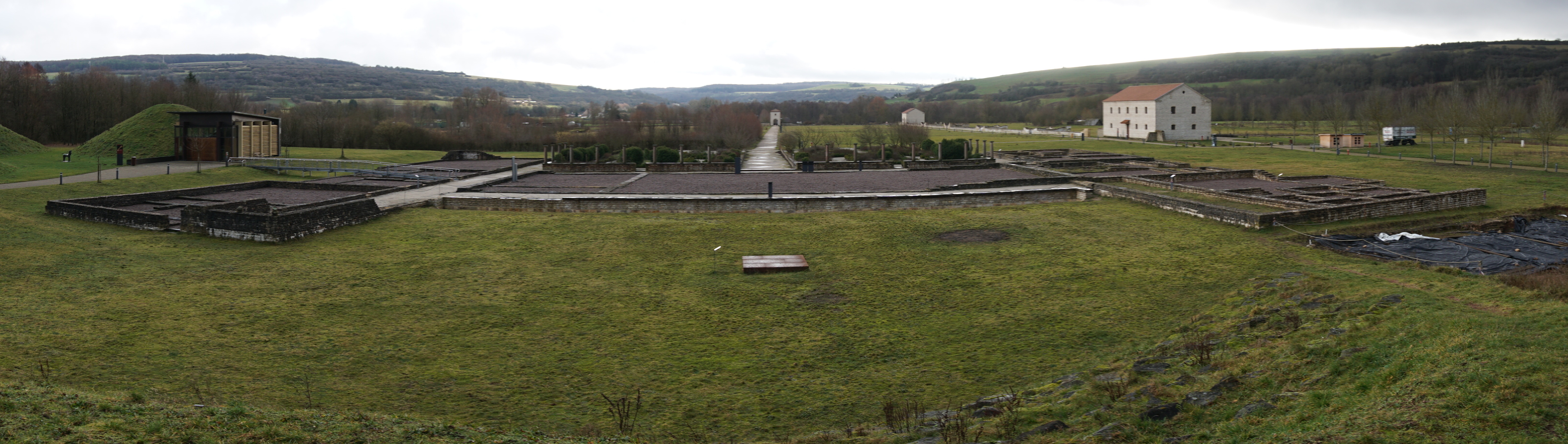
Vue des ruines du bâtiment principal, vues du nord.

Le bâtiment central mesure au début du IIe siècle environ 80 m de large sur 62 m et est composé d'un pavillon central avec deux ailes. Deux galeries de portiques sont présentes, et l'une des deux donne sur la Blies. Au nord de la bâtisse a été découvert le moignon d'un massif maçonné de 2,40 m de côté, s'y trouvait un monument, peut-être un mausolée ou une colonne de Jupiter à l'anguipède,. Dans ce même pavillon central, une vaste pièce d'apparat de 33 m de long et 18 m de large est localisée et n'a conservé aucun élément de décor.

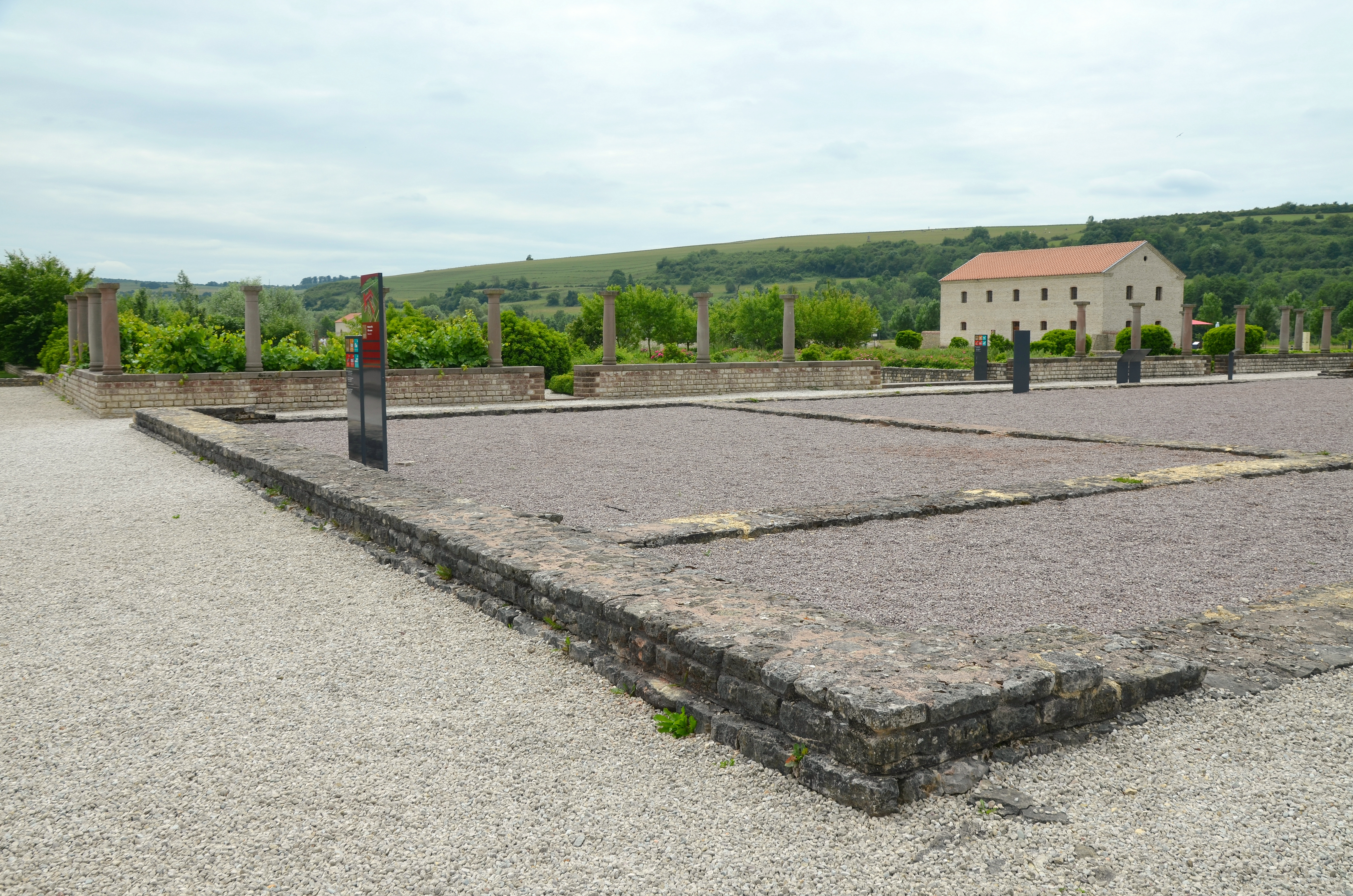
Vue des ruines du pavillon central avec la colonnade donnant sur la façade sud ainsi qu'un grand édifice reconstitué.

Un bassin rejoint les deux ailes, remblayé au début du IIIe siècle. Ce bassin ornemental est long de 40 m et large de 3 m.
L'aile est comprend vingt-trois pièces et n'est pas reliée au bâtiment central. Le nord de cette aile donnant sur la galerie à colonnade donne sur sept pièces desservant une pièce plus vaste. La partie centrale comprend un puits peut-être destiné au stockage. Parmi les pièces situées dans la partie sud, l'une comprend un système de chauffage.
L'aile ouest comprend une vaste pièce de 33 × 18 m méconnue du fait des destructions du site mais qui était une salle d'audience ou d'apparat.
L'aile ouest comprend un balnéaire au nord avec les divers secteurs d'installations thermales. L'espace thermal date du IIe siècle, il est pourvu de latrines et peut-être d'une palestre et décoré de fresques et de plaques de marbre. Les thermes sont composés de pièces compactes et organisées : en dépit des prédations subies, les archéologues ont pu identifier quelques salles, dont un frigidarium, un caldarium et un tepidarium. Cet espace balnéaire, pourvu d'enduits peints avec des motifs géométriques ou floraux, a pu servir à l'accueil d'invités prestigieux.
L'aile comporte sept pièces résidentielles au sud,, accessibles par une galerie à colonnade. Trois pièces comportent un système de chauffage. L'aile comprend également des pièces fonctionnelles ou de service, dont un cellier et une cuisine.

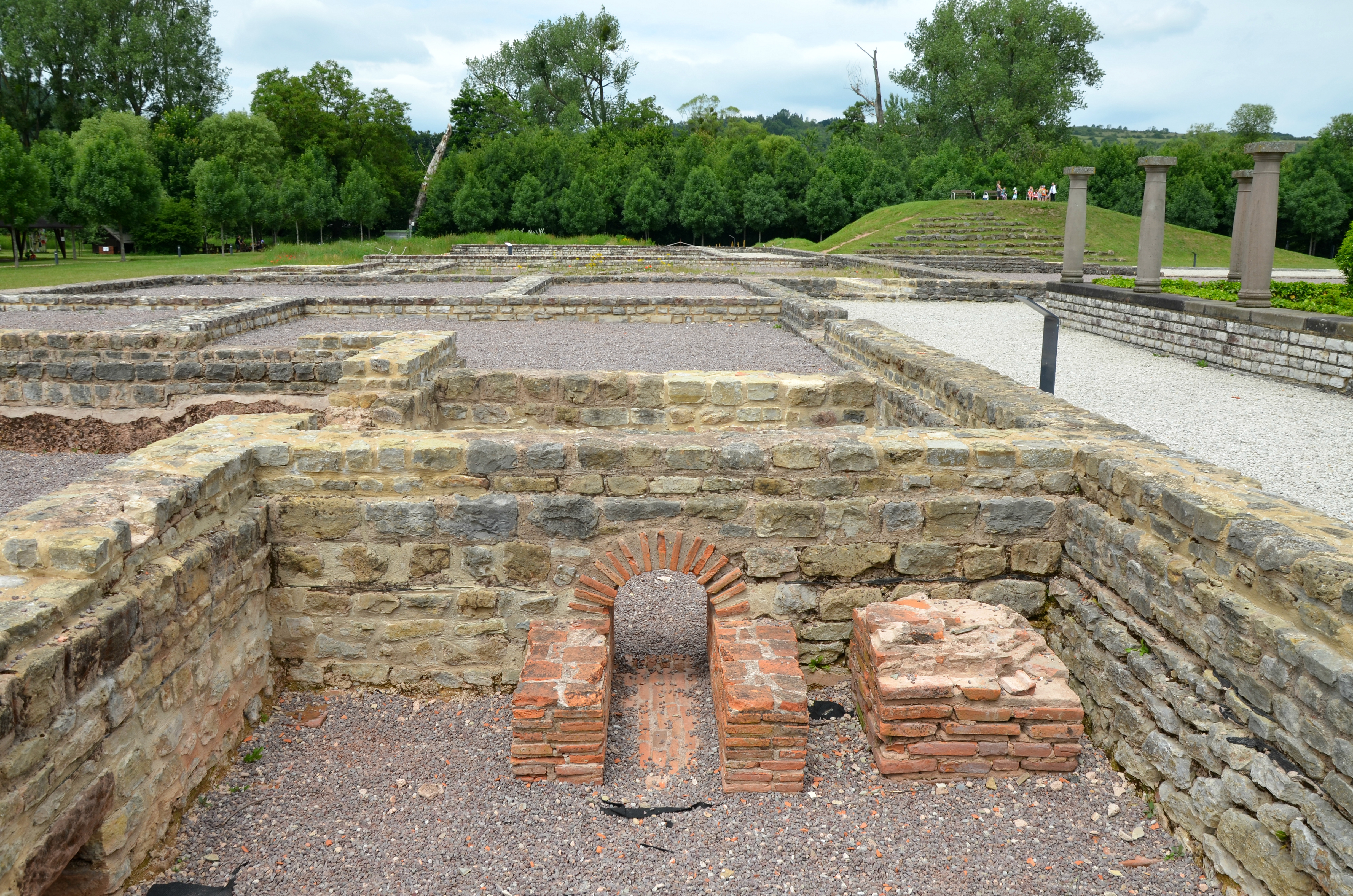
Thermes privés de l'aile occidentale de la villa.
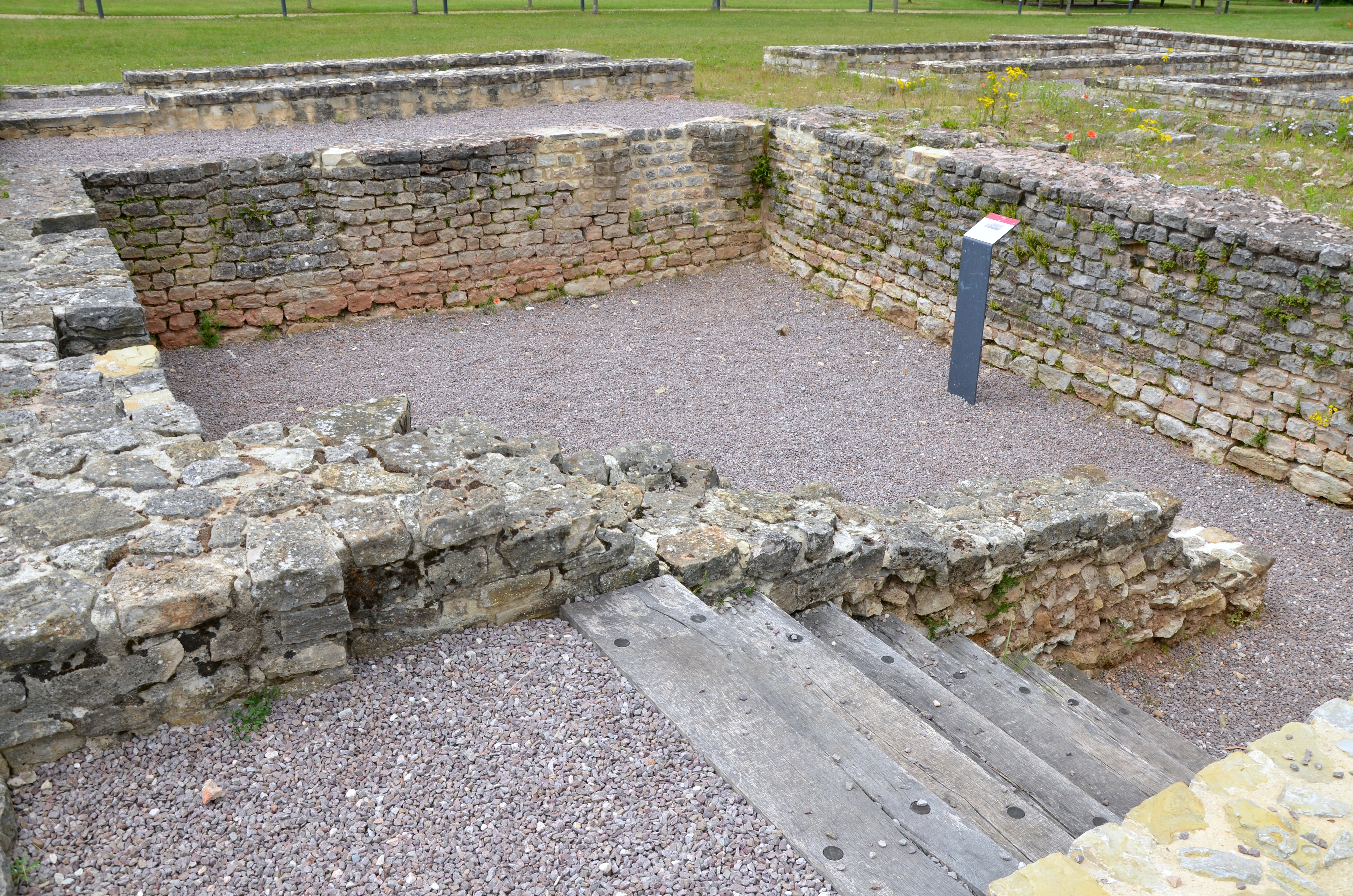
Vue du cellier accessible par un escalier de bois qui a été reconstitué.
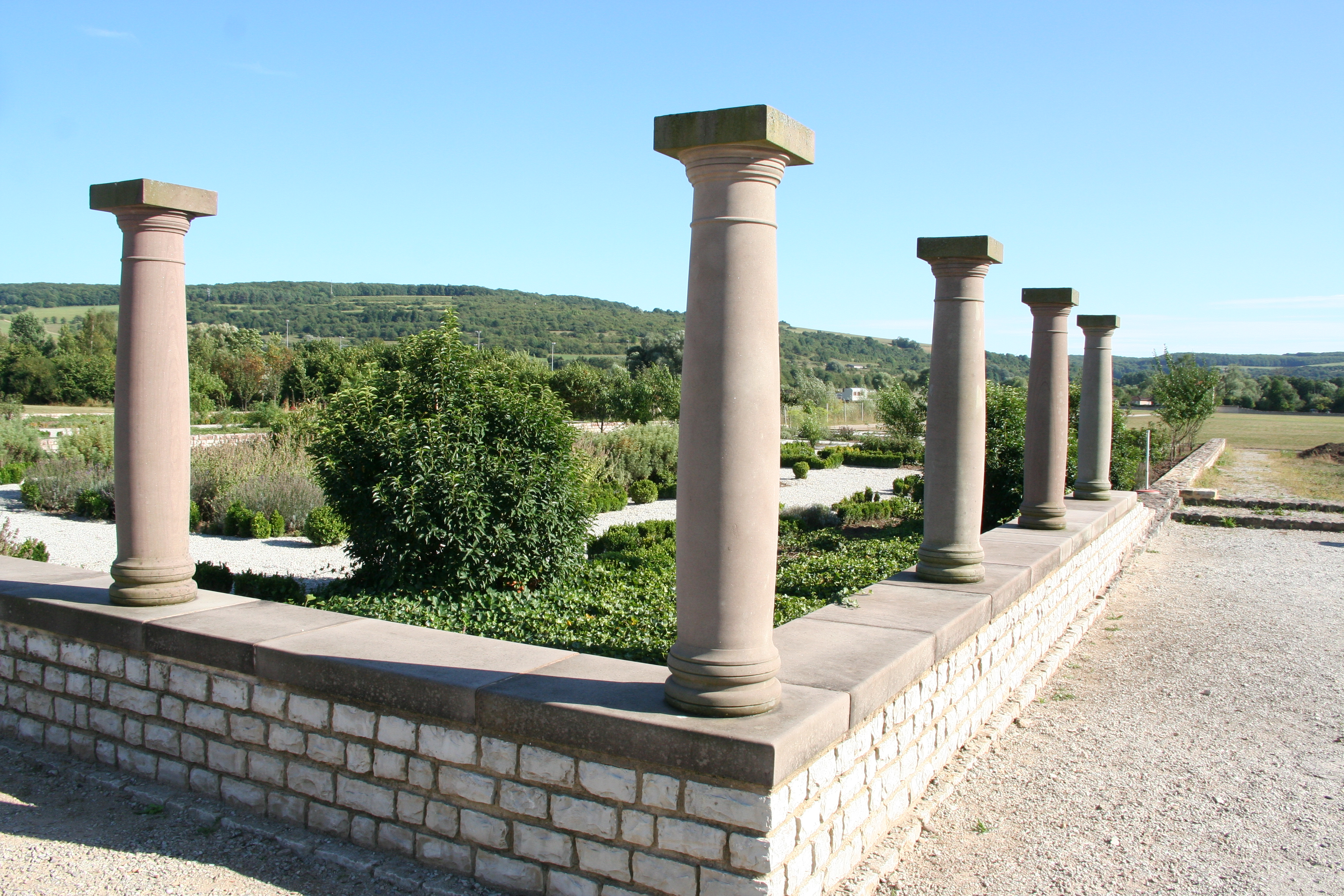
Restitution partielle du péristyle donnant sur le jardin.
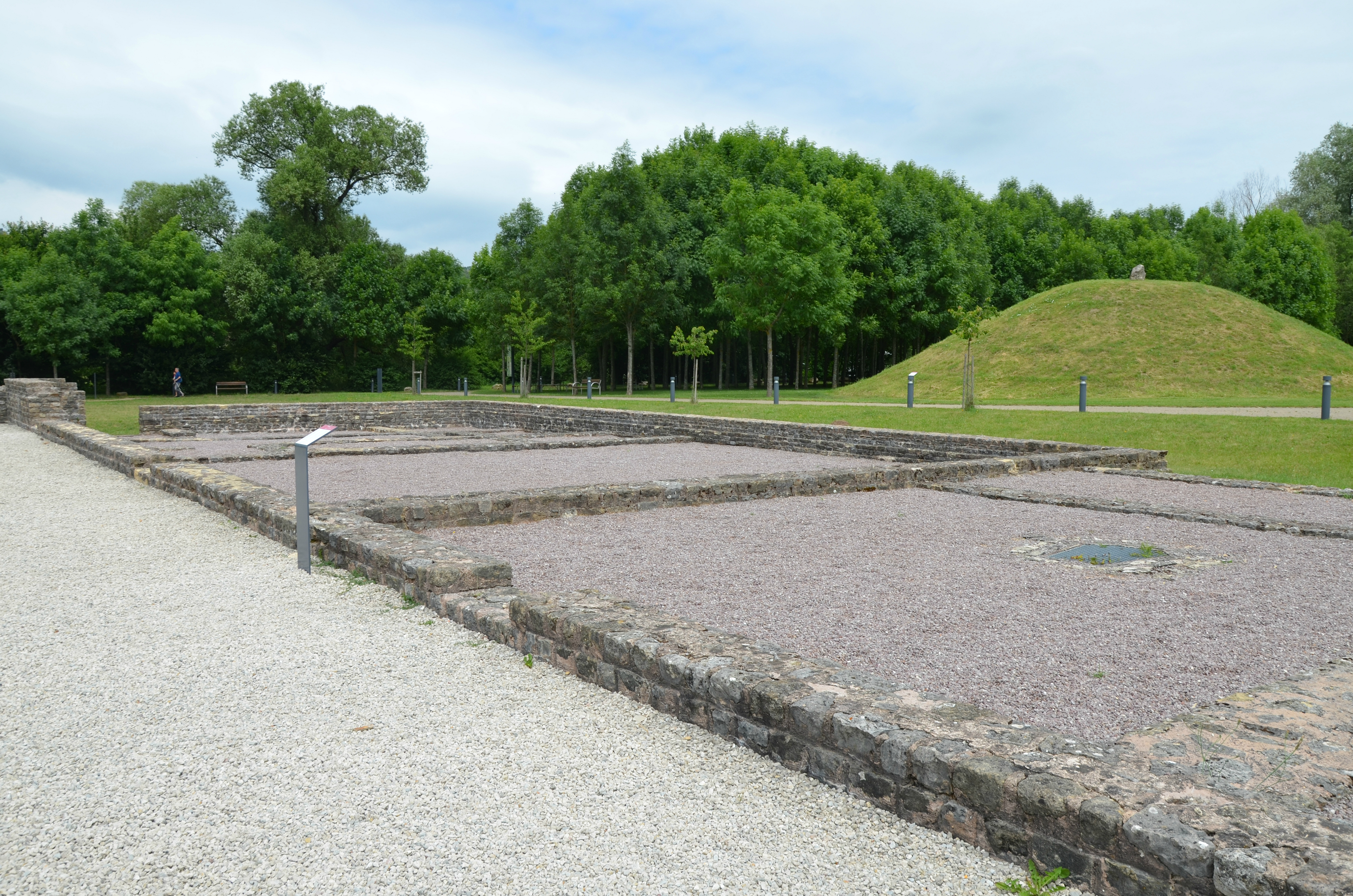
Vue générale de l'aile orientale du bâtiment principal de la villa.

##### Prédations qui limitent la connaissance du décor
Les réoccupations de l'Antiquité tardive et les premières fouilles archéologiques limitent la connaissance des décors d'origine.
Le décor de la villa était originellement riche et témoigne de son appartenance à « la culture des élites » selon Diane Dusseaux : les marbres, les mosaïques et les enduits peints sont présents, ainsi que des pièces de réception. Les fouilles ont livré des fragments architecturaux : bases, fûts et chapiteaux de colonnes.
Un égout mène les eaux usées jusqu'à la Blies située à une centaine de mètres. Les fenêtres étaient pourvues de vitres. En revanche aucun vestige de mosaïques n'a été mis en évidence donc il est possible que la villa en était démunie. La villa n'est peut-être pas habitée par le propriétaire aux IIe et IIIe siècles mais gérée par un intendant, du fait du manque d'éléments luxueux dans l'édifice selon Stefanie Martin-Kilcher.

#### Présentation de lapars rustica
La cour économique fait 300 m sur 135 m et un mur d'enclos est présent.

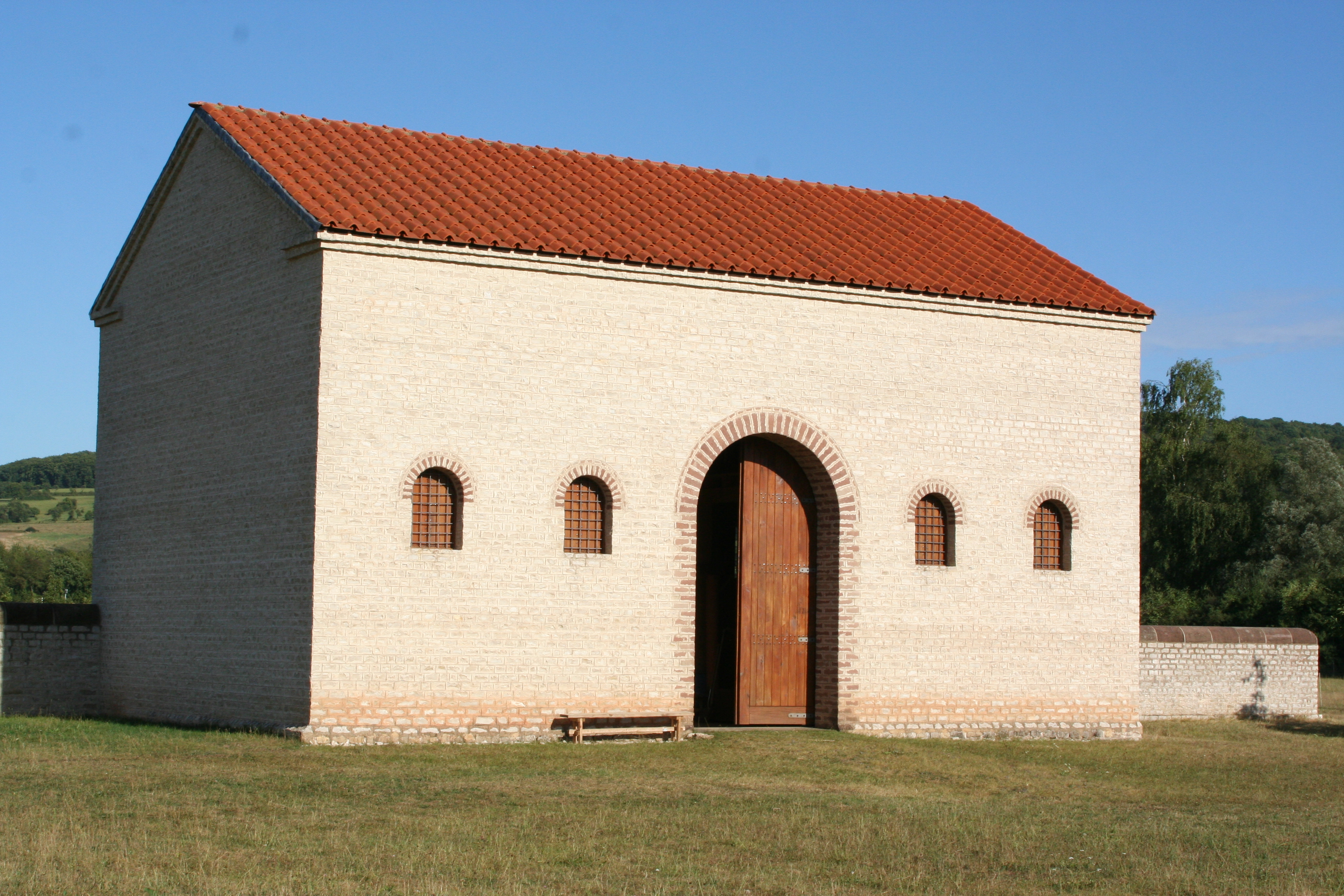
Restitution d'un bâtiment de la cour, celui dénommé B1.

La cour est entourée un mur d'enceinte et de chaque côté six édifices sont présents, répartis symétriquement à espace régulier, l'ensemble donnant « une impression de monumentalité et de puissance ». 

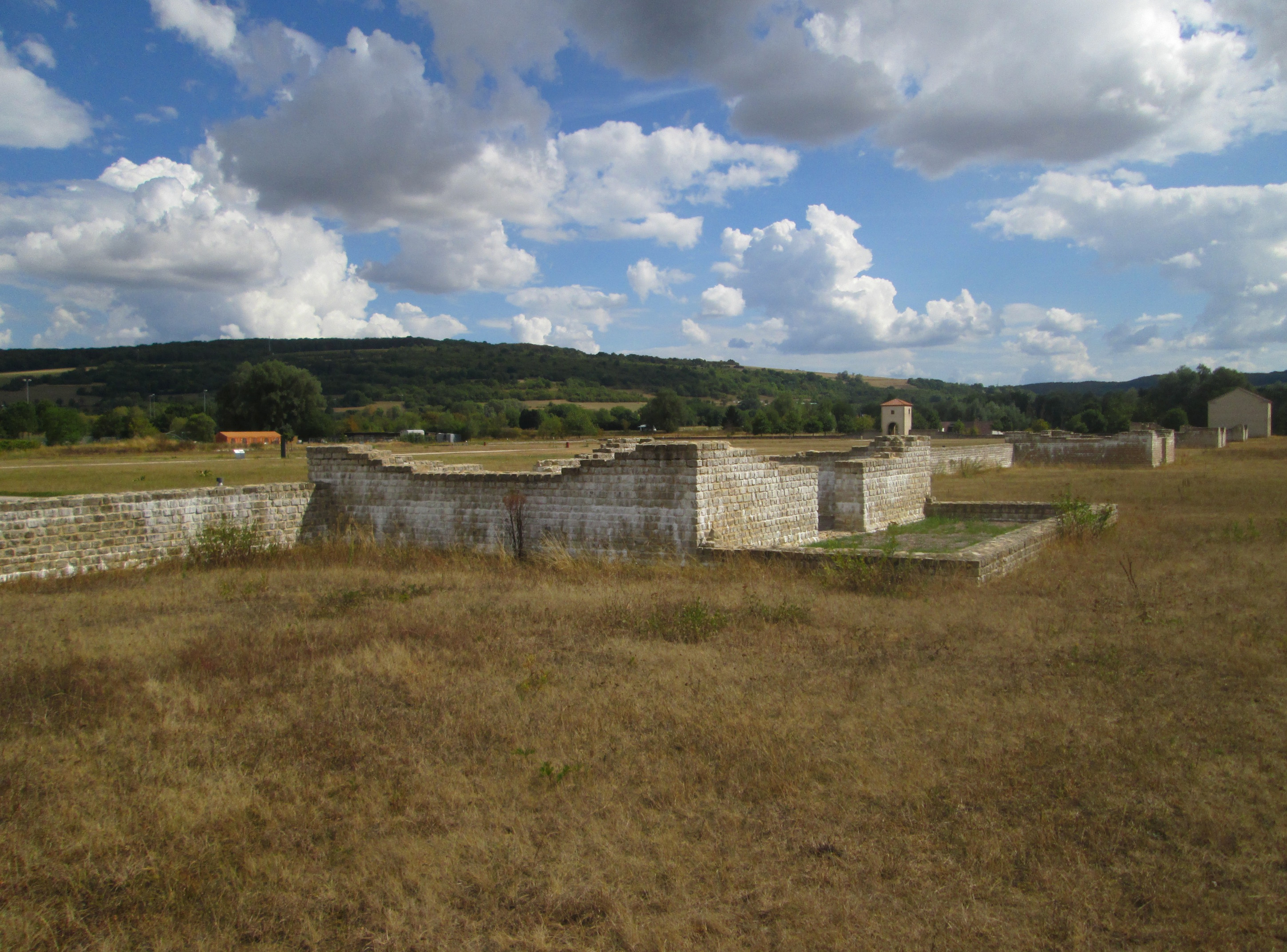
Présentation des édifices de la cour non restitués.

Chaque long côté comporte six bâtiments annexes, et les bâtiments formant les angles sont plus imposants que les autres. Ces édifices ont des fonctions diverses non encore connues au milieu des années 2010 : entrepôts, granges, étables ou écuries, voire ateliers ou habitat. 
L'intendant du domaine, villicus, est peut-être logé dans un bâtiment de grande qualité architecturale. Lui fait face un bâtiment de 15 m sur 9,50 m destiné au chargement et déchargement des marchandises et qui a été reconstitué. Quatre autres bâtiments utilitaires sont de même taille (10 × 8 m). 
Des deux derniers bâtiments utilitaires situés à proximité de la villa et ayant les mêmes dimensions (22 × 12 m), l'un a été détruit par une sablière en 1964. Une partie du personnel de la villa habite les étages des constructions.
Un chemin de 4 m de large a également été mis en évidence sur lequel ont été trouvées une monnaie de Crispine datée de 185 et une autre monnaie du IVe siècle.
| Numéro des bâtiments | Activité principale           | Observations |
| -------------------- | ----------------------------- | --- |
| B1                   | Espace agricole ou artisanal  | Situé à l'angle sud-ouest, l'édifice mesure 14 m sur 9,50 m et possède deux portes larges de 2,30 m permettant à des véhicules d'entrer. Le niveau était surélevé par rapport au sol. Les niveaux d'occupation tardifs ont livré des ossements, de la vaisselle et des objets de bronze et des outils agricoles. L'édifice a été restitué en 2007. |
| B6                   | Bâtiment à usage économique   | L'édifice se situe non loin de la résidence palatiale, dans l'angle nord-ouest et possède une superficie de 264 m2. Deux autres constructions sont situées à l'ouest et il est relié à la villa par un chemin empierré. L'édifice a été restitué en 2012 et expose des éléments découverts lors des fouilles.                                      |
| B8                   | Bâtiment à usage d'habitation | Situé à l'angle sud-est de la cour, l'édifice est le plus vaste avec 22 m de long sur environ 15 m de large. Elle est divisée entre plusieurs pièces dont l'une était chauffée. Les fouilles ont livré des fragments d'enduits peints et d'éléments architecturaux.                                                                                |
| Tour-porche          |                               | C'est l'entrée principale de la villa. L'édifice est à peu près carré 5,60 m sur 5,50 m. L'entrée est large de 2,30 m et sert autant à « impressionner les visiteurs » que contrôler l'accès. La restitution de 2006 évoque l'état au IIe siècle et au début du IIIe siècle.                                                                       |

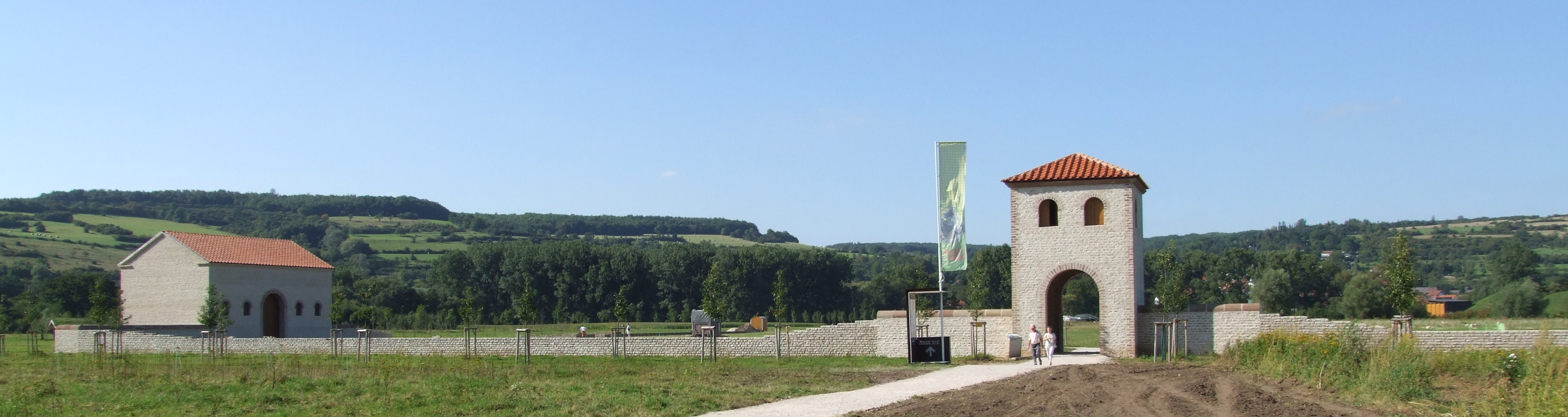
Reconstitution de la porte d'entrée de la villa.
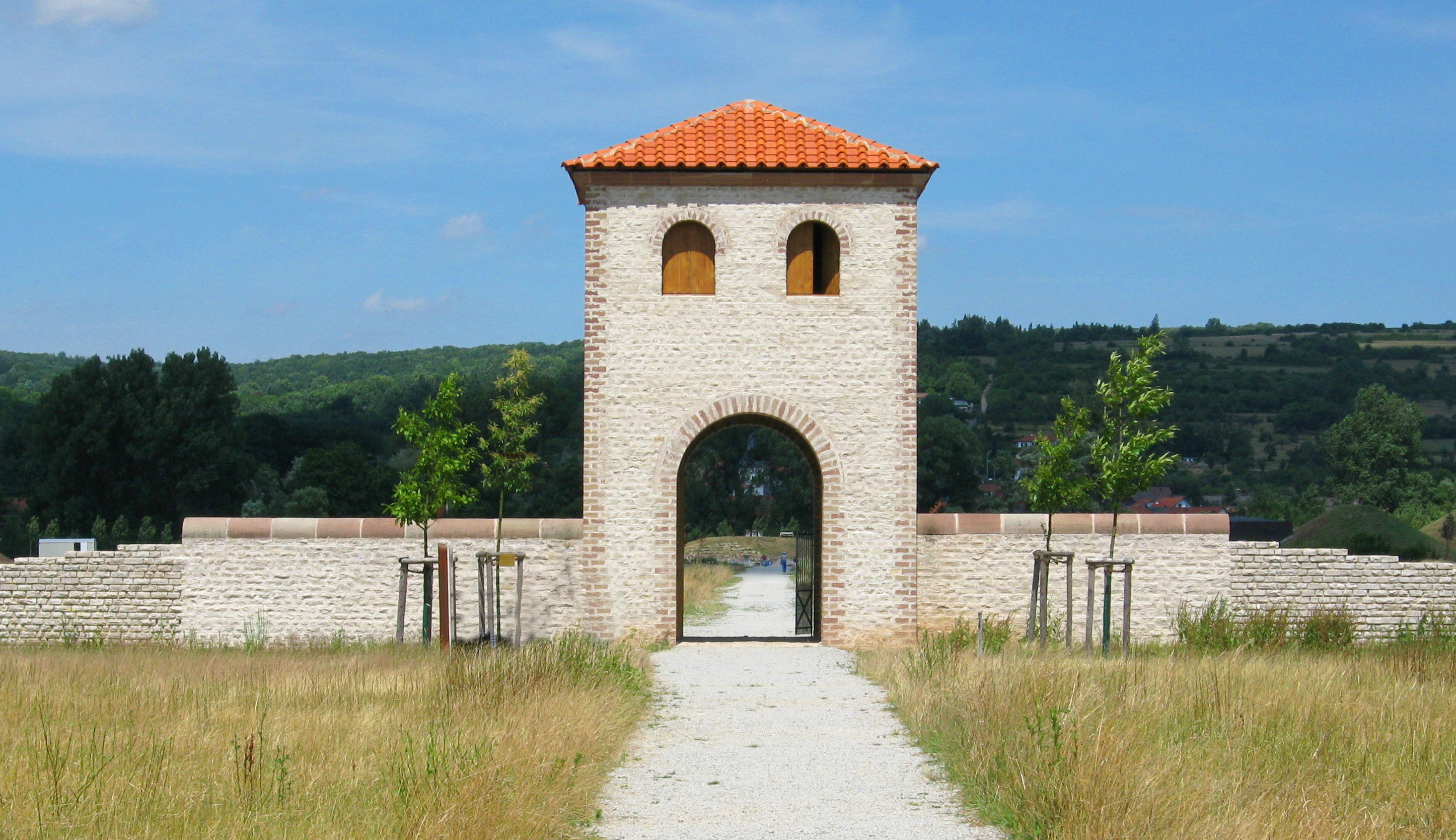
Porte monumentale restituée.
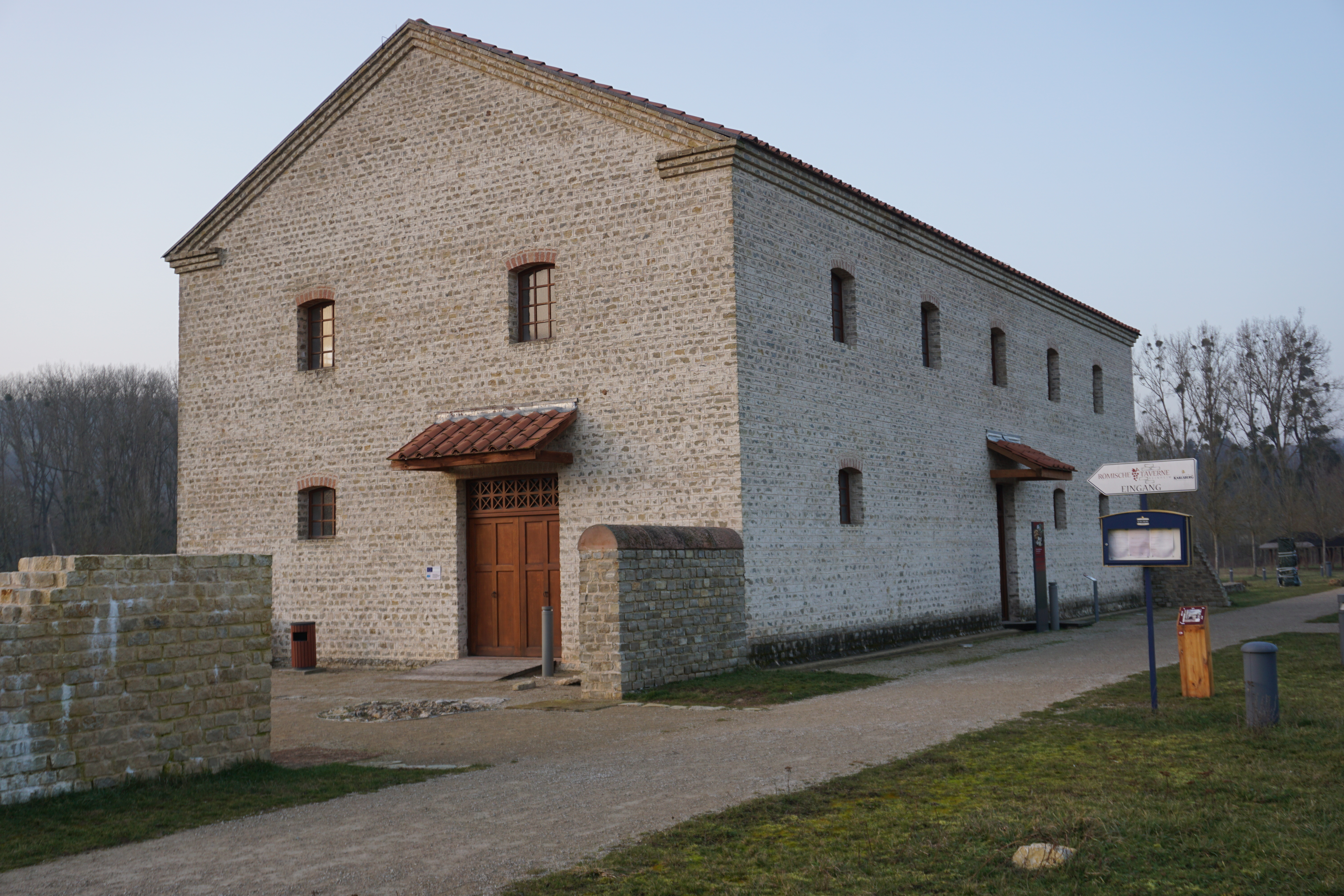
Vue de l'édifice B6 reconstitué en 2012.

#### Artefacts remarquables retrouvés dans les fouilles de la grandevilla

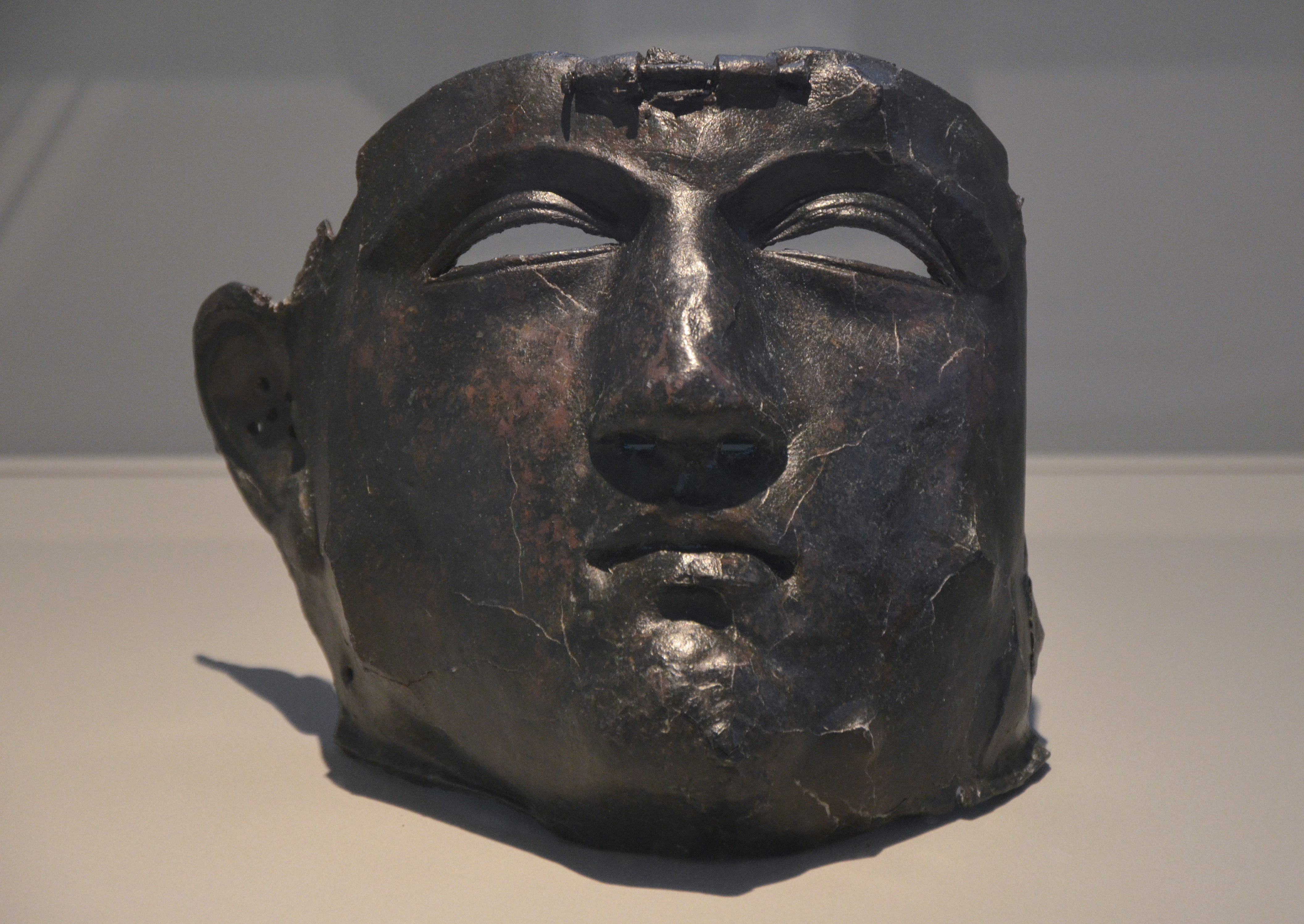
Vue du masque de chevalier de Reinheim.

Les fouilles de 2000 ont livré un casque de cavalier exceptionnel même si conservé de manière partielle : n'est en effet conservée que la visière de l'équipement. L’œuvre est datée du Ier siècle et a été découverte avec d'autres objets datés quant à eux du IIe siècle ou de la première moitié du IIIe siècle ; le tout a sans doute été enterré dans un coffre de bois. L’œuvre a appartenu peut-être au « fondateur de la grande villa de Reinheim ».
Le site a livré aussi des appliques en bronze ayant orné un meuble avec une divinité entourée de dauphins et griffons, le tout étant daté du IIIe siècle.
Les fouilles anciennes de la villa ont livré une Fortune munie d'une corne d'abondance, un Amour chevauchant une panthère en bronze, et des représentations de divinités (Mercure, Mars et Vénus).
La fouille de la grande villa a également livré un masque de terre cuite de théâtre, témoignage de la romanisation de ses habitants même si conservé de manière fragmentaire.
Du mobilier assez rare datant de l'époque tardive a été retrouvé, principalement de la céramique d'Argonne, sigillée tardive, dans une cave de la villa transformée en dépotoir.

## Artefacts remarquables retrouvés sur des sites hors parc archéologique
Les fouilles réalisées à divers endroits hors du zonage du parc archéologique ont permis de mettre au jour des artefacts témoignant de l'importance et de la continuité de l'occupation.

### Âge du bronze
Le site de Reinheim, lieu-dit Osterwiese, a livré en 1964 un dépôt de l'âge du bronze daté du IXe siècle av. J.-C. et composé de bracelets, d'anneaux de cheville, de fragments d'un harnachement de cheval et d'un instrument de musique. Deux autres dépôts comparables ont été trouvés dans les années 2000 en Sarre. Ce type de dépôt est fréquent mais leur utilité n'est pas encore assurée : il pourrait s'agir d'une réserve de matériau, un dépôt votif ou un butin.

### Époque romaine
Le mobilier retrouvé constitue surtout des témoignages de la vie quotidienne : de la céramique commune ou sigillée. Le site a livré également des outils, des éléments de serrurerie ou accessoires d'hygiène. Des découvertes sont également liées au culte de tradition gauloise ou gallo-romaine, dont des terres cuites blanches de déesses-mères et deux représentations d'Épona.
Dans la nécropole proche de la petite villa de Furtweg a été découverte une statuette en bronze représentant le dieu Mercure muni de ses attributs traditionnels, dont le caducée, la bourse et des ailes sur la tête.
Le site a livré de la vaisselle provenant de l'Eifel, à la fin du IVe siècle. Soixante-dix pièces de monnaie ont également été mises au jour pour la période 388-435, ainsi que des bracelets rudimentaires en alliage cuivreux pour les femmes ou dans le cadre de la dona militaria de la fin du IVe et du début du Ve siècle. Les récompenses militaires prennent la forme d'une plaque-boucle avec des têtes d'animaux stylisés et amènent à l'hypothèse d'une possible transformation militaire du lieu à la fin de l'Empire romain au Ve siècle. Cette probable présence aurait pu avoir comme mission de contrôler le vicus et la voie romaine.

### Époque médiévale
Les nécropoles mérovingiennes ont livré un riche mobilier : dans les tombes masculines ont été découvertes des armes, dont des scramasaxes, et dans les tombes féminines des éléments de parure, parmi lesquels des bagues, fibules et pendentifs. Des monnaies de bronze ou d'or ont été utilisées comme oboles jusqu'à la christianisation. La nécropole proche de l'ancienne église de Bliesbruck a notamment livré une fibule polylobée en or, une plaque-boucle damasquinée, et une plaque ornée d'une croix latine.

#### Fonds antique
- Tacite, Histoires (lire sur Wikisource).

#### Ouvrages et articles généraux
- Madeleine Châtelet, Fouilles et découvertes en Alsace, Rennes, Ouest-France, 2009 (ISBN 9782737347658). .
- Collectif, Pérégrinations dans l'Empire romain : De Bliesbrück-Reinheim à Rome, avec Jean-Claude Golvin, peintre de l'antiquité, Arles, Actes sud / Conseil général de la Moselle, 2010, 109 p. (ISBN 9782742792870). .
- Gérard Coulon et Jean-Claude Golvin, Voyage en Gaule romaine, Arles-Paris, Actes sud / Errance, 2002, 185 p. (ISBN 9782742739202). .
- Jean-Paul Petit et Sara Santoro-Bianchi, De Pompéi à Bliesbruck-Reinheim : Vivre en Europe romaine, Errance, 2007.
- (de) Walter Reinhard, Kelten, Römer und Germanen im Bliesgau, Stiftung Europäischer Kulurpark Bliesbruck-Reinheim, 2010, 368 p., p. 62-67.

#### Ouvrages ou articles généraux sur le site archéologique de Bliesbruck-Reinheim
- Sonia Antonelli et Jean-Paul Petit, « Les mutations de l'Antiquité tardive : le lent déclin de Bliesbrück et de son environnement », Dossiers d'archéologie, Faton, no HS-24,‎ 2013, p. 84-91.
- Sonia Antonelli et Jean-Paul Petit, « L’agglomération de Bliesbruck (Moselle) durant l’Antiquité tardive : entre ruptures et continuités », Gallia, nos 74-1,‎ 2017, p. 149-164 (lire en ligne, consulté le 26 décembre 2020). .
- Philippe Brunella et Diane Dusseaux, « De la fouille à la mise en valeur : conservation, restauration et restitution », Dossiers d'archéologie, Faton, no HS-24,‎ 2013, p. 114-118. .
- Sophie Casadebaig et Régis Bontrond, Bliesbruck « Unterer Sand » : Rapport de fouille programmé, Bliesbruck, 2007, 50 p..
- Diane Dusseaux, Parc archéologique européen de Bliesbruck-Reinheim, IAC Editions d’Art, 2013 (ISBN 9782916373676). .
- Daniel Gricourt, Johannes Naumann et Jean Schaub, Le mobilier numismatique de l’agglomération secondaire de Bliesbruck (Moselle). Fouilles 1978-1998, Paris, Errance, coll. « Blesa », 2003, 807 p..
- Stefanie Martin-Kilcher, « Le vicus de Bliesbrück et la villa de Reinheim, une association inégale », Dossiers d'archéologie, Faton, no HS-24,‎ 2013, p. 40-47. .
- Josabeth Millereux-Le Béchennec, Bliesbruck, (Moselle), Hinterer Sand et Im Sand, Bliesbruck, Rapport intermédiaire de fouille programmée, 2005, 49 p..
- (fr + de) Andrei Miron, Jean-Paul Petit, Walter Reinhar et Jean Schaub, Parc archéologique européen (Europäischer Kulturpark) : Bliesbruck - Reinheim, Impr. Pierron, 18 p..
- Jean-Paul Petit, Jean Schaub et Philippe Brunella, Bliesbruck-Reinheim : parc archéologique européen, Imprimerie nationale, 1995 (ISBN 9782743300333). .
- Jean-Paul Petit, « La partie nord-est de la cité des Médiomatriques. De Bliesbruck (département de la Moselle) à Schwarzenacker (land de Sarre) », Annales de l'Est, vol. Numéro spécial,‎ 2017, p. 9-21.
- Jean-Paul Petit, « Bliesbruck – Steinfelder, parc archéologique de Bliesbruck-Reinheim », ADLFI. Archéologie de la France_Informations,‎ 2016 (lire en ligne, consulté le 26 décembre 2020). .
- Jean-Paul Petit, « Bliesbrück-Reinheim : d'une fouille de sauvetage à un parc archéologique européen », Dossiers d'archéologie, Faton, no HS-24,‎ 2013, p. 4-7. .
- Jean-Paul Petit et Philippe Brunella, Bliesbruck-Reinheim : Celtes et Gallo-Romains en Moselle et en Sarre, Errance, 2005.
- Jean-Paul Petit, « Artisanat et artisans dans l'agglomération gallo-romaine de Bliesbruck », Les Cahiers Lorrains, no 4,‎ 1995, p. 297-309 (lire en ligne). .
- Florian Sarateanu-Müller, « La grande villa de Reinheim », Dossiers d'archéologie, Faton, no HS-24,‎ 2013, p. 72-79. .
- Jean Schaub et Jean-Paul Petit, Dans l'antiquité Bliesbruck en Moselle, bourgade gallo-romaine, Sarreguemines, 1984.

#### Ouvrages ou articles sur le centre monumental et les thermes de Bliesbruck-Reinheim
- Marie-Laure Berdaux-Le-Brazidec, Bliesbruck (Moselle), fouilles du centre public : Étude des monnaies et catalogue détaillé, 2013, 45 p..
- Lukas Clemens et Jean-Paul Petit, « Un habitat de la fin du Moyen Âge dans les thermes gallo-romains de Bliesbruck (Moselle) », Archéologie médiévale, no 25,‎ 1995, p. 65-85 (lire en ligne).
- Lukas Clemens et Jean-Paul Petit, « Des thermes gallo-romains réoccupés à la fin du Moyen Âge », Archéologie médiévale, no 25,‎ 1995, p. 65-67.
- Érik Follain, Jean-Paul Petit et Sara Santoro, « Le centre monumental romain restitué », Archéologia, Faton, no 552,‎ 2017, p. 46-53. .
- Jean-Paul Petit et Sara Santoro, « La vie publique dans une petite ville de Gaule Belgique : le centre monumental de Bliesbrück », Dossiers d'archéologie, Faton, no HS-24,‎ 2013, p. 52-59. .
- Jean-Paul Petit et Sara Santoro, « Le centre public d’une agglomération secondaire de la cité des Médiomatriques : Bliesbruck (Moselle) », Gallia, nos 73-2,‎ 2016, p. 213-283 (lire en ligne, consulté le 26 décembre 2020). .

#### Ouvrages ou articles sur le pôle princier et la dame de Reinheim
- Alfred Haffner, « Qui était la dame de Reinheim ? », Dossiers d'archéologie, Faton, no HS-24,‎ 2013, p. 20-33. .
- Walter Reinhard, « Le pôle princier de Reinheim », Dossiers d'archéologie, Faton, no HS-24,‎ 2013, p. 8-15.